# ホンダ・シビック
シビック（CIVIC）は、本田技研工業が生産および販売している乗用車である。欧州ではCセグメントに、アメリカ合衆国ではコンパクトカーにそれぞれ区分されている。

## 概要
1972年（昭和47年）に販売が開始されて以降、ホンダの世界戦略を担う基幹車であり、ホンダ製乗用車の中でも最も長く同一の車名で販売されている車である。大衆車の代名詞的存在であるが、価格と燃費、運動性能の両立を果たせるよう開発、設計し、トヨタ・カローラとの差別化を図った。2019年（平成31/令和元年）の車名別世界販売台数は5位。特に北米においては老若男女問わず幅広い層から高い人気を誇り、ライバルのトヨタ・カローラを販売台数で上回る。
3ドアおよび5ドアハッチバックと4ドアセダンを基本に、代によってはステーションワゴンやクーペが設定される等の幅広いボディ展開がされている。エンジンは初代から現在に至るまで直列4気筒を搭載しているが、排気量は1.2 Lから徐々に拡大され、現在は2.0 Lガソリンエンジンのほか、2.2 Lディーゼルエンジンやガソリン電気ハイブリッドなどが搭載されている。また、スポーツグレードの「Type R」はFFスポーツの雄として、レースシーンにおいてプロからアマチュアまで幅広く愛好されている。
駆動方式は初代より前輪駆動を基本としており、3代目から7代目までには四輪駆動も存在した。
初代から7代目までは小型乗用車の分類に属していたが、8代目から3ナンバーサイズの普通自動車にボディサイズが拡大された。よりコンパクトなフィットが従来のシビックの立ち位置に代わる存在になったこともあり、日本国内向けは2010年（平成22年）の8代目生産終了をもって一時的に消滅。それから5年間の空白を経て、2015年（平成27年）には「type R」が200台限定で国内販売され、2017年（平成29年）9月29日には10代目の4ドアセダンと5ドアハッチバックが標準車として国内復帰を果たしている。
生産は4ドアセダンモデルはカナダとアメリカインディアナ州及びトルコ工場、5ドアハッチバックモデルはイギリスの工場でそれぞれ生産されていたが、2021年（平成23年）の英国工場の閉鎖に伴い、11代目から5ドアモデルも北米工場で生産を行う。過去には三重県の鈴鹿製作所でも生産されており、4代目/5代目タイプRや10代目のハッチバックはいわゆる輸入車の立場ではあったが、同じ10代目でもセダンは日本国内での生産であり、11代目では日本仕様のハッチバックは日本国内での生産となる。
2代目から7代目モデルでは、ホンダが公式に定めたキャッチコピーに基づく通称が存在し、広告・宣伝でも使用されていた。

## 初代 SB1/SG/SE/VB型（1972年 - 1979年）
軽自動車のライフを拡大したようなデザインで、前後のオーバーハングを切り詰め、ホイールベースを長くして居住性を高めている。当初はイギリスのミニなどのように、独立したトランクを持つ2ドアショートファストバックに、1.2LのEB1型エンジンと4速MTを組み合わせた仕様のみだった。
デザインは岩倉信弥が手がけ、当時の流行とは一線を画すシンプルなものとなった。ちなみに本田宗一郎はこのデザインを「おんもろしていいね」と、ニコニコして誉めたという。
マスキー法などの厳しい排ガス規制や第4次中東戦争が原因で起こった1973年の第一次オイルショックを背景に、CVCCを搭載したシビックは世界的な大ヒット車となり、ホンダ・1300の大失敗で四輪撤退が囁かれていたホンダを立ち直らせた。日本では大型なトヨタ・クラウンや日産・スカイラインなどに乗っていたユーザーをシビックに乗り換えさせる現象を起こした。
初代「CIVIC CVCC」は、2000年に米国自動車技術者協会（SAE）AUTOMOTIVE ENGINEERING誌から『20世紀優秀技術車 70年代版』を受賞する。
生産終了前月までの国内新車登録台数の累計は68万2748台
1972年7月12日
発売。
1972年9月1日
3ドアハッチバックモデルと、9PS出力を向上させたEB2型エンジンを搭載する上級グレード「GL」（2ドア/3ドア）を発売。
1973年5月
「無段変速」のスターレンジを持つ2速半自動変速機「ホンダマチック」仕様車を設定。「GL」には日本車で初めてリアワイパーが装備された。
1973年12月13日
1.5LエンジンのEC型・ED型の搭載モデルを追加。ED型には排出ガス浄化技術であるCVCCが採用されている。同時にユーザーから要望の高かった4ドアセダン（ショートファストバック、ノッチレス）を新設定した（1.5Lエンジンのみ）。
1974年10月
スポーツモデルとして「1200RS」を追加。5速MTと76PSまで出力を向上したエンジンが組み合わせられる。"RS"は「ロードセーリング」の略と公称しているが、これはオイルショックや排気ガス問題などの社会的事情からスポーツモデルが認可されにくく、当時の運輸省を睨み回避したとの説がある。
1974年11月
5ドアのライトバンモデル「シビックバン」を追加
1975年8月20日
1.2LがCVCC仕様のEE型に置き換えられ、全車がCVCC搭載車種となる。合わせて「1200RS」の後継となる「1500RSL」が登場した。
1976年5月
4ドアセダンに1.2Lエンジン搭載車を追加。
1977年9月
4ドアセダンをハッチバック化した5ドアを追加。
1978年6月
EE型から1.3LのEJ型に置き換えられる。同時に4ドアセダンを廃止した。

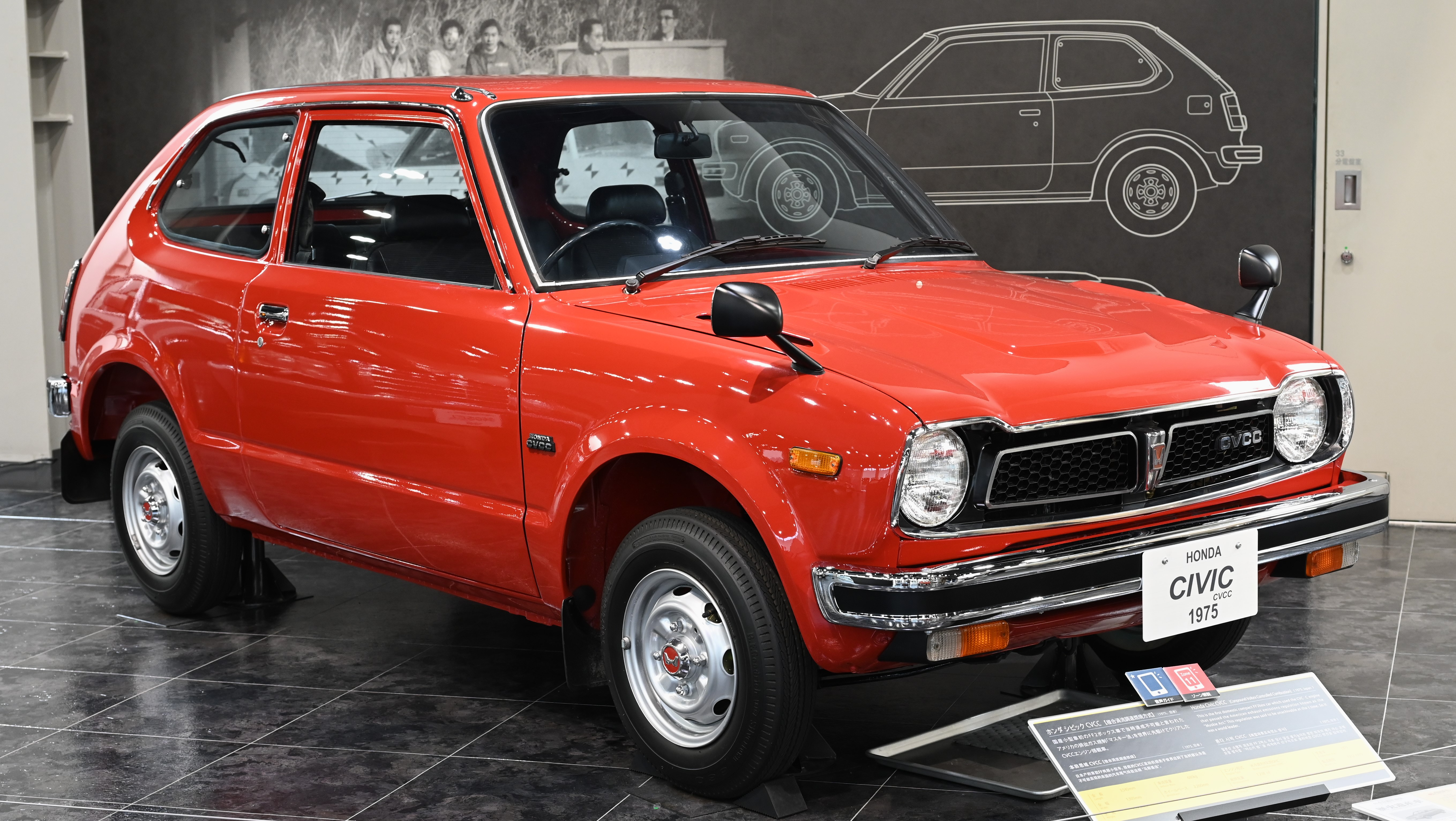
3ドア CVCC 1200GL
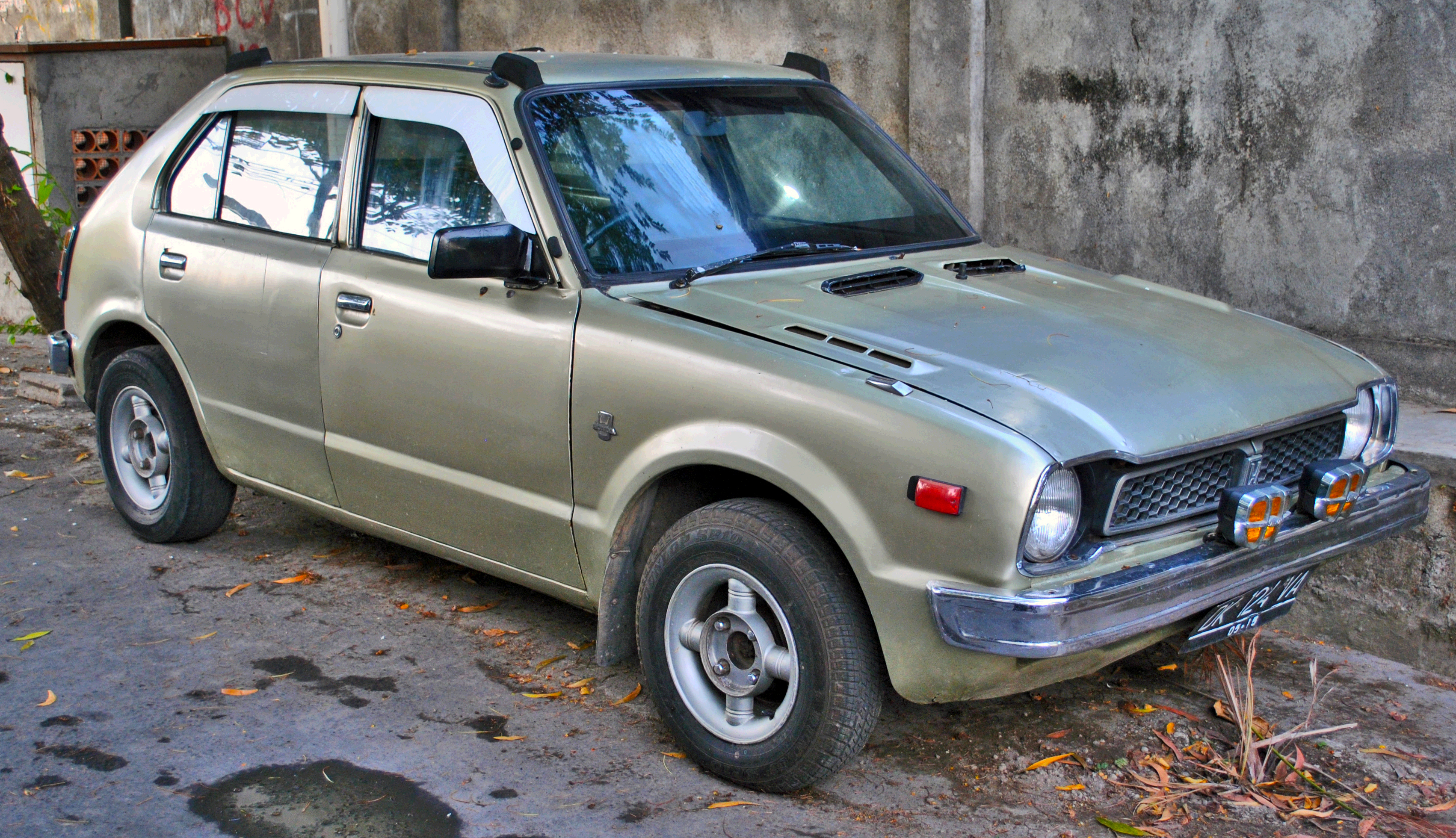
4ドア Hi-Deluxe フロント
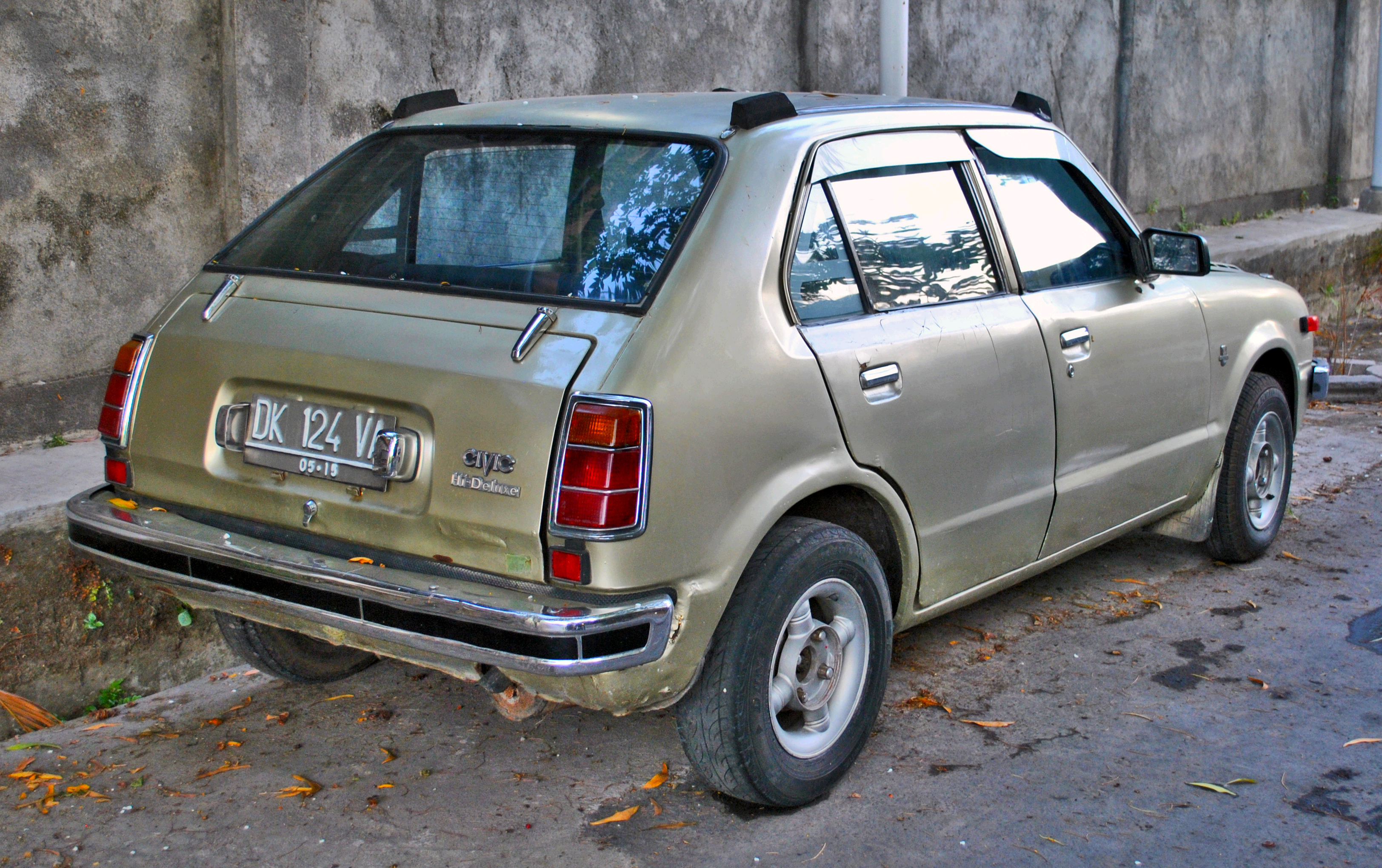
4ドア Hi-Deluxe リア

## 2代目 SL/SS/SR/ST/VC/WD型（1979年 - 1983年）

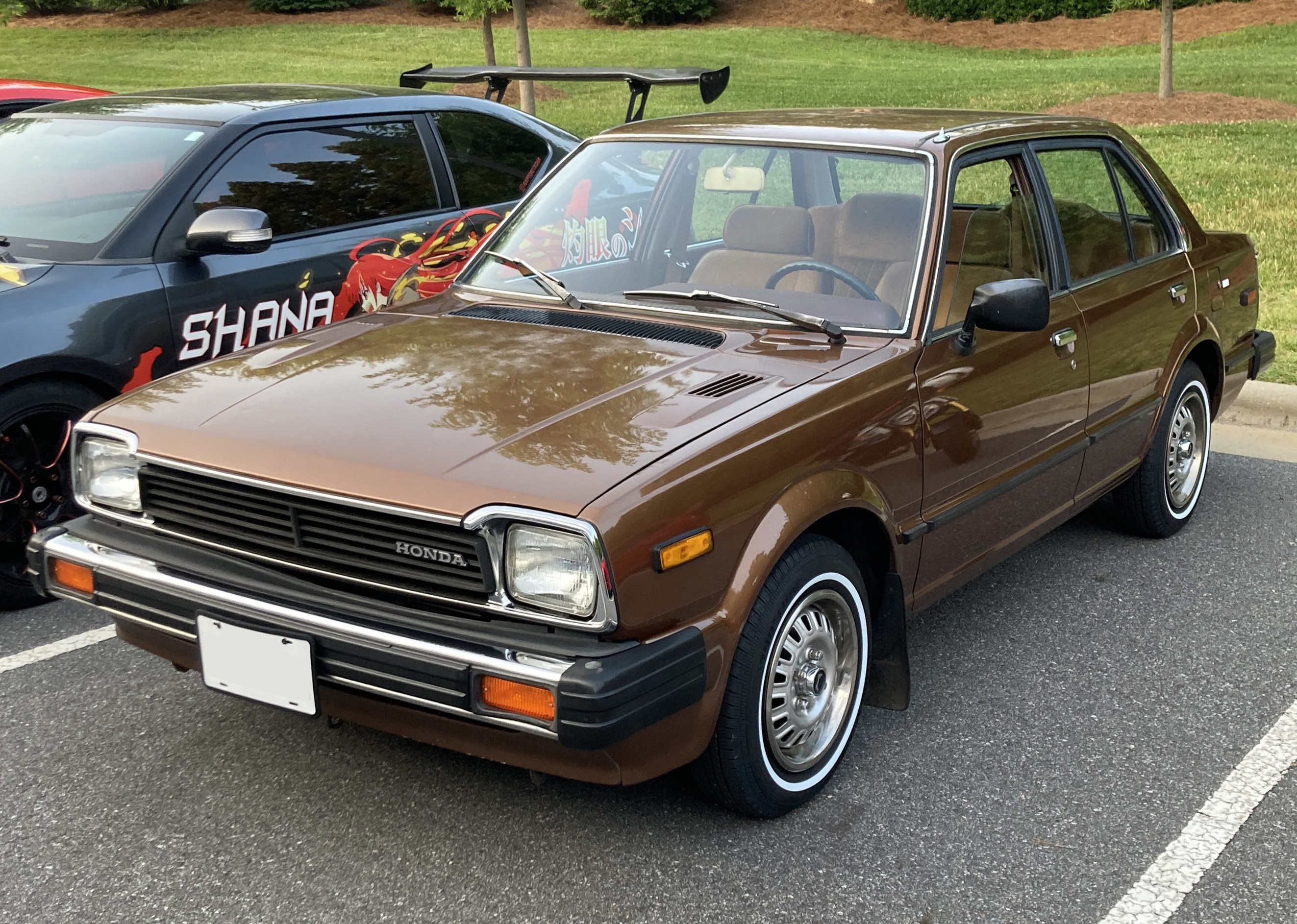
4ドアセダン フロント
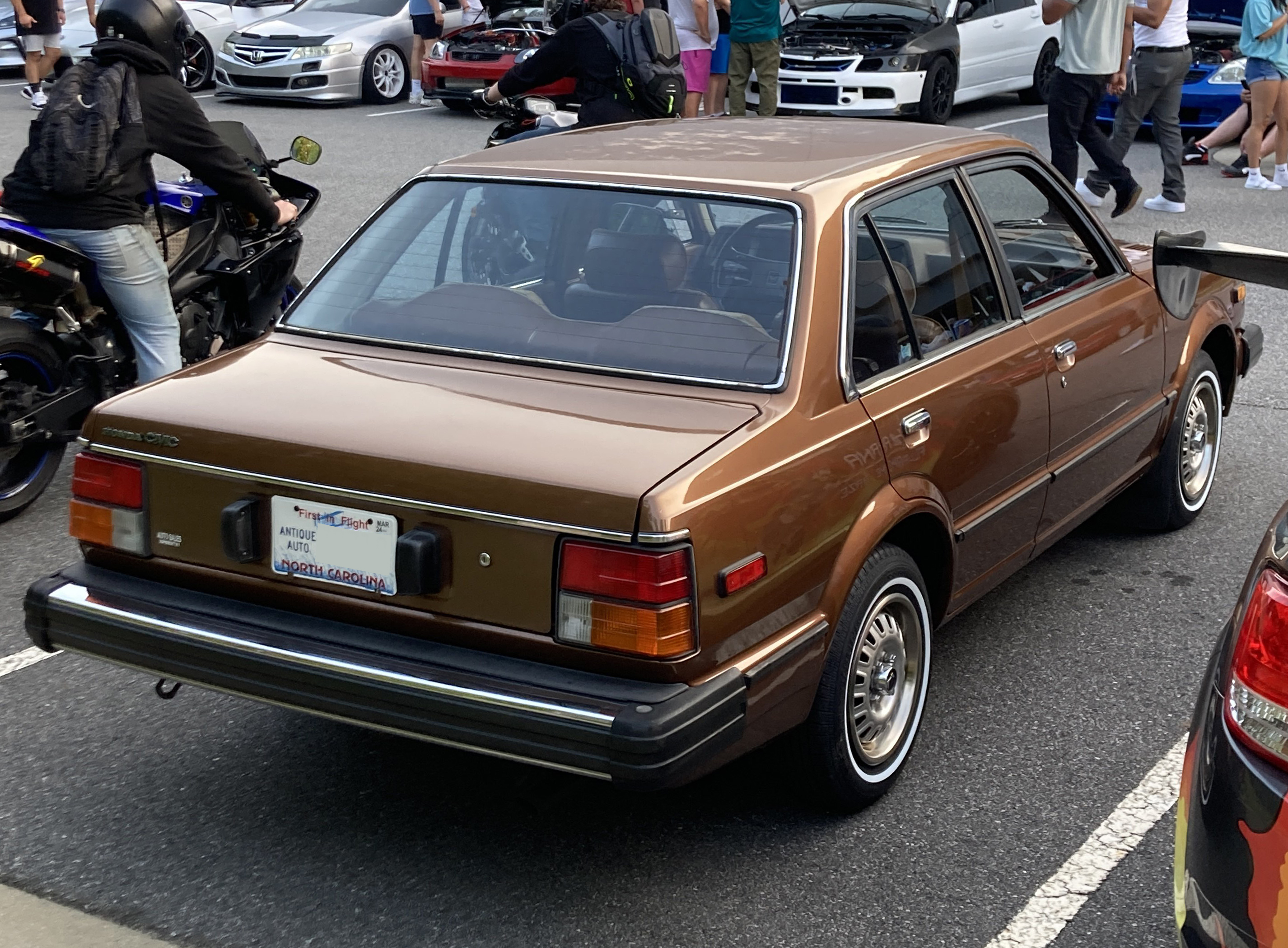
4ドアセダン リア

1979年7月24日にモデルチェンジ。「スーパーシビック」の通称を持つ。当初は3ドアハッチバックのみで、搭載するエンジンはEJ型（1.3 L）とEM型（1.5 L）の2種類。外観はキープコンセプトの台形プロポーションであるが、インパネ付近には過去にない新たな試みがいくつか見られる。特に、初代プレリュードから引き継がれた、速度計と回転計を同軸に統合し、メーターの回転軸部分の上に各種警告灯を並べた「集中ターゲットメーター」を採用し話題となった。また、メーターサイドには「ロータリー・チャンネル式」と呼ばれる専用形状のダイヤル選局式AMラジオが配置されるなど、他の車には余り見られないような意匠が存在する。
他にも通常モデルより最高出力を5 PS高めたハイチューンエンジン（85 PS/12.3 Kgf·m）を搭載したホットモデル「CX」も登場。オーバーライダー付きバンパーとオレンジ色の専用外装色も相まって人気となった。このモデルからワンメイクレース「シビックレース」が開催されるようになった。
なお、オーバーライダー付きのモデルは全長が4.0 mを僅かに超え、フェリー料金に差を生じた。また、初代より若干のサイズアップとなったが、輸出先のアメリカでは「狭い」という逆の評価を受けてしまった。これは初代の後席は狭過ぎるゆえに人が乗る場所ではなく荷物置き場とみなされたが、サイズアップした事からかえって人が乗る場所と認知されてしまったからである。エッジの効いたシャープなスタイルが世の流行となる中、どこか垢抜けないずんぐりした形が受け入れられず、CXのスポーツ性は好評であったものの、モデル全体としては初代に比べて日本国内での販売は振るわなかった。他車種の不振と相まって、ホンダの業績に影響を与えることになった。
生産終了前月までの国内新車登録台数の累計は27万8939台
1979年10月6日
3ドアモデルのホイールベースを70 mm延長した商用モデル、「シビックバン」を発売。
1980年1月23日
「シビックバン」をベースとしたホンダ初のステーションワゴン「シビックカントリー」を追加。
1980年6月11日
1.3 Lモデルに72 PSのCVCC-IIエンジンとホンダマチック車にO.D付を設定。チャイルドプルーフロック付リヤドア、ELR付3点式フロントシートベルトなど、安全面を中心に装備が強化された。
1980年8月1日
1.5 Lモデルに前述の1.3 Lモデルと同様の変更を施す。「CX」グレードには運転席ヘッドレストを装備。
1980年9月11日
バン、カントリーとフロアパンを共用した3ボックス・ノッチバックスタイルの4ドアセダンを追加。同時にサンルーフがオプション設定された「CX-S」を3ドアに追加した。
1981年10月
マイナーチェンジ。全てのモデルのヘッドランプが規格型の角形2灯式に変更され、フロント部、前後バンパー、インパネなど内外装で若干のデザイン変更。「CX-S」はタイヤサイズが165/70SR-13になり、サンルーフが標準装備化。
1982年9月
マイナーチェンジ。リヤコンビネーションランプを変更。

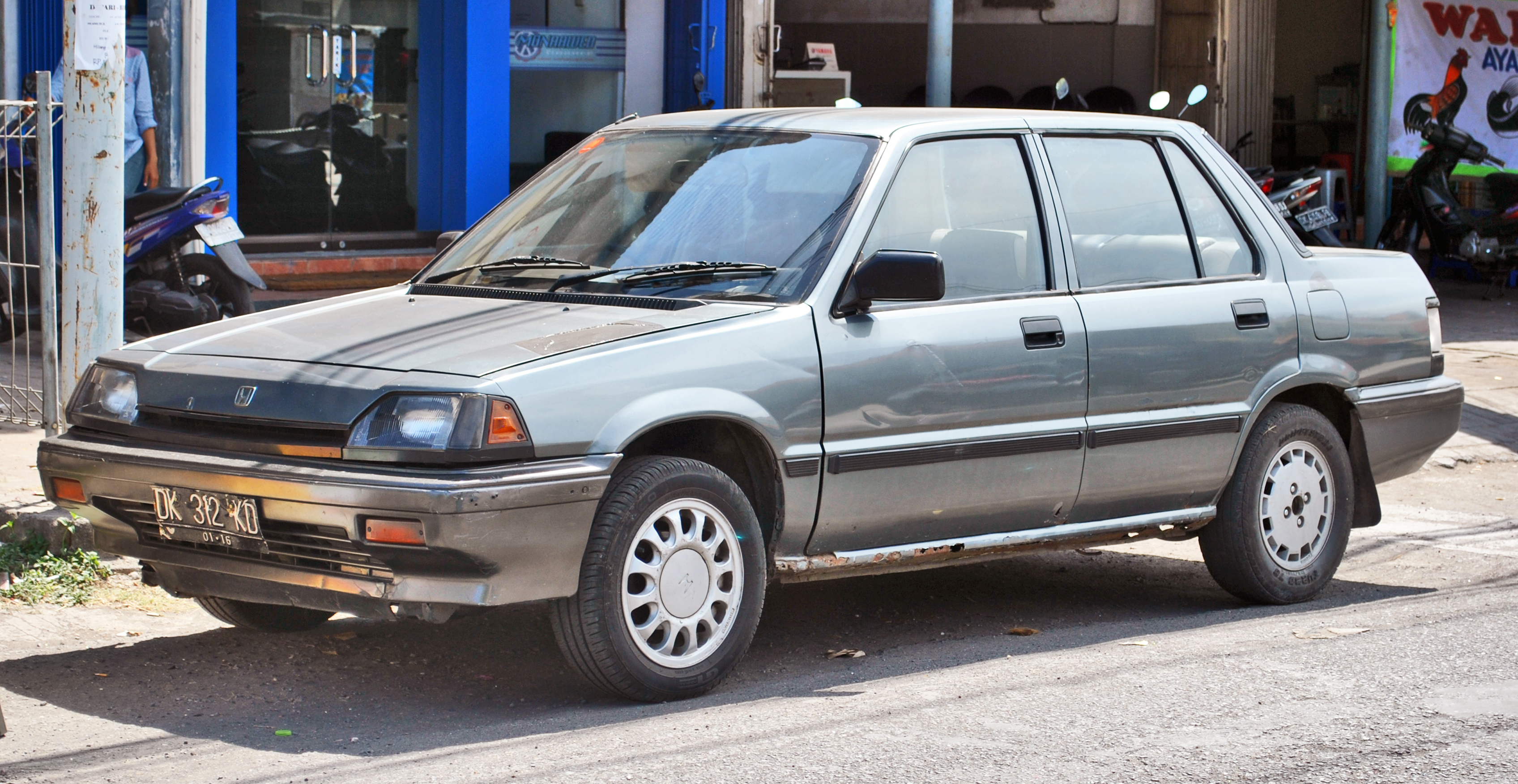
4ドアセダン フロント
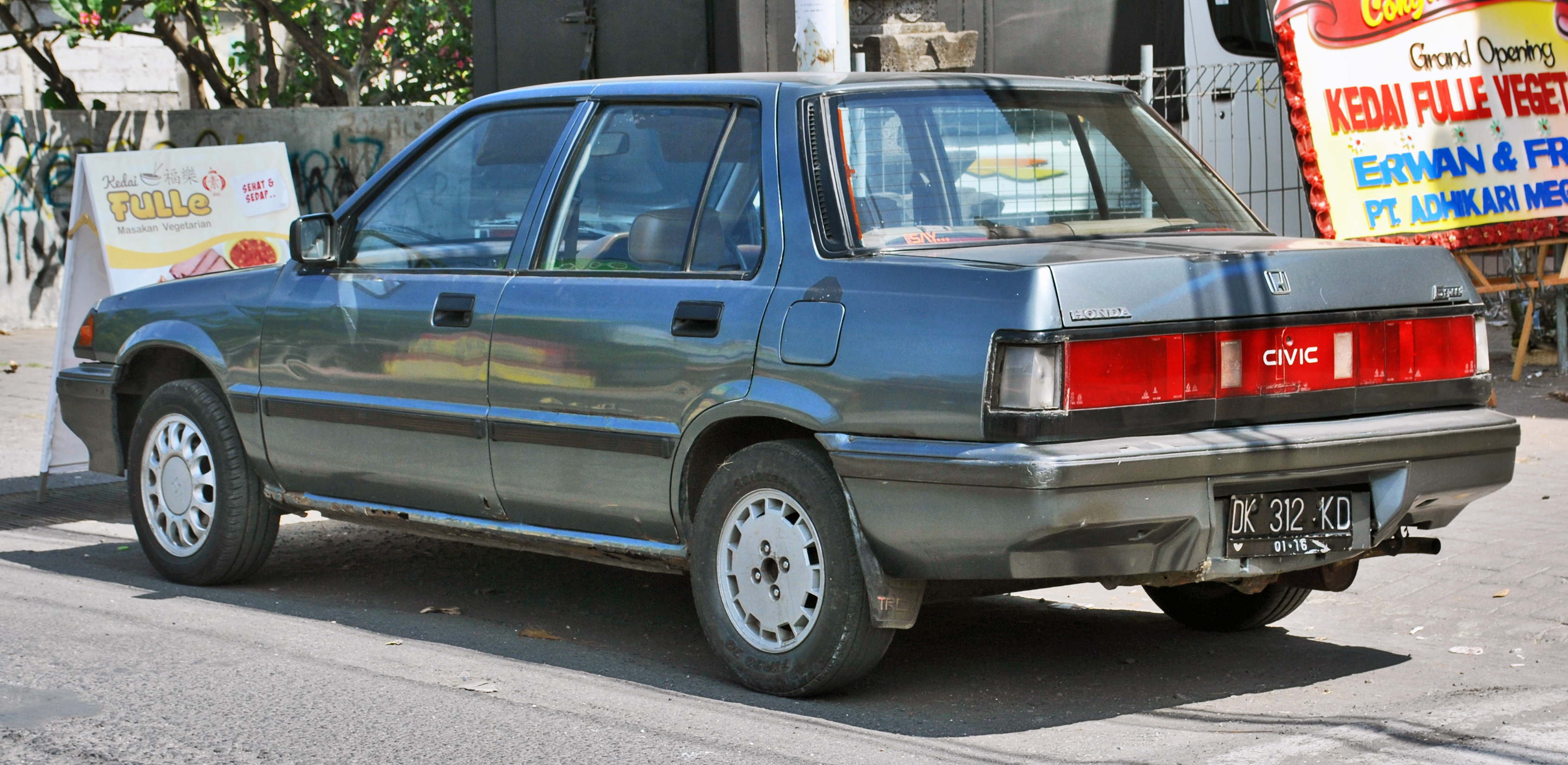
4ドアセダン リア
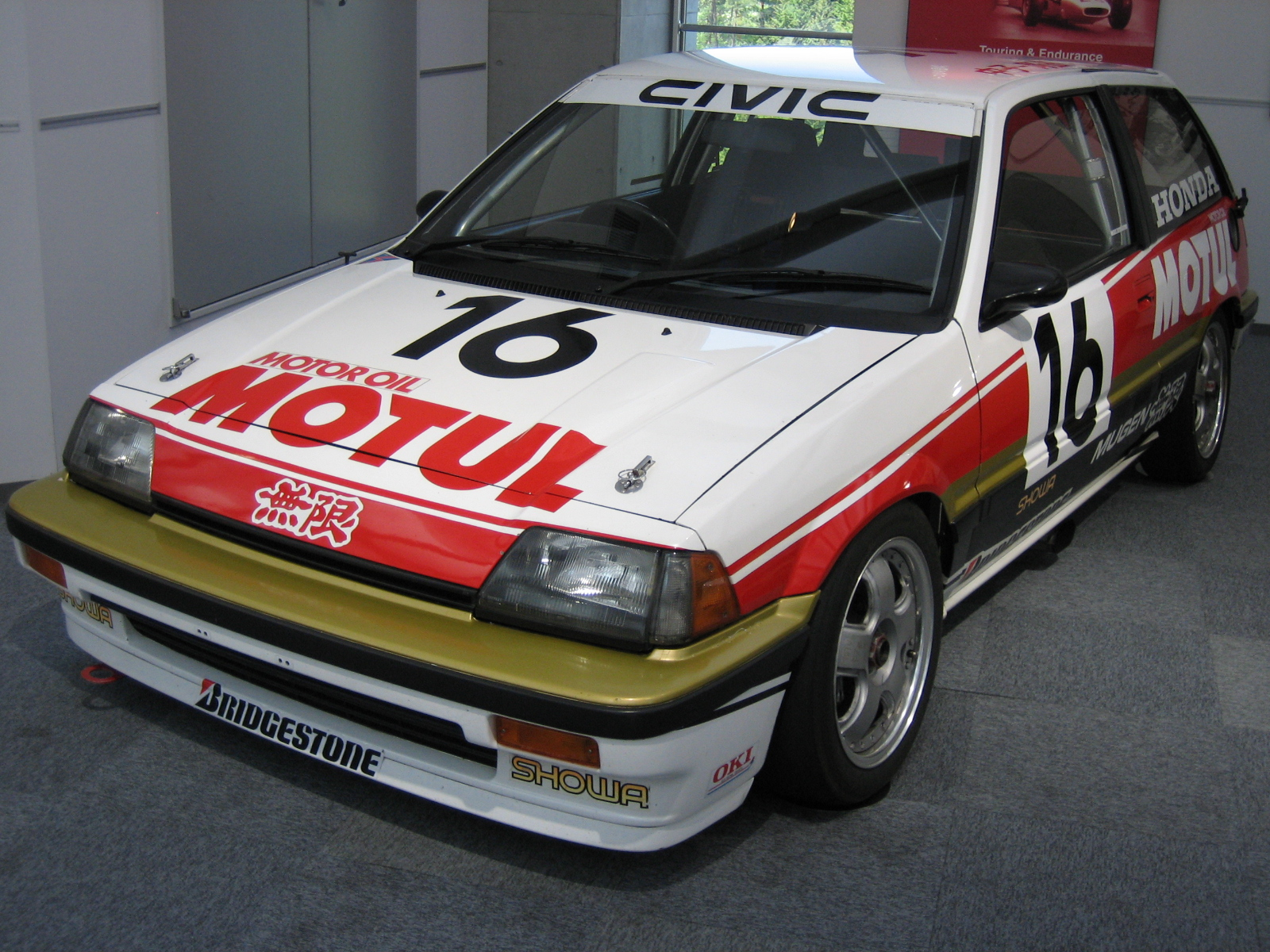
無限MOTULシビックSi

## 3代目 AG/AH/AJ/AK/AT型（1983年 - 1987年）
ハッチバックは1983年（昭和58年）9月22日に、4ドアセダンと5ドアステーションワゴンの「シャトル」は10月20日にモデルチェンジ。「M・M（マン・マキシマム・メカ・ミニマム）思想」の設計哲学のもとに設計され、同一の商品名でありながら、3/4/5ドアの各々に専用のプラットフォーム（フロアパンおよびボディシェル）を採用している（先代は2種類）。通称は「ワンダーシビック」。
エンジンは1.3 L（CVCC）と1.5 Lの2種類。異型2灯式ヘッドランプが外観上の特徴であるが、1.3 Lの「23L」「33U」「53U」「プロ」、1.5 Lのシャトル「55M」などは、初期の北米仕様と同様の規格型角形ランプを採用した。3ドアハッチバックは後方部分を切り落とした当時としては画期的なスタイリングが評価され、1984（昭和59）年度グッドデザイン大賞を受賞。これは自動車としては初の大賞受賞である。また、当代でホンダとして初めて日本カー・オブ・ザ・イヤーを受賞した。
モデルライフ途中の1984年（昭和59年）から1985年（昭和60年）にかけ、旧ホンダ店がプリモ店とクリオ店に分割されたため、経過措置として次期型にモデルチェンジするまではクリオ店でも扱っていた。
生産終了前月までの国内新車登録台数の累計は41万5945台
1984年（昭和59年）11月1日
新たに1.6 L DOHCのZC型を搭載した「Si」グレードを追加。全日本ツーリングカー選手権 （JTC） などのレースにおいても用いられ、走りの良さから若者や走行性を重視する層の支持を得た。ボンネットには、エンジンのカムカバーとの干渉を避けるためS800以来のパワーバルジが付けられた。初代RS以降途絶えていたシビックのスポーティイメージを受け継ぐモデルといえる。なお、北米仕様にも「Si」というグレードがあったが、日本仕様とは異なり、DOHCエンジンではなく「25i」と同じSOHCエンジンを搭載している。
1985年（昭和60年）3月8日
4ドアセダンに「Si」を追加設定。こちらにはパワーバルジは存在しない。
1985年（昭和60年）9月25日
マイナーチェンジ。3ドアはフロントバンパーを大型化し、「Si」と1.5 Lのリアガーニッシュをテールランプ同色（赤）に変更。4ドアはヘッドランプ・フロントグリルおよびサイドマーカー、リアバンパー、テールランプのデザイン変更。トランクリッドの開閉位置を、テールランプの上端から、バンパー上端に変更。5ドアはフロントグリルを変更。また、フロントウインドシールドは合わせガラスへ変更され、ホンダマチック車については「Si」と1.5 Lはロックアップ機構付き4速フルオートマチック、1.3 L仕様も同機構付き3速フルオートマチックへ変更により、燃費が改善された。
- 4ドアセダン フロント
- 4ドアセダン リア
- 無限MOTULシビックSi

## 4代目 EF型（1987年 - 1991年）
1987年9月9日にモデルチェンジ。通称「グランドシビック」。エクステリアデザインはヒラメをモチーフにしたと伝えられる。ボディラインナップは先代同様、3ドア・4ドア・5ドア（シャトル）の3種類。同一の車名および型式だが、5ドアのみ専用のプラットフォームを採用する一方、3/4ドアについては先代と異なりフロアパンの前半部分のみを共通化している。3代目アコードと同様にアッパーアームをタイヤの上に配置した特徴的なダブルウィッシュボーン式サスペンションを、シャトルの商用モデルである「シビック プロ」をも含む全グレードで4輪に採用した。
スポーツモデルでもある「Si」とその豪華仕様である「Si-EXTRA」を除き、グレード名は数字とアルファベットの組み合わせとなり、十の位は3ドアが「2」、セダンが「3」、シャトルが「5」、一の位は1.3 Lが「3」、1.5 Lが「5」、1.6 Lが「6」、その後にインジェクション車が「i」、デュアルキャブ（ツインキャブ）車が「X」、シングルキャブ車は装備内容別に「L」「U」「R」「M」のいずれかが付くようになっており、それらの表示がバックドアまたはトランクリッドにデカールで表記され、サイドデカールと含めて各グレードの識別点となっている。この他で3ドア車以外にリアルタイム4WD（ビスカスカップリングを使ったスタンバイ式四輪駆動）も用意されるが、これには「RT」で始まるグレード名が付与される。

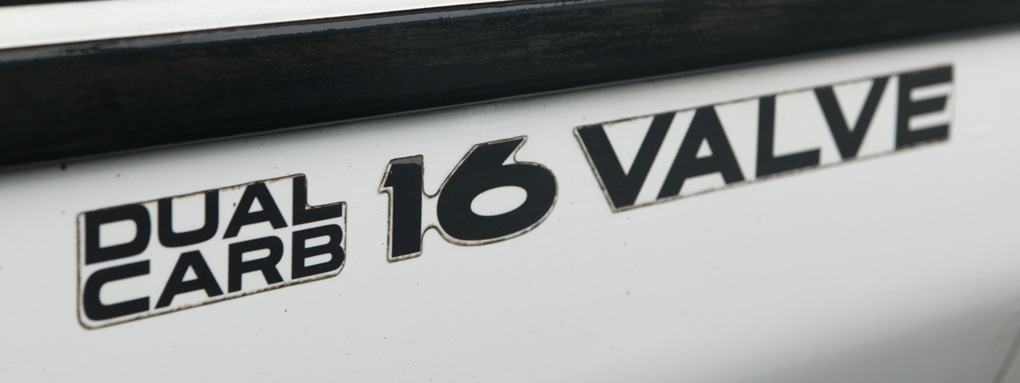
25XTのデカール

同時期からJTCでの戦いが激化し、それに呼応するように市販車もパワー競争が激化した。3ドア最高グレードである「Si」に搭載されたZC型エンジンは130PS/14.7kg·m（ネット値）になり、4ドアセダン「36i」「RTi 4WD」、5ドアシャトル「56i」「RTi 4WD」には「Si」と同じZC型のヘッドを16バルブSOHCに換装した専用エンジンを用意し、120PS/14.5kg·mを発生するようにした。その他のSOHCエンジンも全て16バルブ/センタープラグ配置となった。主力であるD15B型エンジンにはインジェクション仕様がなかったものの、91PS/12.1kg·mを発生するシングルキャブレター仕様の他に、105PS/13.2kg·m（3ドアMT）100PS/12.8kg·m（3ドアAT/4,5ドア）を発生するCVデュアルキャブレター仕様も設定され、当時の平均的なライバル車をしのぐ軽快な加速をした。この頃からトランスミッションの特性とのマッチングを図るためMT車とAT車ではエンジン出力特性を変更（カムプロフィールを変更）が施されている。
前輪駆動車が5速MTかロックアップ付電子制御4速ATのいずれかが搭載。セダンの四輪駆動車には悪路での走破性を高める目的でスーパーローが付く5速MTか、ローホールド機能が付くロックアップ付電子制御2Way4速ATが用意された。シャトル四輪駆動車には初期はスーパーロー付5速MTのみが採用され、後になって、セダン/シャトルとも四輪駆動+ATが選べるようになった。その他装備面でも、前席のヘッドレストを外して後席とフラット化できるシートの採用、内装質感の大幅向上、パワーステアリング/パワーウィンドウ/カラーガラスの採用グレードの拡大、一部グレードにプッシュ式ヒーターモード切り換えスイッチやリヤヒーターダクト、オプションながらオートエアコンを用意したり、ポケット/トレイ類の各種ユーティリティの多数採用など、充実した内容となっている。
歴代でも生産時期が長いモデルであり、5ドアシャトル/プロは3ドア/4ドアがEG型にモデルチェンジ（1991年）した後も継続生産された。さらに、3ドア/4ドアがEK型にモデルチェンジ（1995年）した翌年の春、オルティア/パートナーが発売されるまで正規のカタログモデルとしてラインナップされていた。また、4ドアセダンをベースに当時提携関係にあった英オースチン・ローバー・グループ（ARG、現・MGローバー）との共同開発にてボディの強化と吸音材の増強、各種装備の高級化とボディのリデザインにより、上級車種「コンチェルト」が生まれた。このモデルは英ローバーにも提供され、ローバー・400シリーズとして生産されていた。
1988年8月4日
一部改良。AT車にシフトロックシステムを装着し、車内用バックブザーが付いた。四輪駆動モデルは「4wA.L.B（アンチロック・ブレーキ・システム）」の装備車のみリアルタイム4WDから「INTRAC」システムへ変更される。
1989年9月22日
マイナーチェンジ。若干ボディ剛性向上が図られている。外観はフロント周りで若干のフェイスリフト、内装はダッシュボードのメーターボックスの拡大などが行われた。この他、AT車へメーター内のシフトポジションインジケーターを装備。リアの「HONDA」ステッカーが省略された。
3ドアにインテグラ（DA型）と同じB16A型エンジン（通称VTEC）を搭載した「SiR」を追加。フロントバンパーおよびヘッドライトの形状が変更され、ボンネット中央部と両フェンダー部の関係を従来の凹から凸としたため、「Si」のボンネットのパワーバルジは削除された。リアバンパー、リアパネルやリアコンビランプも若干変化している。
販売終了前月までの新車登録台数の累計は58万2,399台

## 5代目 EG型（1991年 - 1995年）
1991年9月10日にモデルチェンジ。通称「スポーツシビック」。4ドアセダンはこのモデルからサブネームが付与され、車名が「シビックフェリオ」となる。外観はブラジルのサンバやリオのカーニバルをイメージしてデザインされ、ハッチバックはガラス部分が上部、そこを境としたゲート部分が下部に開く特徴的なリアドアを採用した。当代でシビックとして2度目の日本カー・オブ・ザ・イヤーを受賞している。
搭載されるエンジンは、B16A型が170PS（AT車は155PS）に強化された。また、新開発のVTEC-E仕様（リーンバーンエンジン）を搭載した低燃費指向の「ETi」、SOHCで吸気のみ可変するVTEC仕様を搭載した「VTi」というグレードが登場した。ちなみに、シングルキャブレター仕様の「EL」,「ML」,「MX」とVTEC仕様の「ETi」,「VTi」,「SiR」とでは内装形状が異なり、乗車定員も「EL」,「ML」,「MX」は5人乗りで、VTEC仕様は4人乗りである。
サスペンションには先代（EF型）と同様に、4輪ダブルウィッシュボーンサスペンションが採用された。先代はサスペンションストロークが不足しており、当時にしてはかなり贅沢な方式を採用していたにもかかわらず、比較的高いスピードで大きな段差にあうと姿勢を乱していたのに対し、この5代目はストロークを大きくとることで、荒れた路面での乗り心地やうねりのある路面での追従性が大幅に向上しており、これまでのシビックの中で最も優れた乗り味とハンドリングを実現している。このスポーティイメージから高い人気を得ることとなった。
スポーツモデルはVTECエンジンが標準化し、ZC型搭載の「Si」はラインナップから削除された。しかし、1992年にはシビック20周年記念車として「Si」が限定発売された。また、ホンダ・オブ・アメリカ生産の「シビッククーペ」が用意され、1993年に日本にも輸入されている。初期はトランスミッションは4速ATしか選べなかったが、後になって5速MTが導入された。
販売終了前月までの新車登録台数の累計は51万4,942台

## 6代目 EK型（1995年 - 2000年）
1995年9月4日にモデルチェンジ。通称「ミラクルシビック」。主力モデルの3ドア「VTi」/フェリオ「Vi」のエンジンは、従来のVTECとVTEC-Eを統合し、低燃費高出力を実現させた3ステージVTECに進化し、オートマチックトランスミッションは、ホンダマルチマチック（HMM）と呼ばれるCVTが搭載された（「EL」と「SiR」は4速AT）。先代の3ドア車の欠点だった後席の居住性は、ボディサイズの拡大やフェリオと同じホイールベースの長さ（2,620mm）にすることで改善された。
当代で3度目の日本カー・オブ・ザ・イヤーを受賞した。
生産台数は21万8998台
1995年9月5日
販売開始。
1996年1月26日
日本カー・オブ・ザ・イヤー受賞を記念し、装備を充実化したグレード「EL・Ⅱ」と「Ri・Ⅱ」を追加設定。
1996年9月6日
マイナーチェンジ。全車に運転席・助手席用SRSエアバッグシステムを標準装備し、グレード「EL・II」と「Ri・II」を従来より設定されていた「EL」と「Ri」にそれぞれ統合。
1997年8月22日
スポーツタイプの「タイプR」を追加。同時に3ドア「SiR II」およびフェリオ「Si II」がそれぞれ「SiR」および「Si」となり、従来レースベースモデルであった「SiR」および「Si」は廃止された。
1998年6月
天然ガス（CNG）を燃料とする、フェリオベースの「シビックGX」を販売開始。クーペと同様にアメリカで生産され、型式はEKではなくクーペ（後述する「Si」を除く）同様のEJである。
1998年9月4日
マイナーチェンジ。新排ガス規制に対応したため型式が変わり、GF-EK型となった。外観はヘッドライト、グリル、フェンダー、ボンネット、フロントバンパー、テールライトの変更、室内ではオーディオスペースが前期の1DINサイズから2DINに拡大された。

### 欧州仕様 MA/MB/MC型（1995-2001年）
ローバーと共同開発し、イギリスのスウィンドン工場で生産された5ドアハッチバックとワゴンタイプの「エアロデッキ」が欧州専用仕様として誕生した。基本的にはローバー400と同じだが、車体のフロントと後ろのライトやグリルのデザインが異なり、エンジンも自社製を積んでいる。ローバーは高級感を訴求、シビックはシンプル志向で市場での競合を避けている。
前期モデルは前から見ると、同時期に売られていた初代ドマーニと同じデザインであり、車内のインパネなども同じであるが、車体の後ろ半分の設計は全くの別物である。
後期モデルになるとフロントデザインを一新して当時ホンダの主流になりかけたペンタゴングリルを採用、また当時欧州で知名度が上がってきた現代自動車とHのエンブレムが間違われるようになり、エンブレムのサイズを約2倍大きくして差別化を図り、「エアロデッキ」が追加された。
インテリアではローバー400のインパネと同一のものになり、ウッドフェイシアを配すデザインが採用され、高級感が増している。
エンジンは1.4L・1.5L・1.6L・1.8Lがあり、1.8Lは国内で3代目インテグラに搭載されていたB18Cを搭載し、最高出力165PS・最高速度220km/hと、かなりのスポーツ仕様であった。
なお、3ドアハッチバック、4ドアセダンおよびクーペについては他地域と同様な仕様を発売しており、3ドアハッチバックのトップグレードは「1.6VTi」で、日本仕様の「SiR II」と基本的に同モデルであるが、主な相違点は
- エンジンイモビライザー標準装備
- エアコンが日本仕様の「EL」「タイプR（初期型）」同様のマニュアルタイプ
- 「TypeR」エンブレムが貼られているパネルにはデジタル時計が備わる
- センターコンソール非装着
- 日本仕様ではオプションだったサンルーフ、ABS、両席エアバッグ、キーレスエントリー、アルミホイールが標準装備
- 「DOHC VTEC」ステッカーがなく、リアには「HONDA」「VTEC」エンブレムが装着される
- 運転席にシートリフターが装備されている（日本仕様フェリオ「Si II」と違い電動ではない）

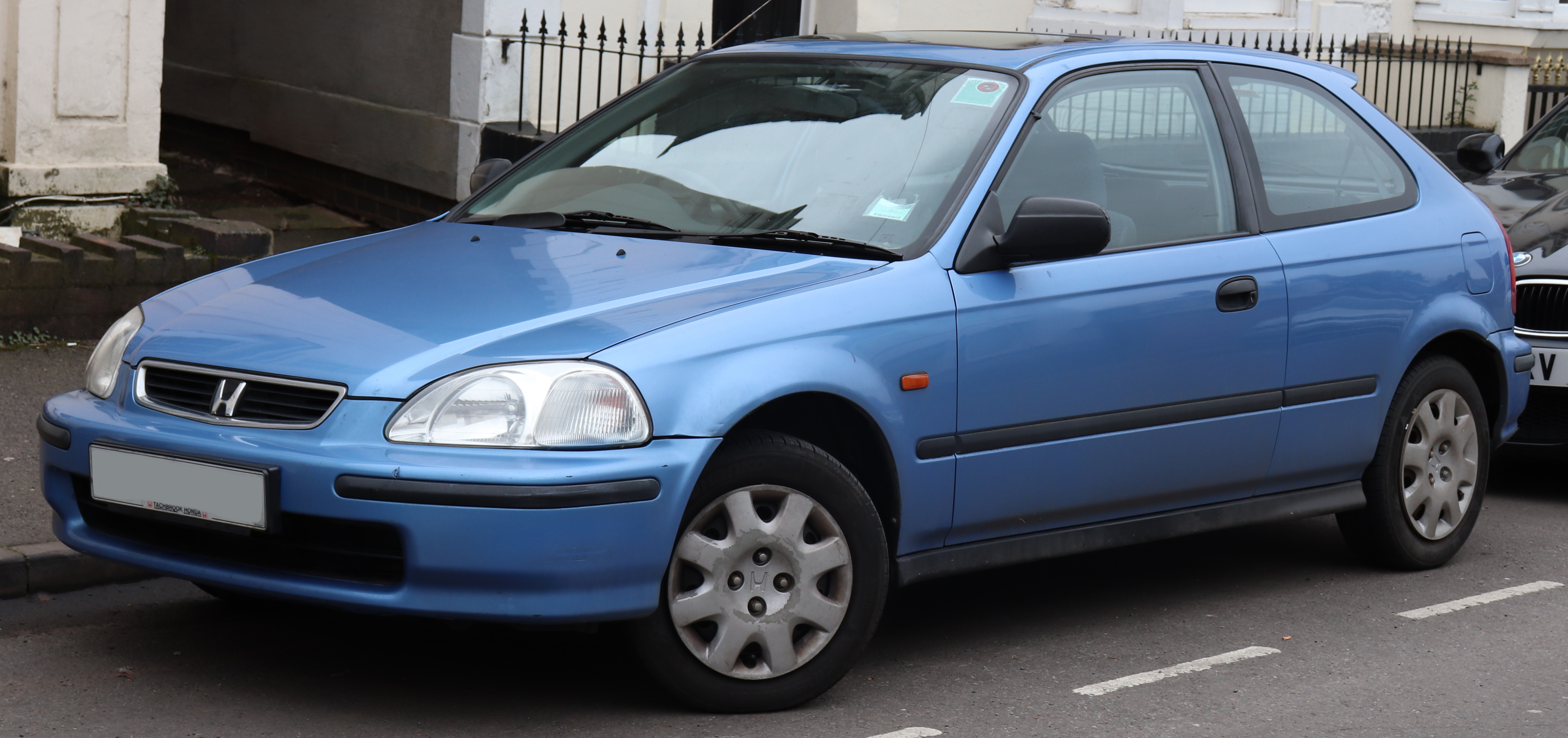
3ドアハッチバック
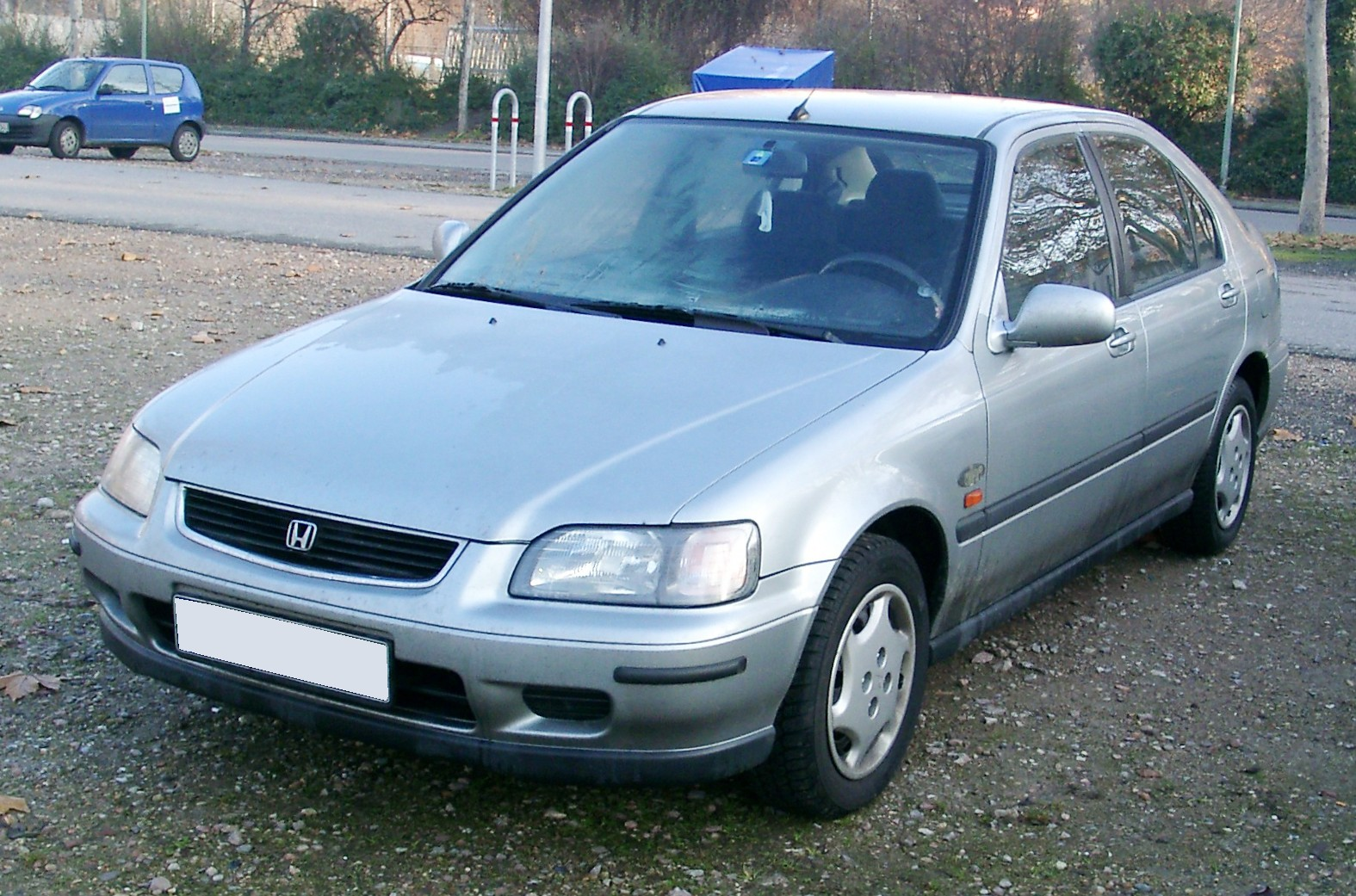
5ドアハッチバック
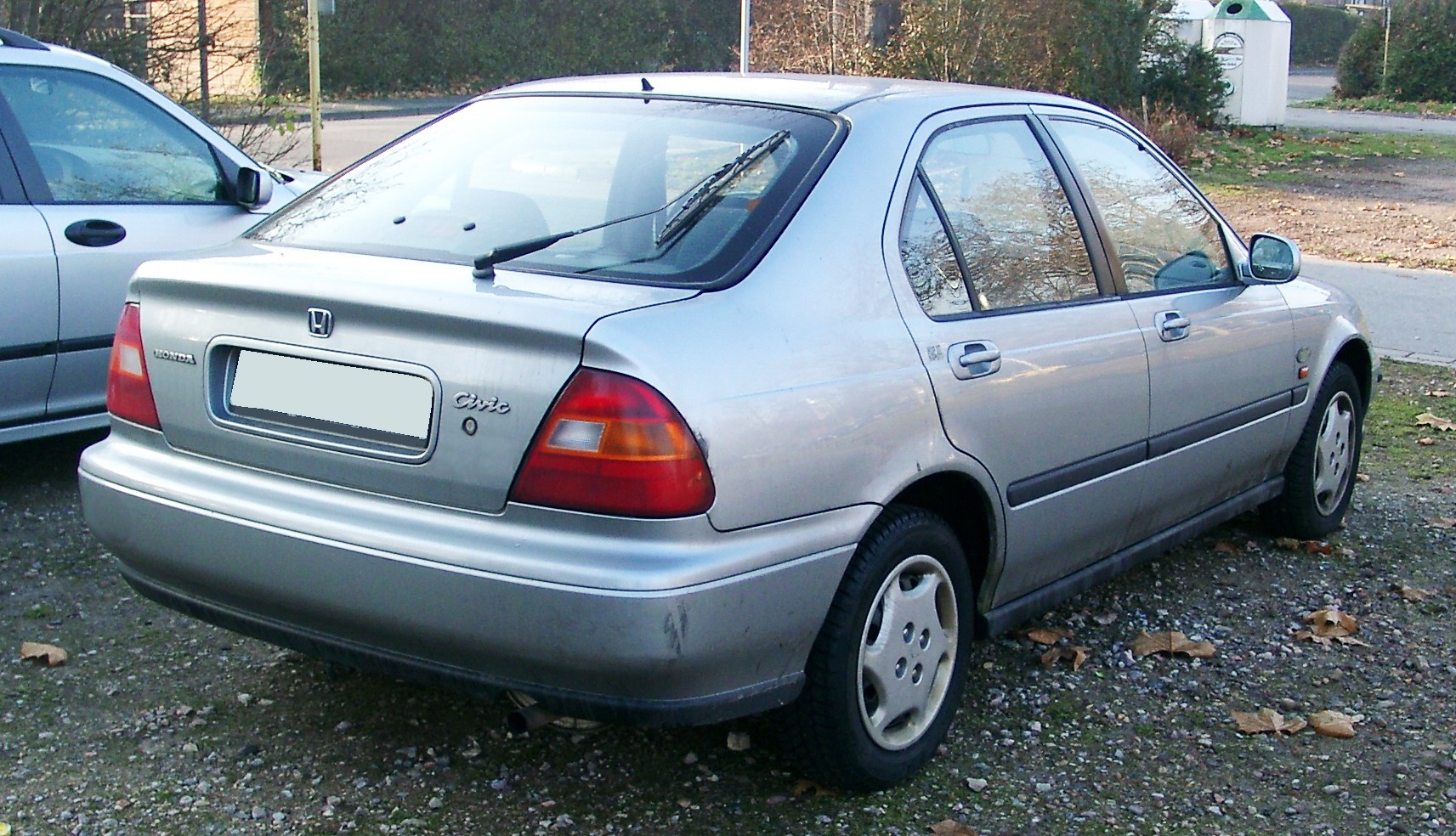
5ドアハッチバック（リア）
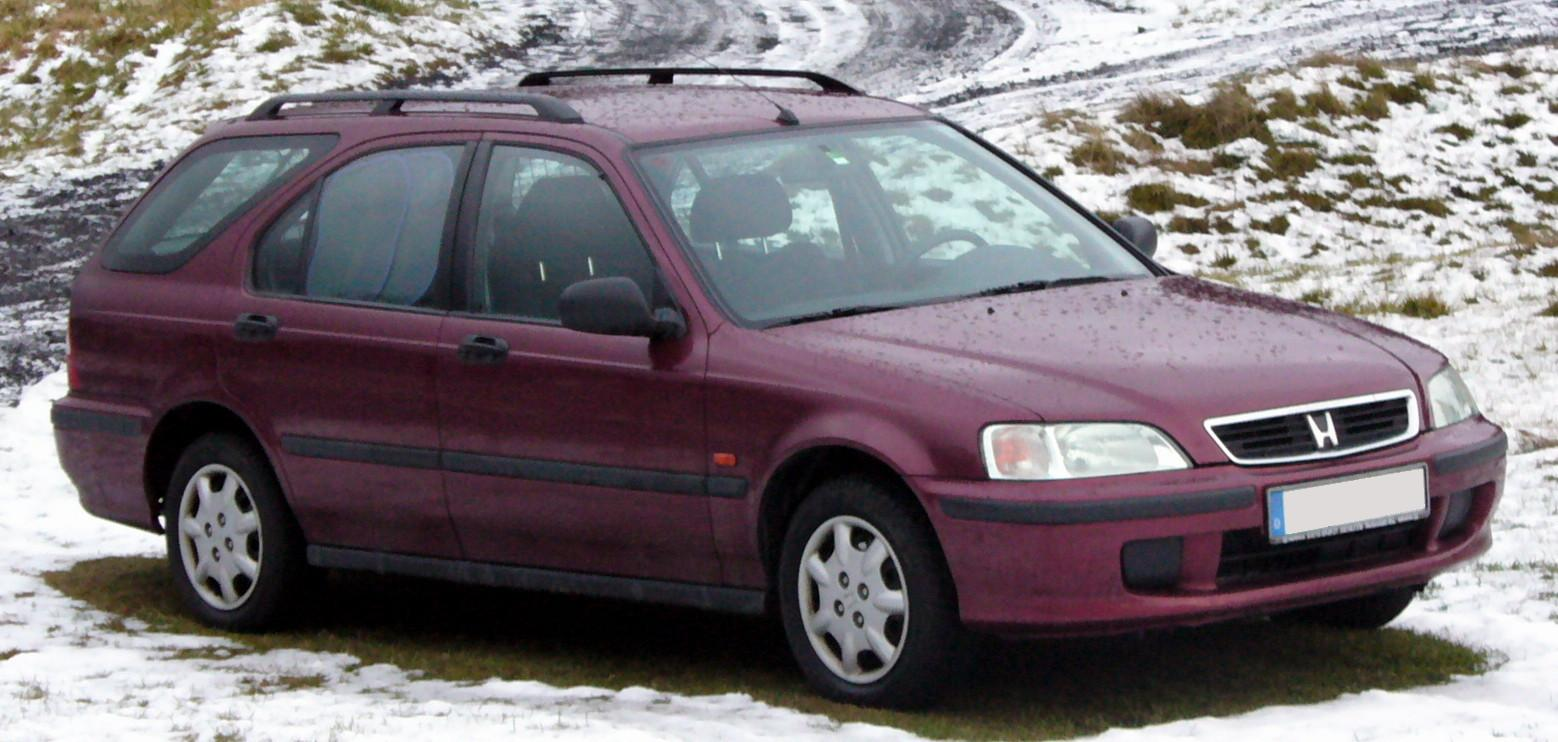
エアロデッキ
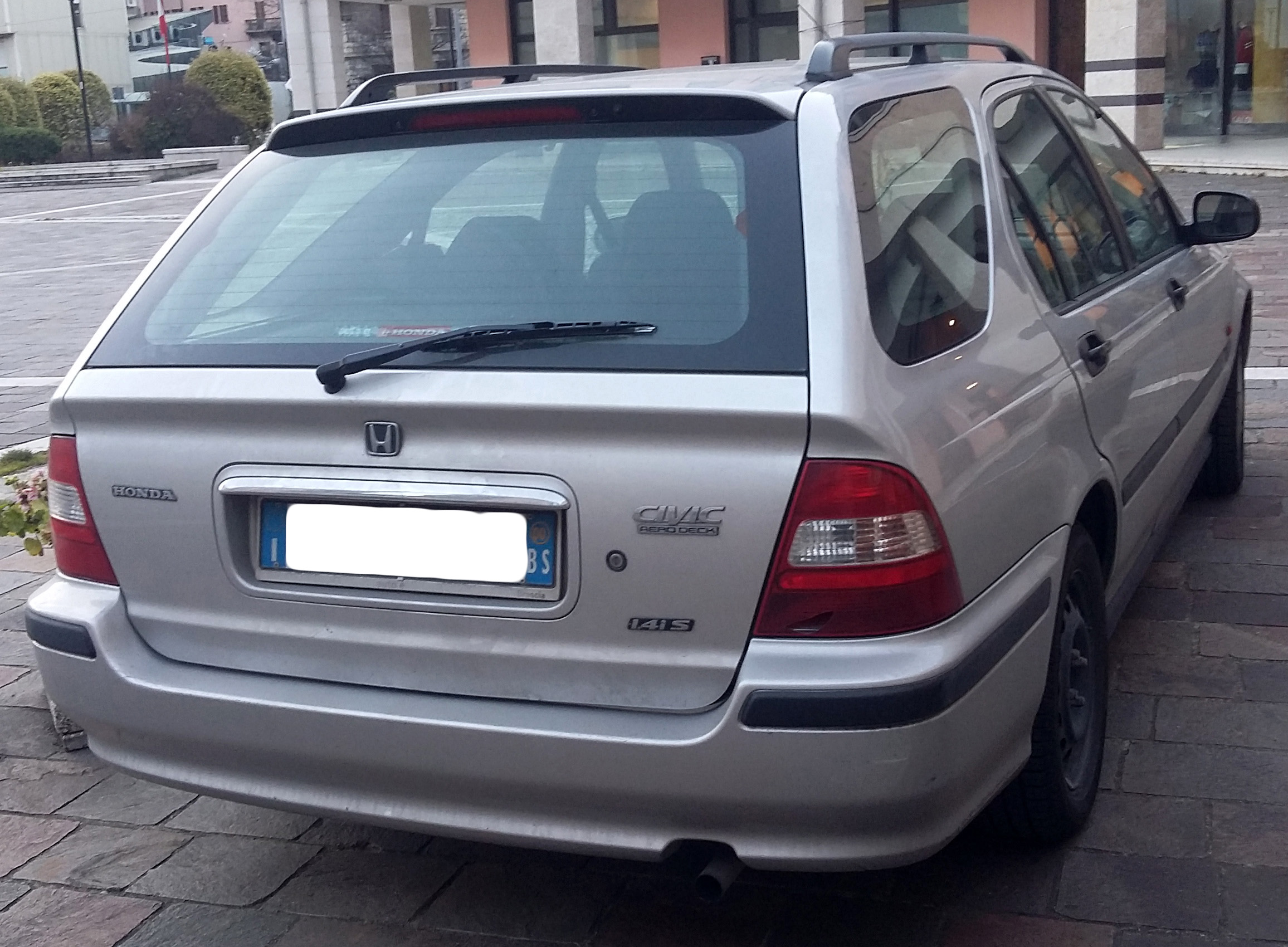
エアロデッキ 、リア

## 7代目 EU型（2000年 - 2005年）
2000年9月13日にモデルチェンジ。通称「スマートシビック」。5ドアモデルにはインパネシフトと前後左右へのウォークスルーが可能なフラットフロアを採用し、ミニバンに近い高効率パッケージングによって広大な室内空間を実現している。当初5ドアモデルとフェリオのみのラインナップとなった。なお主に北米向けに2ドア・クーペ（EM型）、欧州向けに3ドアハッチバック（EP型）が存在している。
プラットフォームは一新され、フロントサスペンションがストラット式サスペンション、リアサスペンションがダブルウィッシュボーン式サスペンションの組み合わせとなった。なお、4度目の日本カー・オブ・ザ・イヤーを受賞して、この当時で同一車種が受賞した回数としては歴代最高となった。
2001年12月6日
イギリスからの輸入モデルとして「タイプR」を追加。
2001年12月13日
フェリオをベースにしたハイブリッドカーのシビックハイブリッドを発売。専用エアロパーツ、専用アルミホイールなどを装備する。
2003年9月18日
マイナーチェンジ。内外装の大幅なデザイン変更を実施した。5ドアにもフェリオ同様にスポーツグレードの「XS」が用意され（反対にフェリオはスポーツモデルが廃止）、マニュアルシフトができる7速CVTが採用されている。また、で5ドアからD15B型を搭載したモデルが消滅し、D17A型に一本化された。
販売終了前月までの新車登録台数の累計は、12万5231台

### 欧州仕様 EU/EP型（2001-2005年）
先代のMA/MB/MC型同様イギリス・スウィンドン工場で、日本仕様と同様の5ドアハッチバックと3ドアハッチバックが生産された。エンジンは1.4L・1.6L・2.0Lのガソリンエンジンほか、ポーランドのいすゞ製1.7Lのディーゼルエンジンが搭載された。
欧州では良い評価を獲得し、イギリスだけでも毎年約3万5,000台を販売、コンパクト3ドア市場では1位の座を得た。
欧州仕様の「タイプR」は日本仕様とエンジンやサスペンションの設定などが異なり、LSDも装備されていない。シートはレカロ製ではなく、座面が調整可能なバケットタイプのシートが採用された。他社の同クラスの車と比較し、性能と価格共に優れ、生産された3ドアの3台に1台は「タイプR」という、異常な売り上げを記録した。なお、次期型が出るまで販売は継続された。

## 8代目 FD型（2005年 - 2010年）

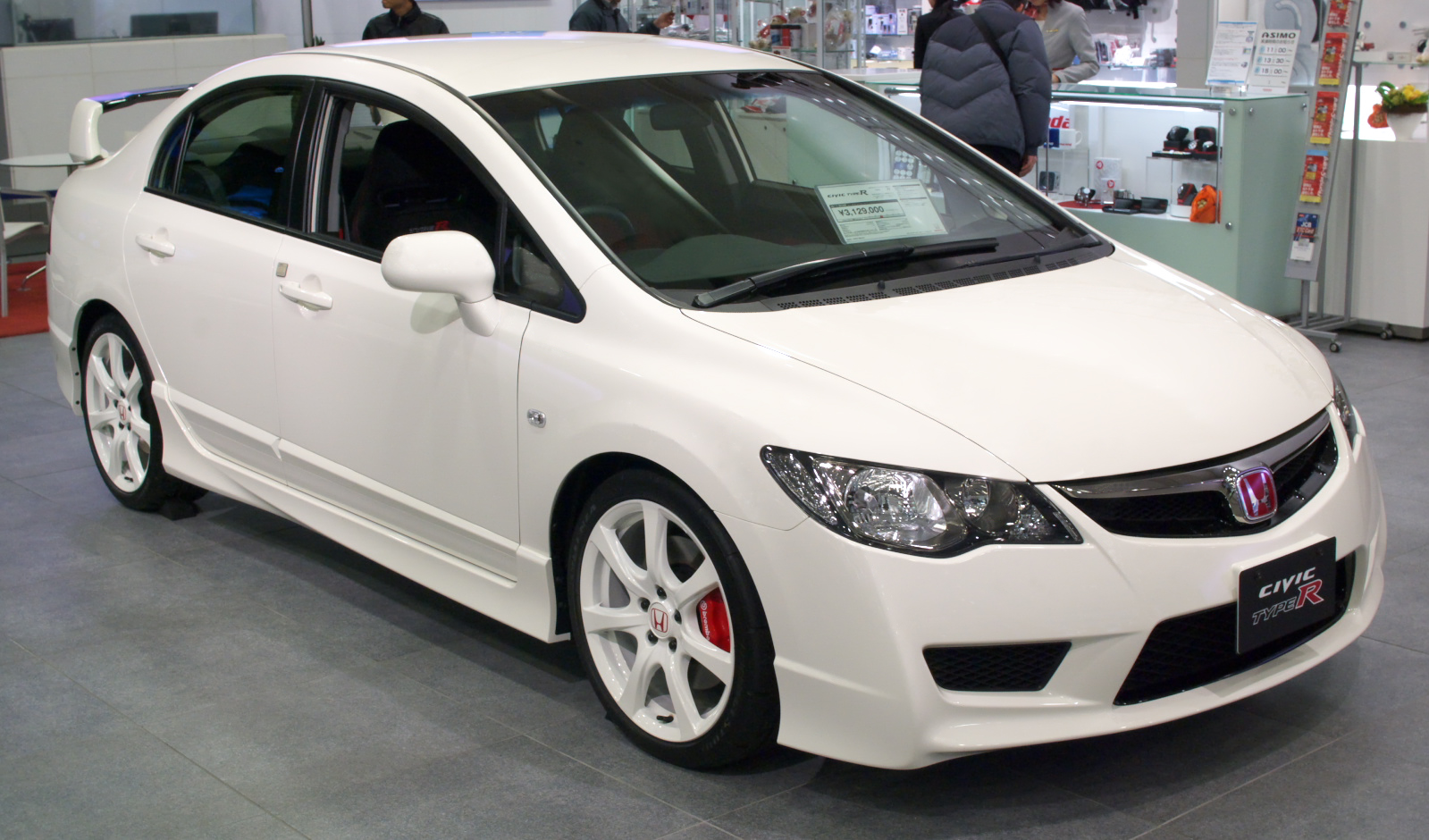
シビックタイプR
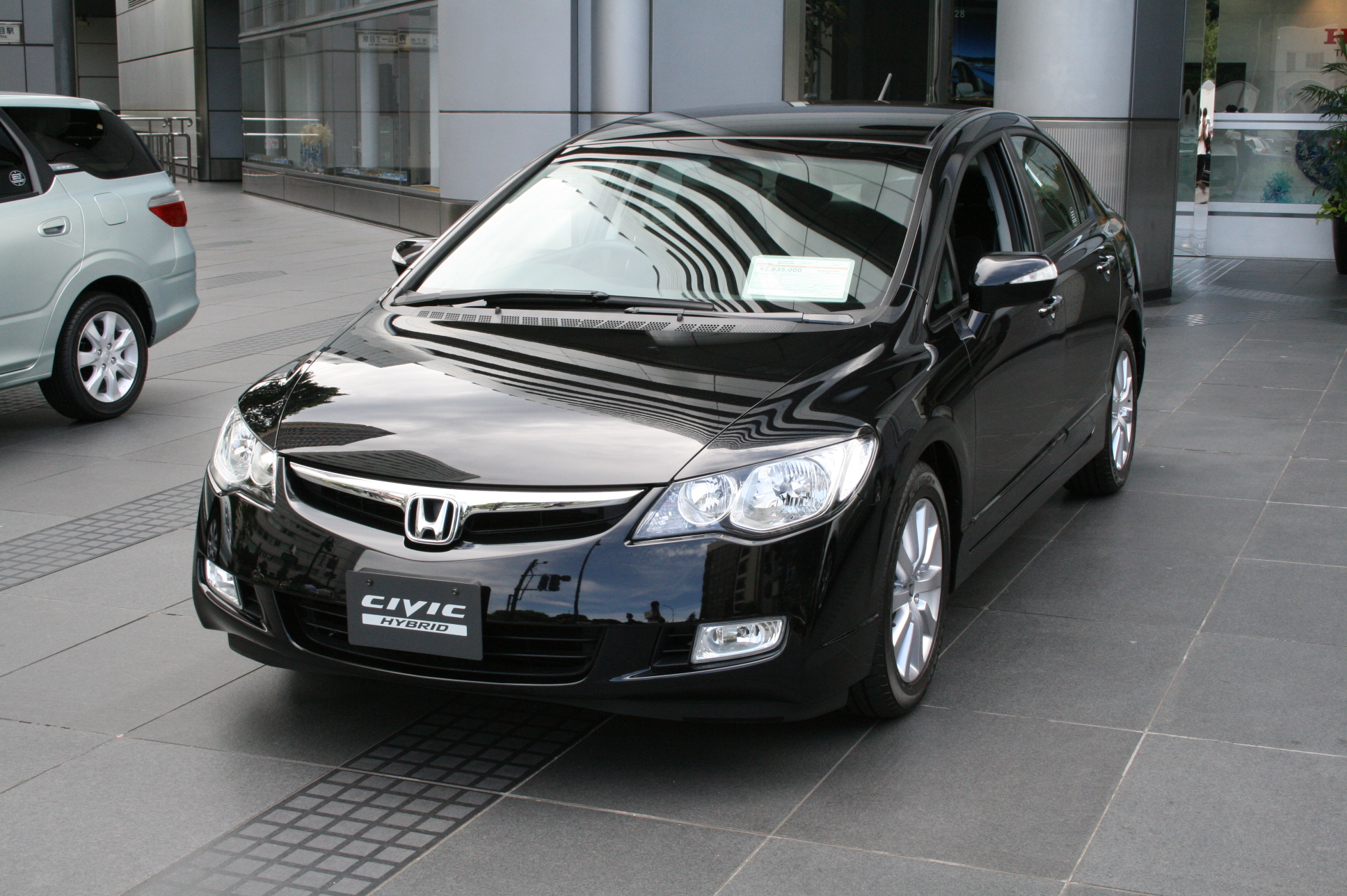
シビックハイブリッド

2005年（平成17年）9月22日にフルモデルチェンジ。日本国内では7代目の5ドアハッチバックが販売不振だったこと、車格が下位モデルのフィットと近似していることなども考慮し、ハッチバックが廃止された。4ドアセダンのみの販売となり、「フェリオ」のサブネームも同時に廃止された。駆動方式は前輪駆動のみ。アコードがアッパーミドルセダンへ移行したため、ミドルセダンへとクラスアップし、全幅は当時のワイド化の流れに乗って1,755 mmと、3ナンバーサイズとなった。
エンジンは新開発のR18A型を搭載。「可変吸気量制御」i-VTECにより部分負荷（パーシャルスロットル）時に気筒あたり2個あるうち1個の吸気バルブを遅閉じするミラーサイクルを採用し、従来のD17A型エンジンよりも省燃費を実現している。インテリアは、スピードメーターとタコメーターを分割した「マルチプレックスメーター」が特徴的なデザインである。トランスミッションは1.8にはクラス初の5速AT（1.8Gには5速マニュアル車も設定）、ハイブリッドにCVTが搭載された。
このFD型とカナダ地域のアキュラブランドで発売されていたCSXは、北米向け以外のシビックと共通のデザインを持つ。
2006年（平成18年）4月6日
アコードと共通のK20A型エンジンの搭載モデルを追加。5速ATにMT感覚で変速操作ができるパドルシフトを搭載したSマチックを採用。
2006年8月24日
ホンダがベトナムで四輪車事業を開始し、その最初の車種として発売された。製造はハノイ郊外の新工場にて行われる。
2006年（平成18年）9月28日
一部改良。「2.0GL」にクルーズコントロールを、「1.8GL」にパドルシフトを標準装備した。
2007年（平成19年）3月28日
「タイプR」を追加。シリーズ初めて4ドアセダンボディとなった。
2008年（平成20年）9月5日
マイナーチェンジ。新たに「1.8GL」と「2.0GL」に「Sパッケージ」、ハイブリッド「MX」に「スタイリシュパッケージ」を設定。また、フロントグリル、フロントバンパー、リアコンビネーションランプ、オプションのフォグランプなどを衣装変更。
2010年（平成22年）9月
日本国内仕様の販売を終了。新車登録台数の累計は、6万3,805台
- シビックタイプR
- シビックハイブリッド

### 北米/南米/香港/中国仕様 FA/FG型
8代目では北米ホンダブランド専用のデザインを採用した。K20Z3型 197 hp（147 kW）エンジンを搭載し、トランスミッションは6速MTでヘリカルLSDも採用されている。
また2006年（平成18年）2月8日に「シビックSiセダンコンセプト」をシカゴオートショーで発表した。これはクーペ「Si」と同様の仕様のセダンであり、同年秋に「シビックSiセダン」として北米で発売された。2007年（平成19年）にはM-TECが手がける「シビック Mugen Si Sedan」が発表され、約1,000台が生産された。
カリフォルニア州など一部州で販売するCNG燃料の「GX」も先代に続いて用意され、エンジンは1.7 Lから1.8 Lになり最高出力113 HPとなっている。
ブラジルでは2007年からE20-25（20 - 25 %エタノール含有ガソリン）からE100（含水エタノール）に対応したフレックスフューエル対応モデルが生産されており、リアのグレード名を表すエンブレムの下に「FLEX」と記されている。
フレックスフューエル対応モデルは、右フロントフェンダーにガソリンサブタンクが装備されており、始動性の悪いエタノール燃料使用時の始動を補助している。
香港仕様は日本国内製のFA1型4ドアセダンで、外観は北米仕様に準ずるが右ハンドルである。グレードは、R18A型エンジンを搭載する1.8 Deluxeと1.8 VTiが用意された。
中華人民共和国では東風本田汽車が製造・販売を行った（中国名：思域）。2006年3月20日に発表され、4月22日から発売を開始した。4ドアセダンのみの展開で、基本的には北米仕様と同一の内外装を持つ。なお、中国では2011年に9代目に切り替わっているが（後述）、東風ホンダは2012年4月22日にFD型をベースとする自主開発車「CIIMO」（シーモ、中国名：思銘）を発表した。エンジンはR18A型 1.8L i-VTECのみ。価格は11.18万元-11.98万元と、シビックよりも安価に設定されている。

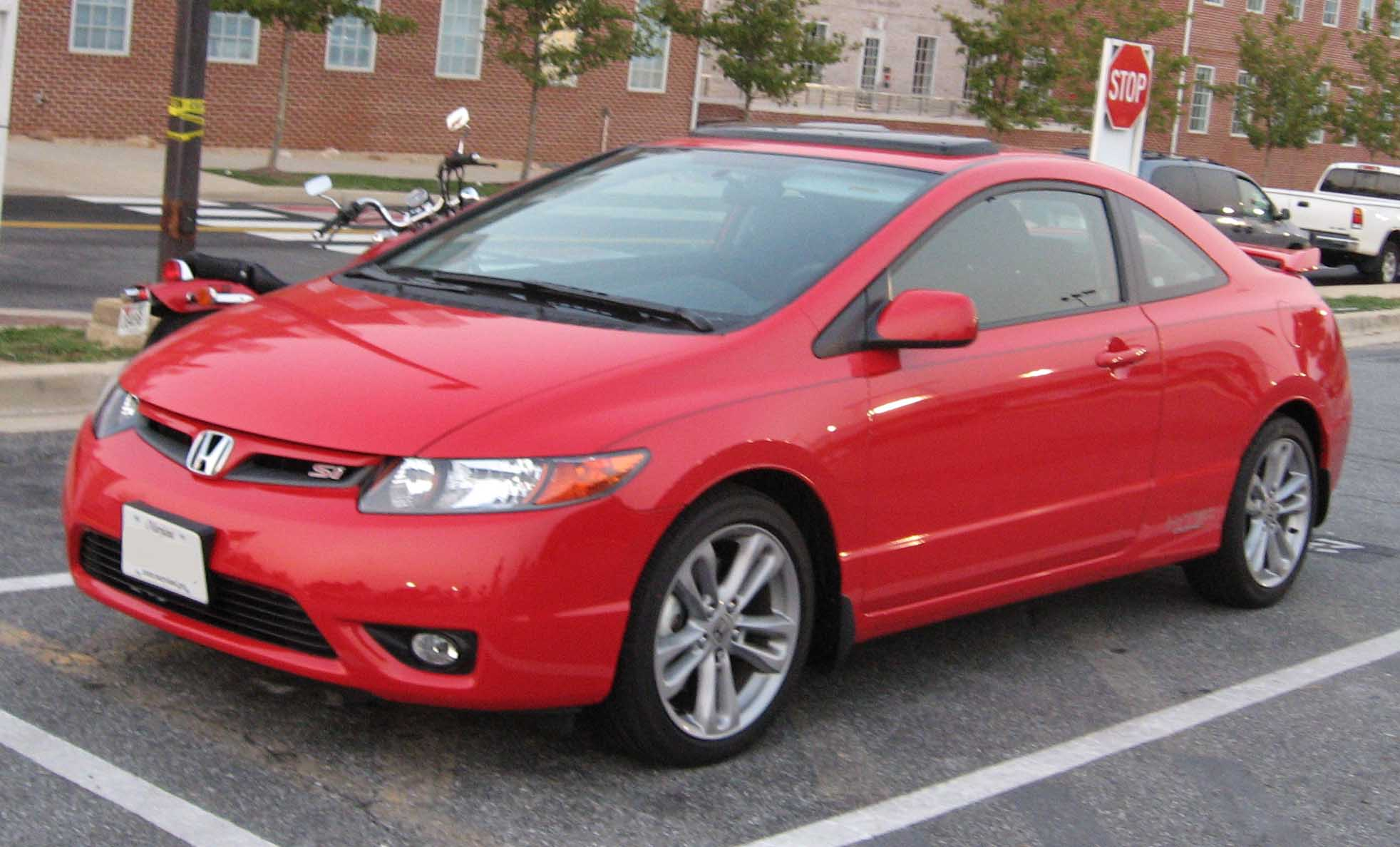
アメリカ 2ドアクーペ Si
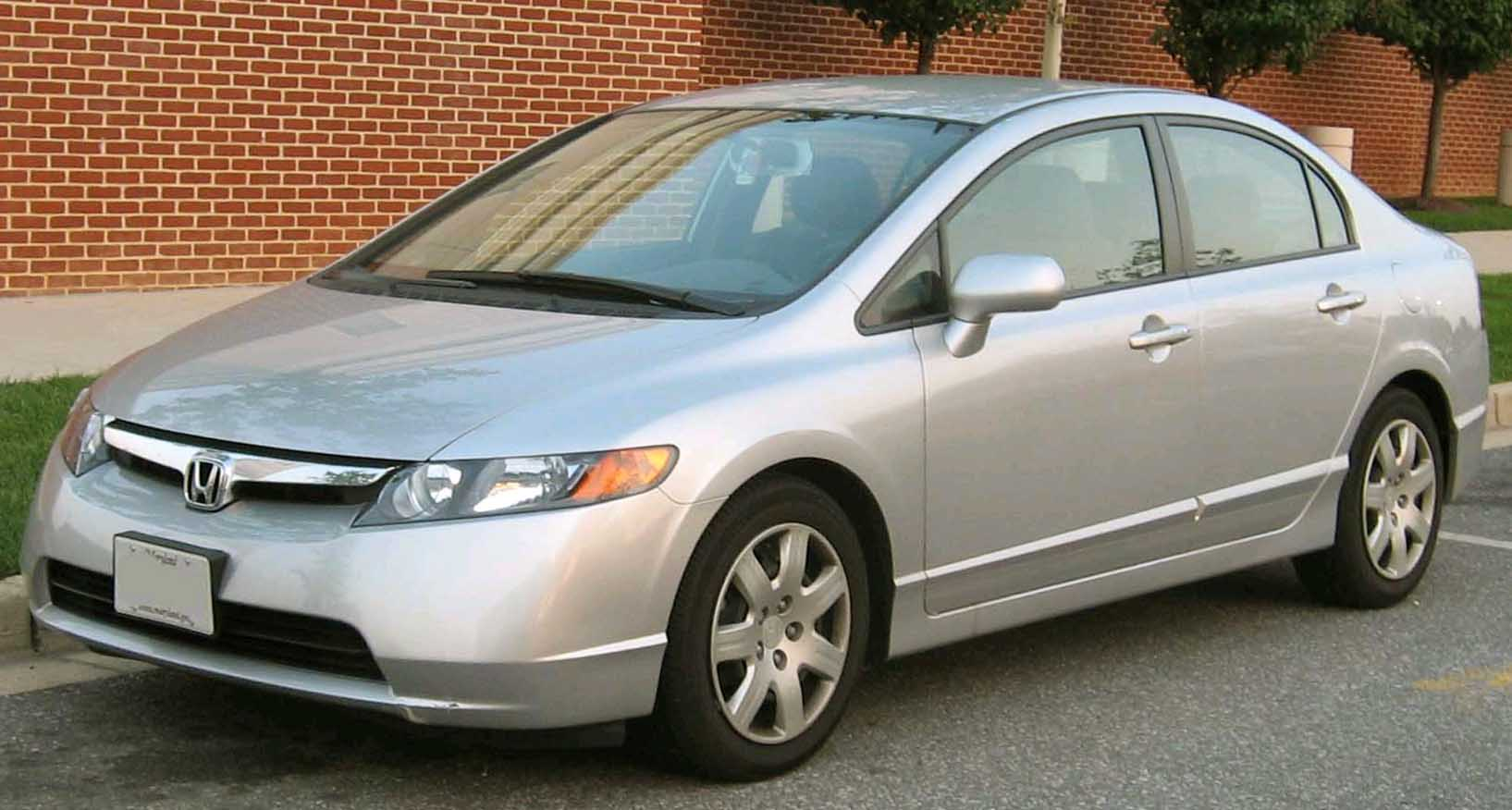
アメリカ 4ドアセダン 前期
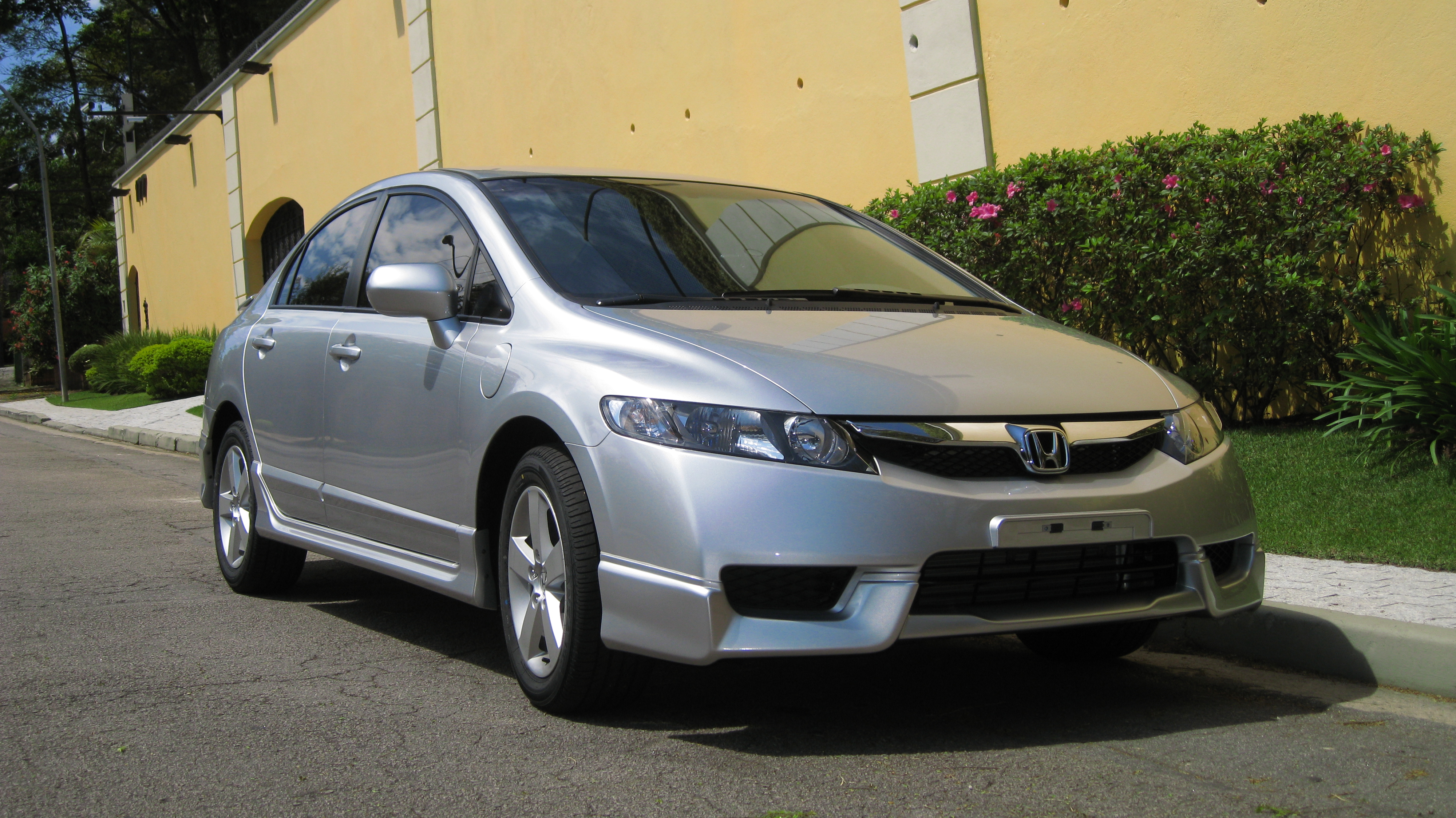
ブラジル 4ドアセダン 後期 フロント
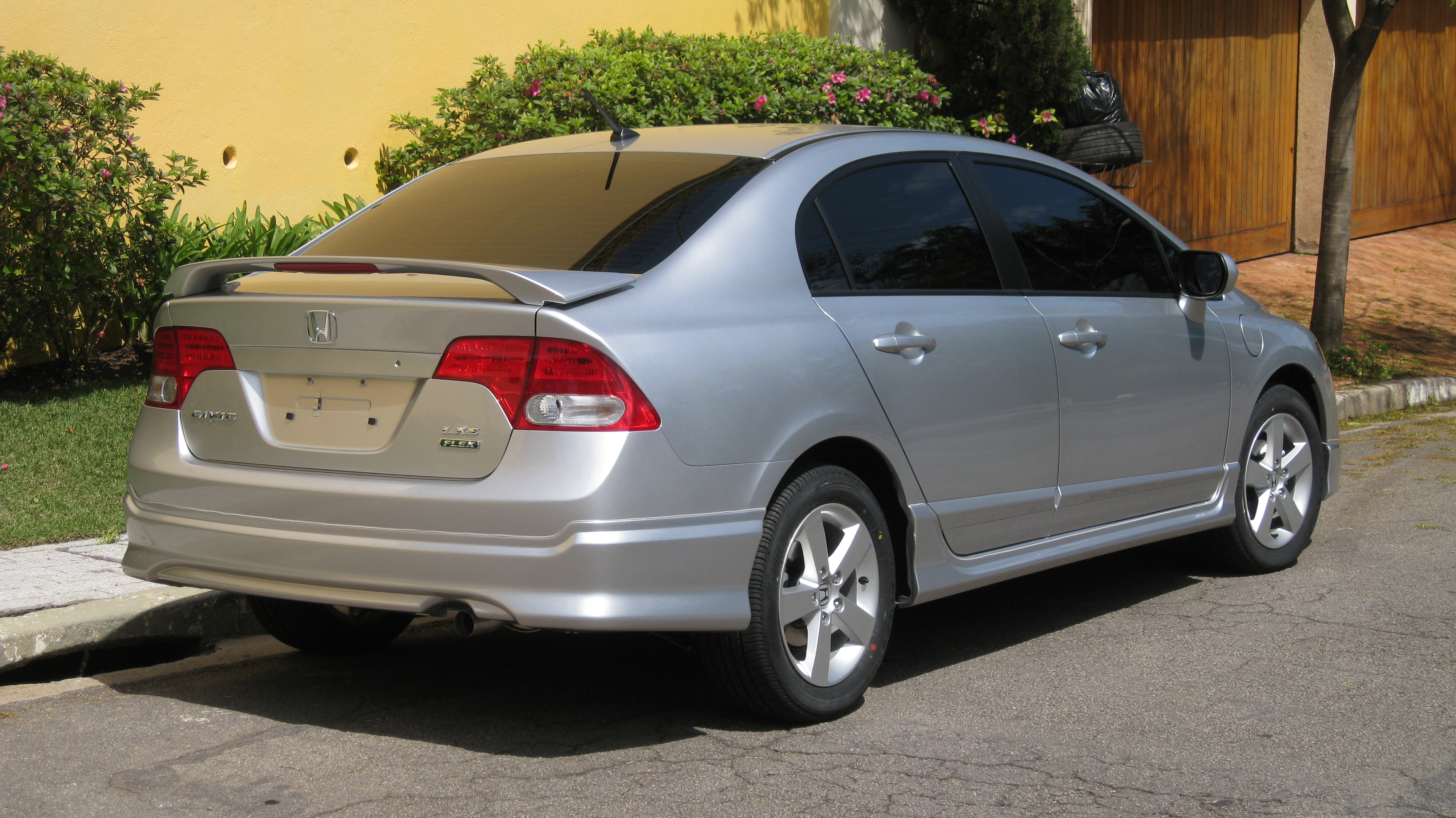
ブラジル 4ドアセダン 後期 リア
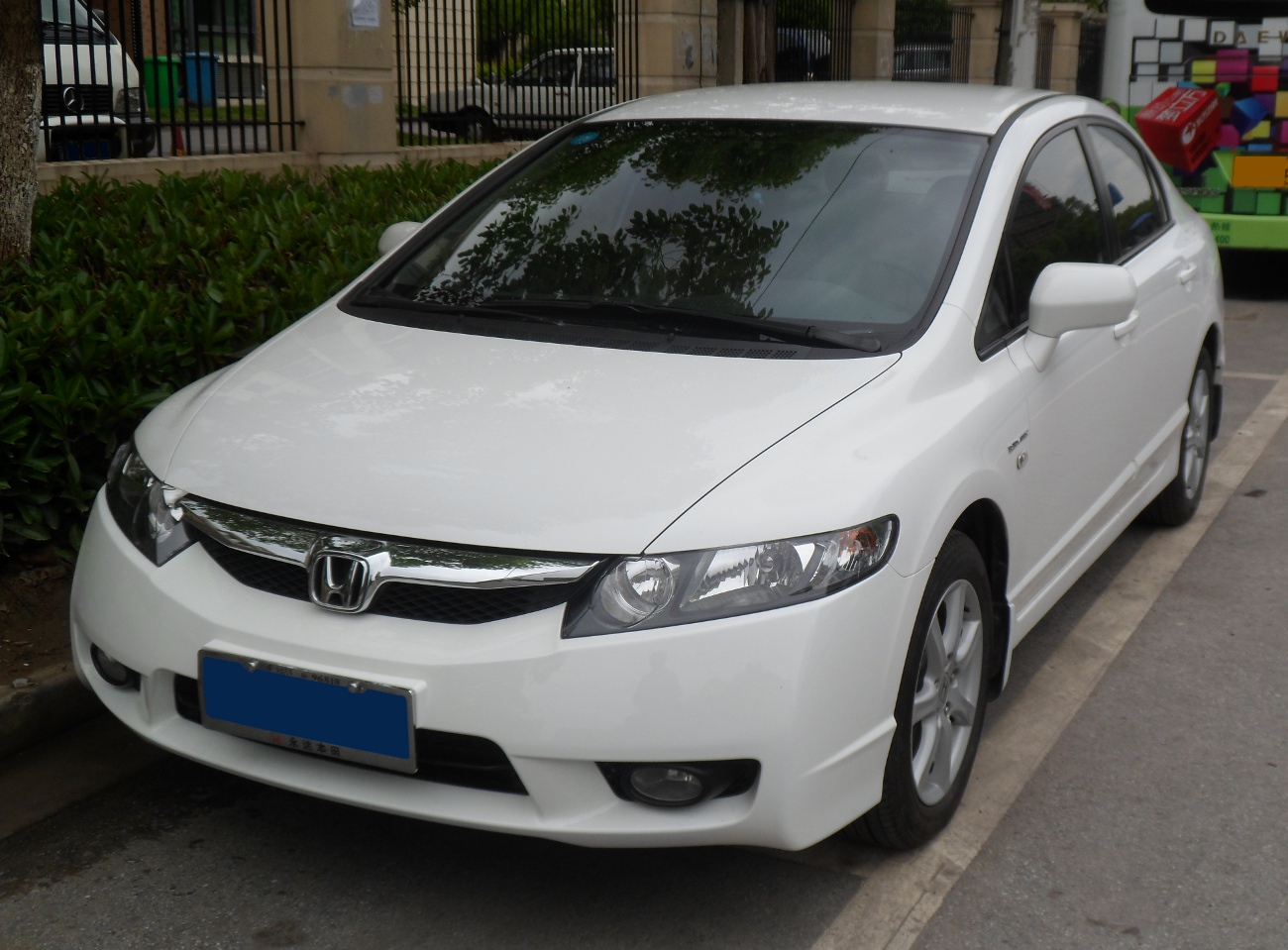
中国仕様 フロント（後期）
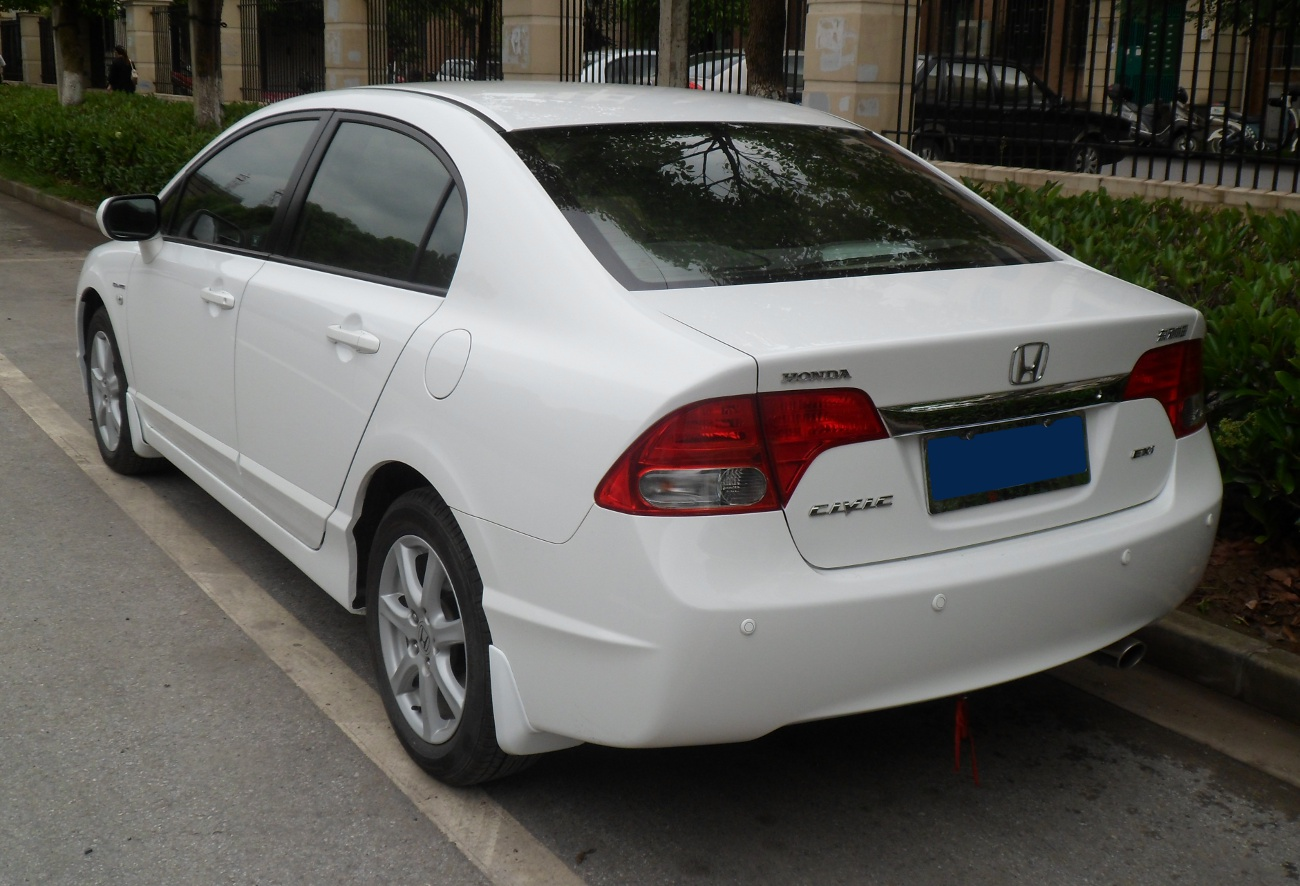
中国仕様 リア（後期）

### 欧州仕様 FK/FN型（2005-2012年）
先代に続きイギリスで3ドアと5ドアハッチバックを生産。フィットで使われているグローバル・スモールプラットフォームを使用しており、エンジンは欧州市場専用フィット用の1.4 L i-DSIと日本と同じ1.8 L i-VTECの他、クラストップレベルの環境性能と動力性能を実現する2.2 L DOHC i-CTDiディーゼルエンジンを採用し、トランスミッションは6速MTとi-SHIFTと呼ばれる6速のシングルクラッチセミオートマチックトランスミッションがある。
安全面では6つのエアバッグ、ABS、VSA、EBD（各輪独立制御）やブレーキアシストなど標準装備。内装では、エアコン、オーディオ、カーナビげーションの情報を表示する7インチディスプレイ、自車の状態を表示するタコメーター内の3インチディスプレイ、アルミ製ペダルなどの装備を標準で備え、後席はフィット用のULTRシートを採用し、エアウェイブのスカイルーフに類似する装備の設定もある。ホイールベースが短い3ドアモデルは1年遅れて発売され、こちらは1.8 L i-VTECを搭載しスポーツサスペンションを装備する「タイプS」と、2.0 L i-VTECを積んだ「タイプR」とがある。このうちタイプRは2009年（平成21年）8月に「シビックタイプR EURO」として日本国内で発売されることが発表され、同年11月5日より、2,010台の台数限定で販売を開始、翌2010年（平成22年）11月には一部改良を加えた「2010年モデル」が1,500台限定で発売された。
オーストラリア市場では、4ドアセダンをタイから輸入し、3ドア（タイプR）と5ドアハッチバック（Si）はイギリスから輸入した車両を販売した。オーストラリアで販売されたイギリス製造の車両はISO規格に準じているため、ディマースイッチが左側で、ワイパースイッチが右側の配置となっている。
日本市場向けについては2008年（平成20年）11月20日、翌2009年（平成21年）に3ドアのタイプRのみ台数限定で発売されることが発表された。しかし世界的な金融危機（リーマン・ショック）の影響によるイギリス工場の稼動休止のため延期され、その後、2009年11月5日に「TYPE R EURO」の名称で2009年モデルが2,010台限定で販売開始された。 

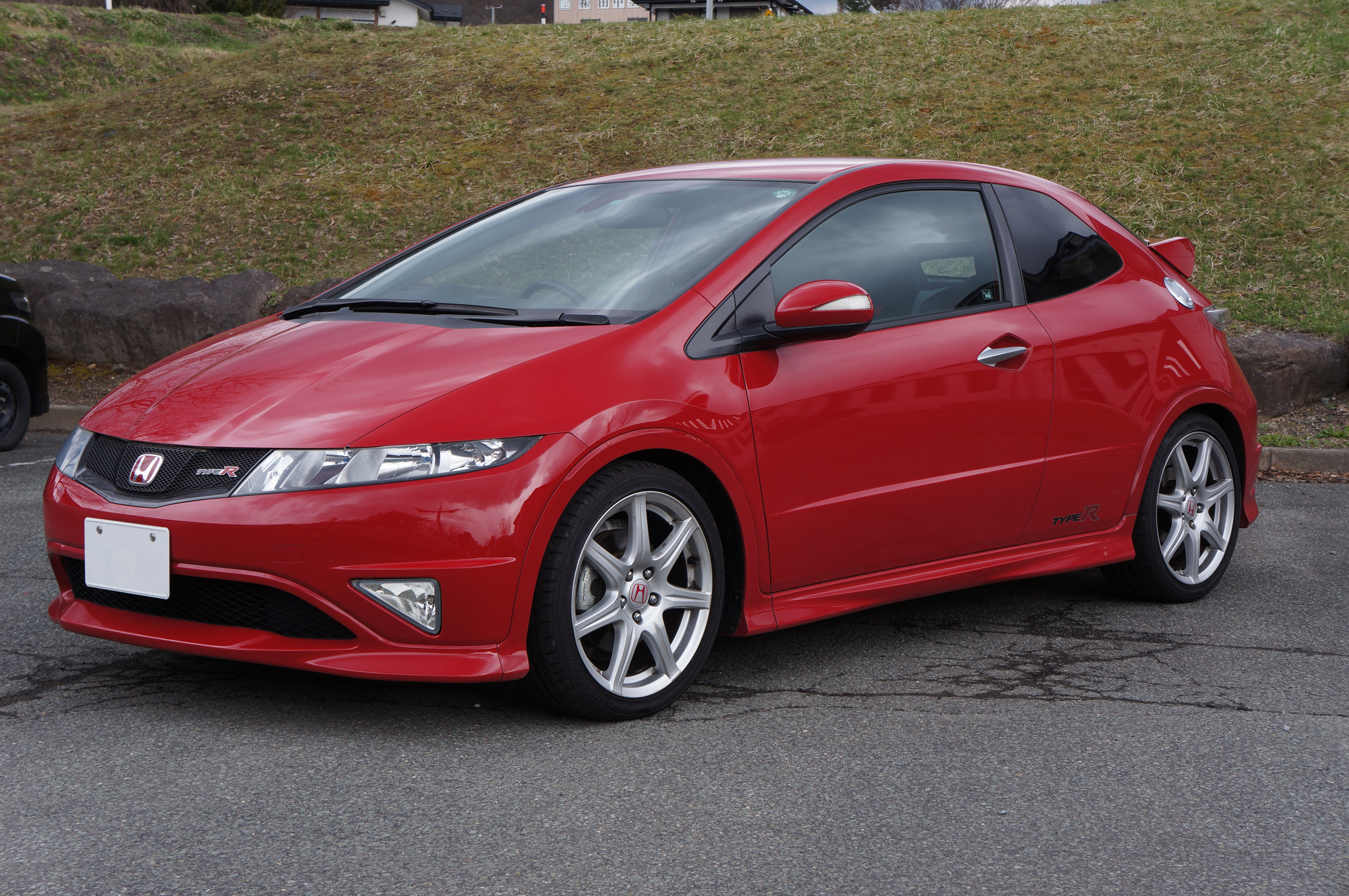
3ドアハッチバック （フロント）
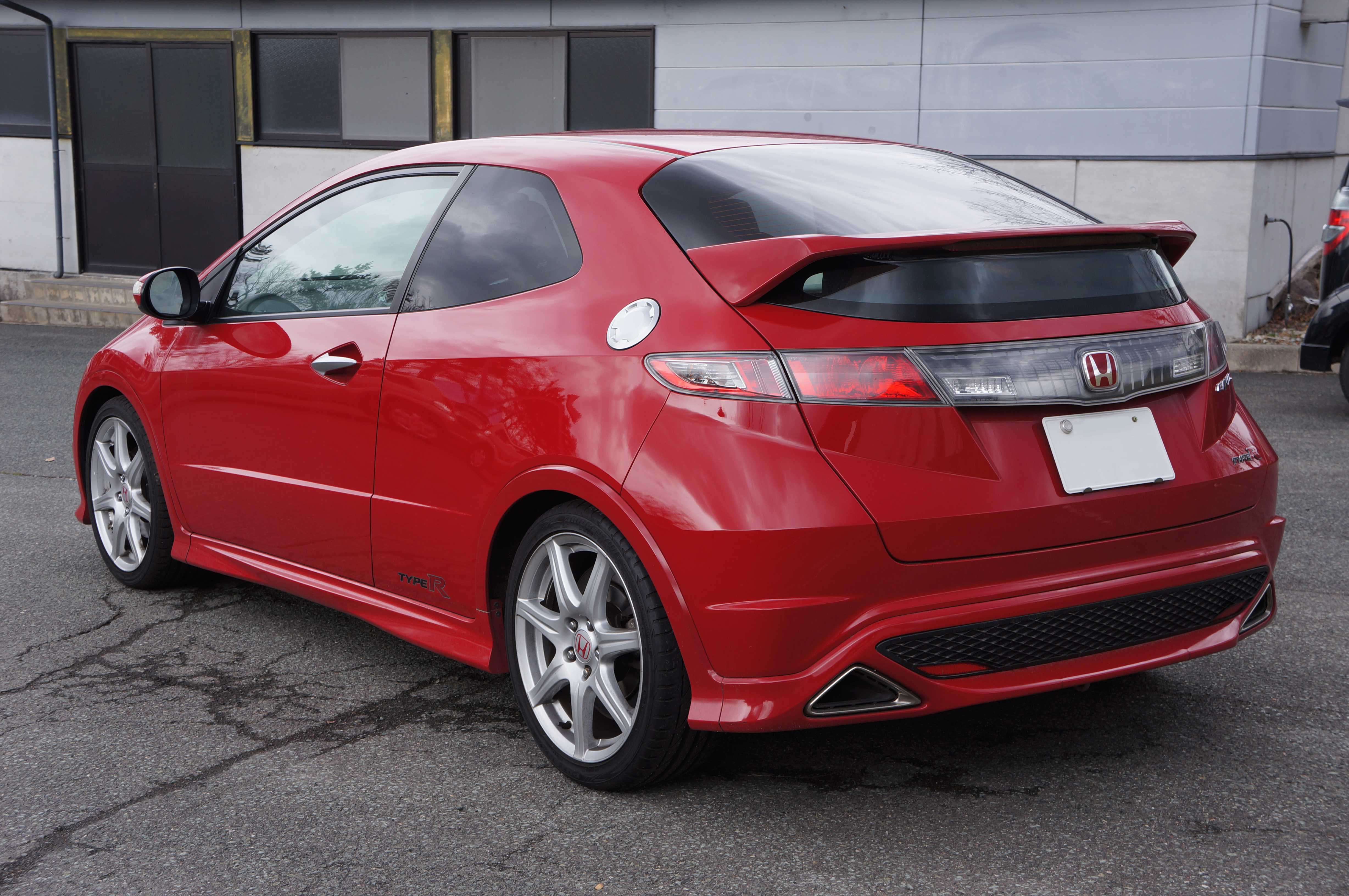
3ドアハッチバック （リア）
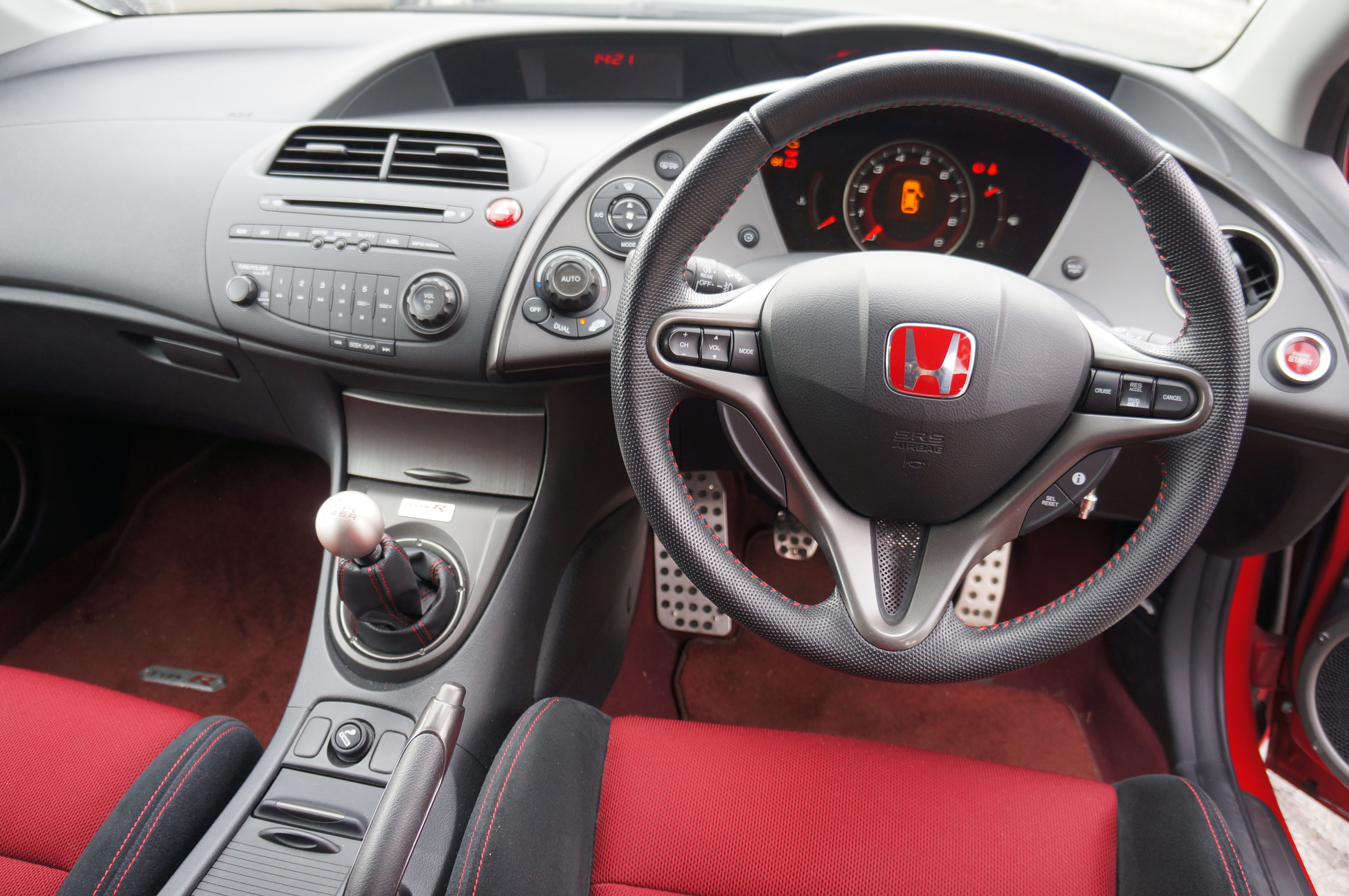
インテリア
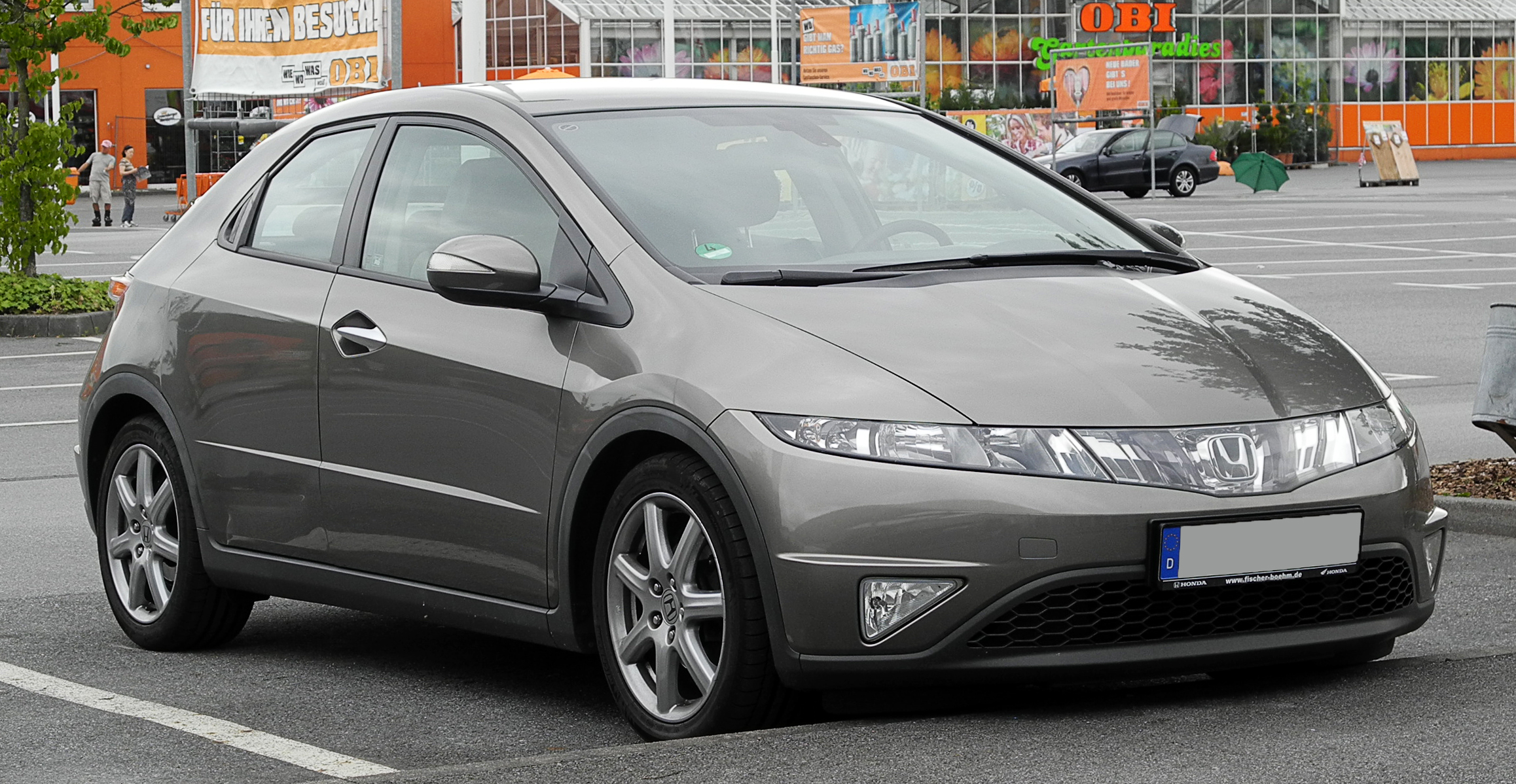
5ドアハッチバック （フロント）
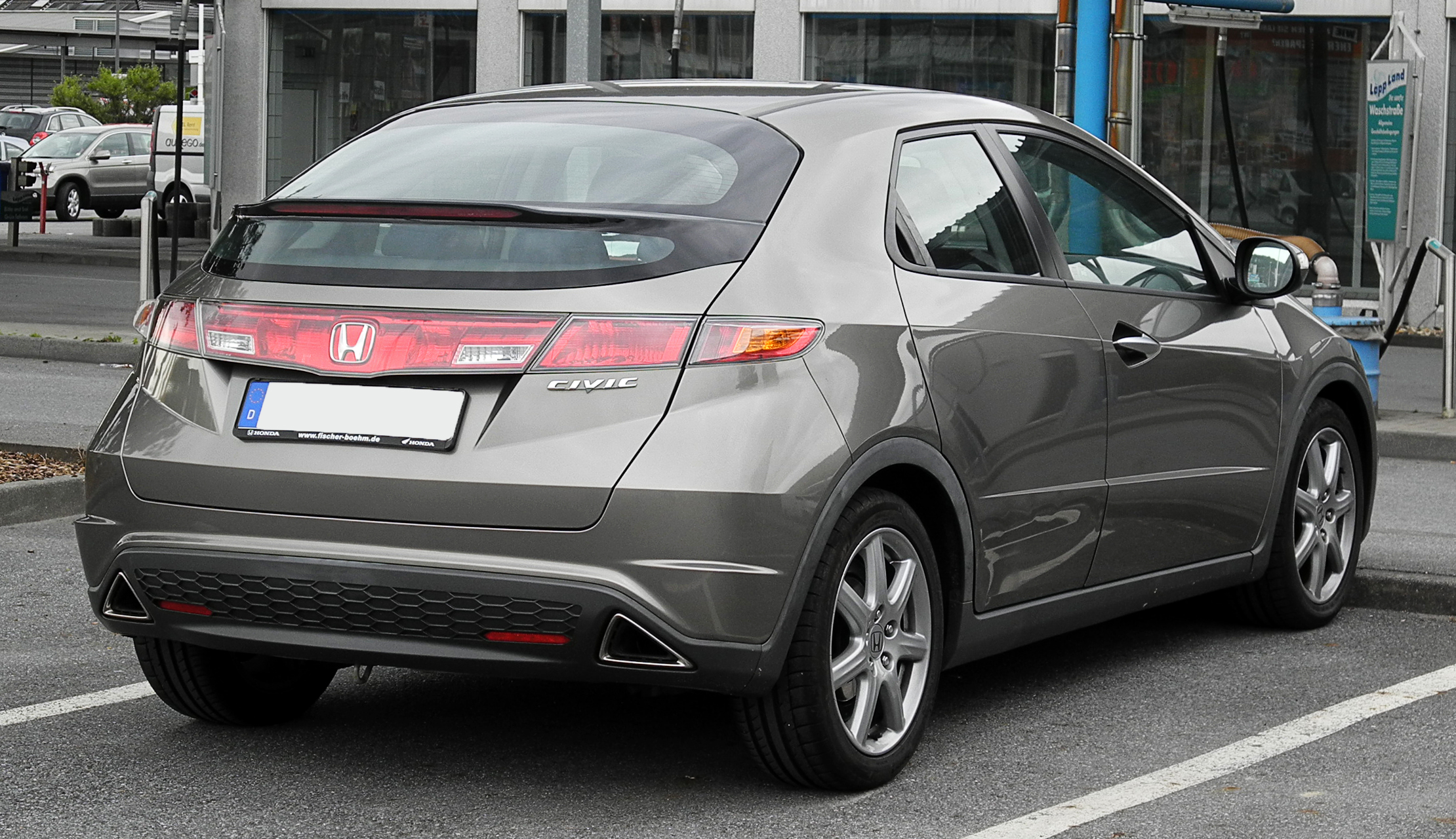
5ドアハッチバック （リア）

## 9代目 FB型（2011年 - 2015年）

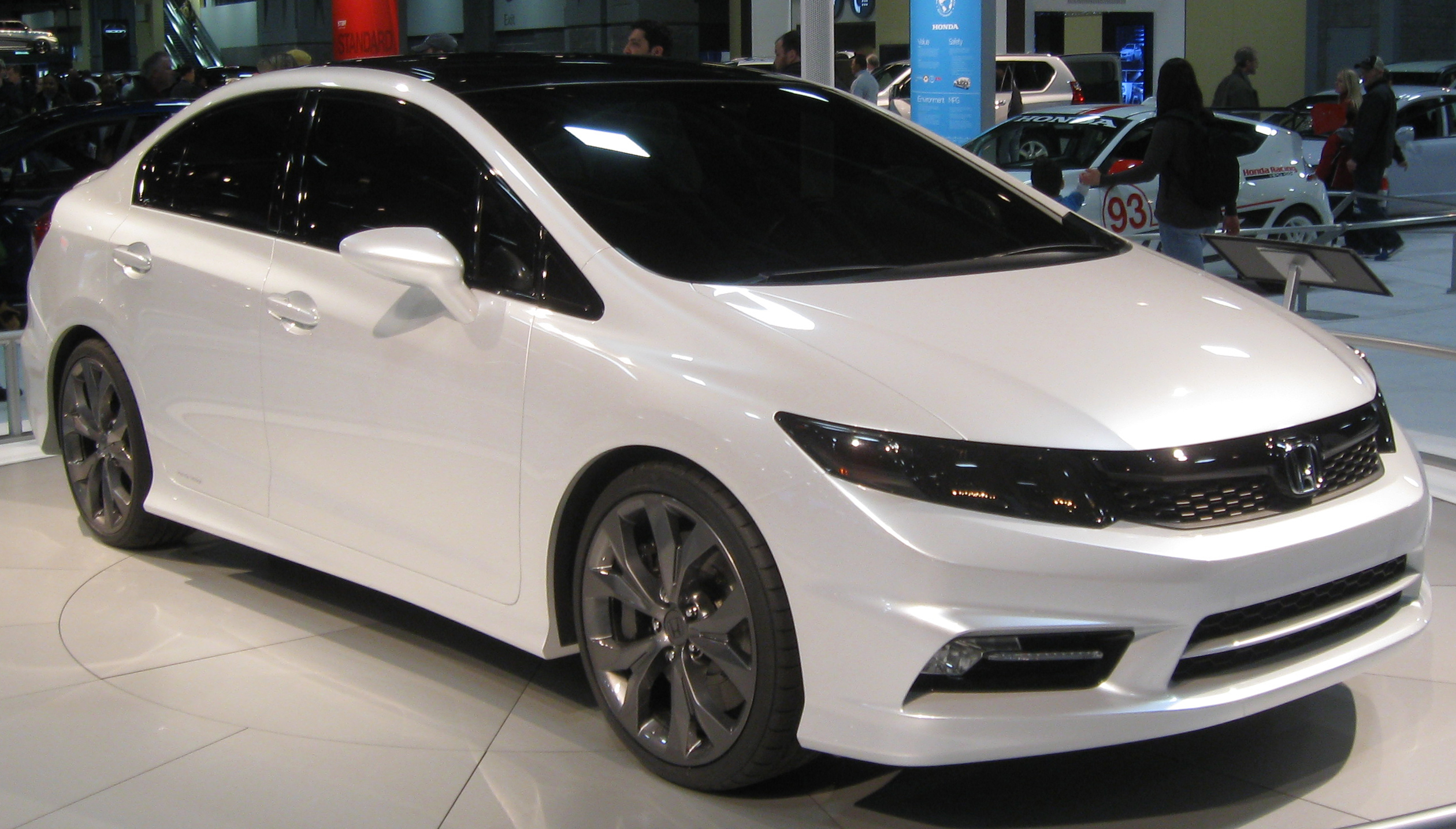
シビック コンセプト

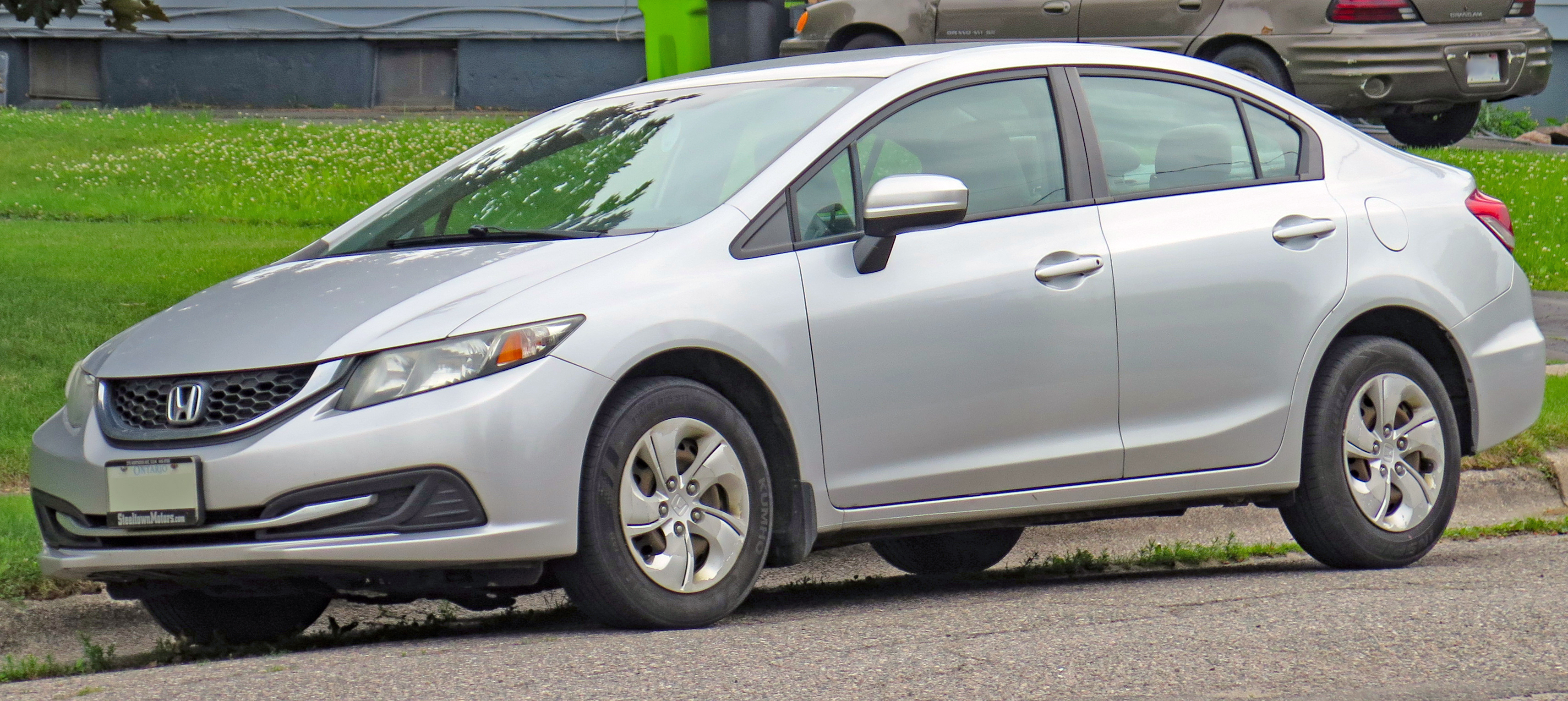
2013年モデル リア
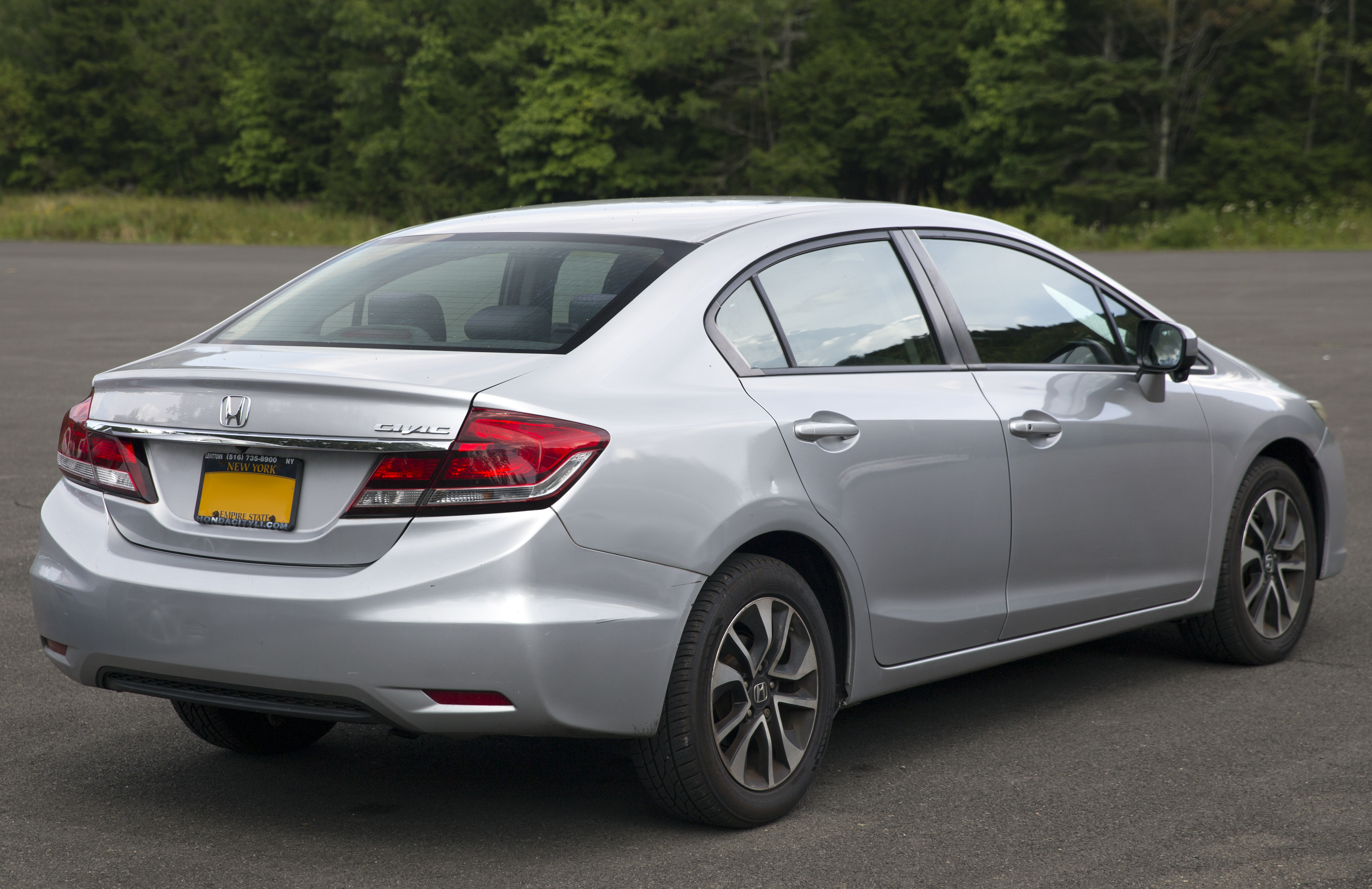
2013年モデル リア

9代目シビックは2010年の投入が予定されていたが、市場動向の変化やアメリカの燃費規制の強化などにより、大型化する予定だったボディサイズの見直しなどの商品設計の変更が行われ、販売が2011年に延期される旨、報道された。2010年12月14日には、9代目シビックのデザインコンセプトモデルを2011年1月の北米国際自動車ショーに出展することを発表した。同時に、2011年春に北米で発売する予定も発表された。
2011年4月20日、ニューヨーク国際オートショーで市販車両が発表され、同時にアメリカでの販売が開始された。モデルは大きく分けて、ガソリン車、低燃費ガソリン車「HF」、ハイブリッド車、スポーツ車「Si」、CNG車「ナチュラルガス」の5種類が設定されている。また、この代から海外専売モデルとなった。
ボディサイズは先代と比較し、全長がわずかに短くなったが、全幅と全高はほぼ同一であり、エクステリアデザインはクリーンで流れるような「ワンモーション」、「モノフォーム」デザインで、スマートでエアロダイナミックにという先代のコンセプトをより洗練させている。Aピラーの傾斜を強めたことにより空力が向上し、またより細くすることで視認性を向上させた。ボディへの高張力鋼板の使用率は先代の50%から55%に向上し、10%の剛性アップや車両重量の7%の軽量化に寄与している。安全装備として、モーションアダプティブEPSやVSAが全車に標準装備された。
インテリアでは「スマートインターフェイス」アプローチにより、計器類は重要性の高いものをドライバー目線の高い位置に、重要性の低いものを下に配置し、エアコン、オーディオなどのスイッチ類もグループ化して配置した。5インチLCDを持つ「i-MID」（intelligent Multi-Information Display）は、ベースグレードの「DX」以外に標準され、様々な情報を表示する。低燃費運転を支援するエコアシスト機能は「Si」以外に標準装備され、アメリカではハイブリッドモデル以外では初搭載となった。室内は先代より容積も増え、前席のショルダールームや後部座席のレッグルームが広がった。下位グレードのオーディオは160w 4/6スピーカー、上位グレードは360w 7スピーカーのシステムで、両方ともストレージをつなげるUSB端子が装備される。
ガソリン車のグレードは「DX」、「LX」、「EX」、「EX-L」の4種類あり、搭載されるエンジンは、デュアルステージインテークマニホールド付きの4気筒 SOHC 1.8L i-VTECで、最高出力140hp/6,500rpm、最大トルク173Nm/4,300rpmを発生する。組み合されるトランスミッションは、5速ATと5速MTの2種である。AT仕様の燃費は、アメリカ合衆国環境保護庁（EPA）規格の市街地/高速道路/複合の各モードで、28/39/32mpgとなっている。
低燃費、ハイバリュー仕様である「HF」（High Fuel-economy）は、「LX」と「EX」の中間と位置づけられ、エンジンは標準ガソリン車と変わらないが、トランスミッションは5速ATのみで、専用15インチ軽量アルミホイールや専用スポイラーが装着され、さらに専用空力パーツで空力を向上させるなどにより、EPA高速モードの燃費が39mpgから41mpgに向上している。
ハイパフォーマンスモデルである「Si」は、先代から排気量がアップされ、4気筒 DOHC 2.4L i-VTECエンジンが搭載される。最高出力201hp/7,000rpm、最大トルク230Nm/4,400rpmで、先代より馬力は4hp、トルクは42Nmアップした。トランスミッションは6速MTのみで、ヘリカルLSDが装備される。
「Si」の装備として、エクステリアではフォグライト、スポーツサスペンション、17インチホイールと215/45R17タイヤ、センターLEDブレーキランプ付きボディ同色トランクリッドスポイラー、クロームエギゾーストテールパイプなどがあり、インテリアでは計器上段に独自のレブリミットインジケーターがあり、6つのライトでシフトタイミングを知らせる他i-VTECの切り替えで光るエンゲージライトもある。i-MIDにはパワーメーターと呼ぶエンジンのステータスなどを表示する機能が追加され、その他アルミシフトノブ、アルミペダル、赤刺繍スポーツシートなどが専用装備となる。
CNG車は先代までの「GX」から「ナチュラルガス」に名前が変更される。エンジンはガソリン仕様と同様の4気筒 1.8Lであり、最高出力110hp、最大トルク143.5Nmで、先代と比較して4,000rpm以下のトルクが向上し、燃費も向上している。天然ガス対応のためフューエルインジェクター、インテークバルブ、エギゾーストバルブ、バルブシートなどが専用仕様となり、圧縮比はガソリン仕様の10.6から12.7に高められており、強化コンロッドや専用ピストンが適用される。
生産はインディアナ工場（HMIN）、カナダアリストン工場で行われ、天然ガス仕様はインディアナ工場のみで生産される。2012年モデルは、2011年11月のロサンゼルスオートショーにおいて、アメリカの自動車誌『グリーンカー・ジャーナル』の編集者らが選ぶグリーンカー・オブ・ザ・イヤーに選定されたことが発表されている。
中国では2011年9月16日、成都モーターショーにて発表され、10月29日から発売を開始した。
韓国向けは、2011年11月3日にホンダコリアによって発表され、1.8Lの「LX」と「EX」、そして「ハイブリッド」の計3種が発売される。
2012年2月オーストラリア市場に新型が導入。先代同様4ドアセダンはタイ工場から輸入し、5ドアハッチバックはイギリスから輸入された車両を販売している。先代同様イギリス製造の車両はISO規格に準じているため、ライトスイッチが左側で、ワイパースイッチが右側の配置となっている。
日本向けは、当初2012年に発売が予定されていたが、2013年秋に予定されているフィットのフルモデルチェンジの際にセダンが追加されるため、日本では発売される可能性はなくなった。なお、このセダンについては、翌2014年12月にグレイスとして発売された。
シビックはアメリカの小型車市場の販売台数で首位となっている。また、米国道路安全保険協会の安全テストで、ボルボ・XC60とともに最高点を獲得した。
2013年モデルでは、モデルライフ2年目にしてビッグマイナーチェンジを受けた。セダンはエクステリアデザインが一新されており、ホンダはより若々しくプレミアム感を向上させたとする。フロントは大開口低重心のワイドバンパーや新デザインのボンネット、ハニカムグリルを採用。リアもバンパーやトランクリッド、テールランプが変更された。EX、EX-Lモデルでは新デザインの16インチホイールが採用された。 内装では新トリコットヘッドライナーなど、よりソフトな素材を多用、質感を向上させた。サスペンションやステアリングのリチューンや、ライドコンフォート性能の向上、室内静寂性の向上も行われている。
安全面では新世代の衝突安全ボディであるACE II（Advanced Compatibility Engineering II）を採用した。フロントサイドエアバッグでは新たに過剰なエアバッグの展開圧力による乗員の負傷リスクを減らすSmartVentが採用された。
シビックハイブリッドでは前方衝突警報（FCW）や車線逸脱警報（LDW）を標準搭載した。ブルートゥースハンズフリーリンクやリアビューカメラ、Pandoraインターフェイス、SMSテキストメッセージ機能、ステアリング・ホイールオーディオコントロールが全モデル標準装備となった。
クーペモデルのエクステリアの変更点はないが、翌年にフロントフェンダーのプレスが丸みを帯びたものに変更された。
標準装備の大幅強化にもかかわらずメーカー希望小売価格は160ドルの値上げに抑えている。
2014年モデルでのマイナーチェンジにより、ガソリン仕様の5速ATがCVTに置き換わった。5ATよりレシオレンジは22%拡大、EPA燃費は市街地で2mpg、総合で1mpg向上、HFモデルでは高速モードも1mpg向上している。7インチタッチスクリーンコントローラーや広角ドラミラー、ブラインドスポットディスプレイLane Watchなども標準、オプション設定された。ナチュラルガスモデルではレザートリム仕様が追加された。

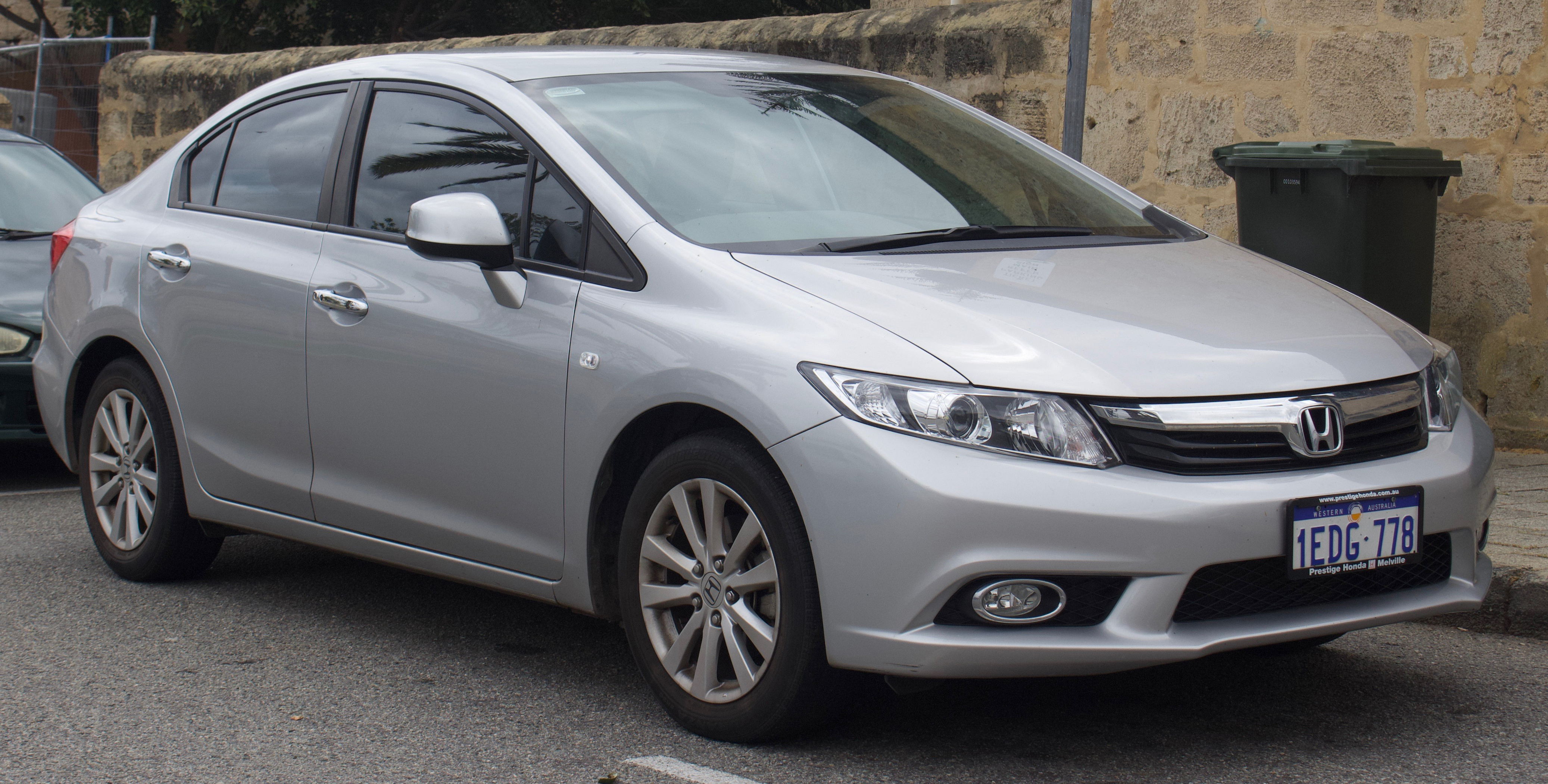
豪州仕様 フロント
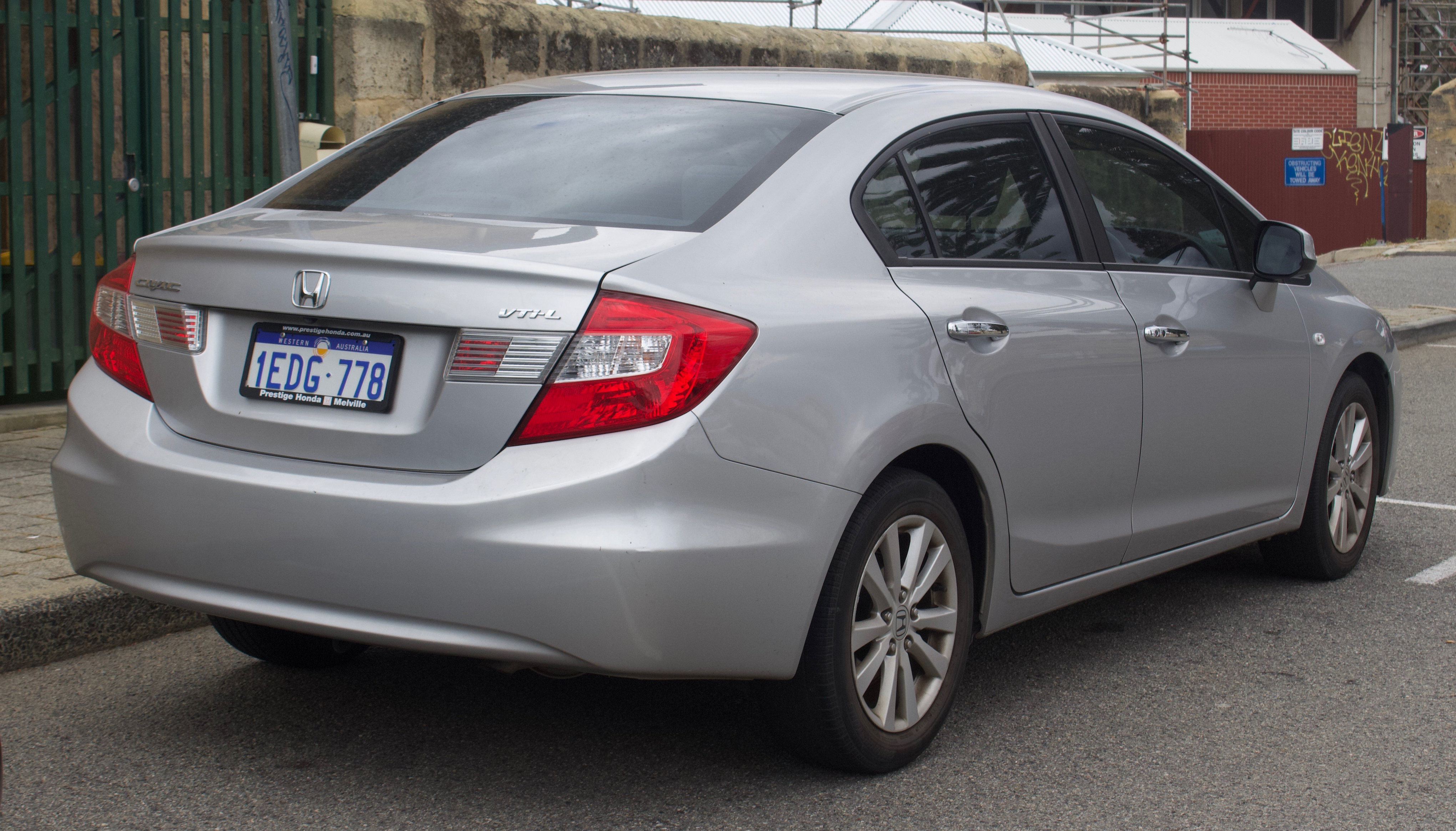
豪州仕様 リア
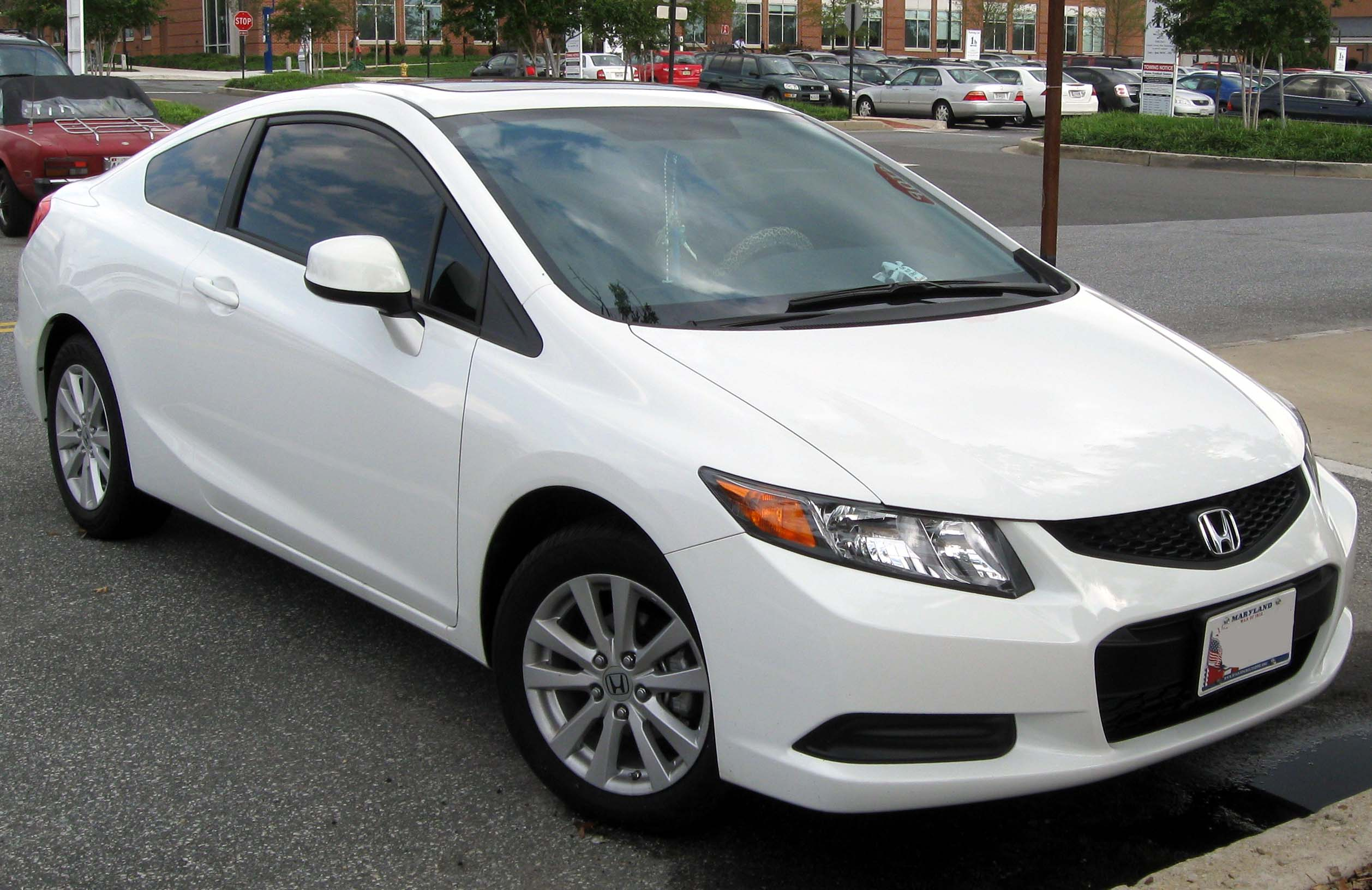
シビッククーペ フロント
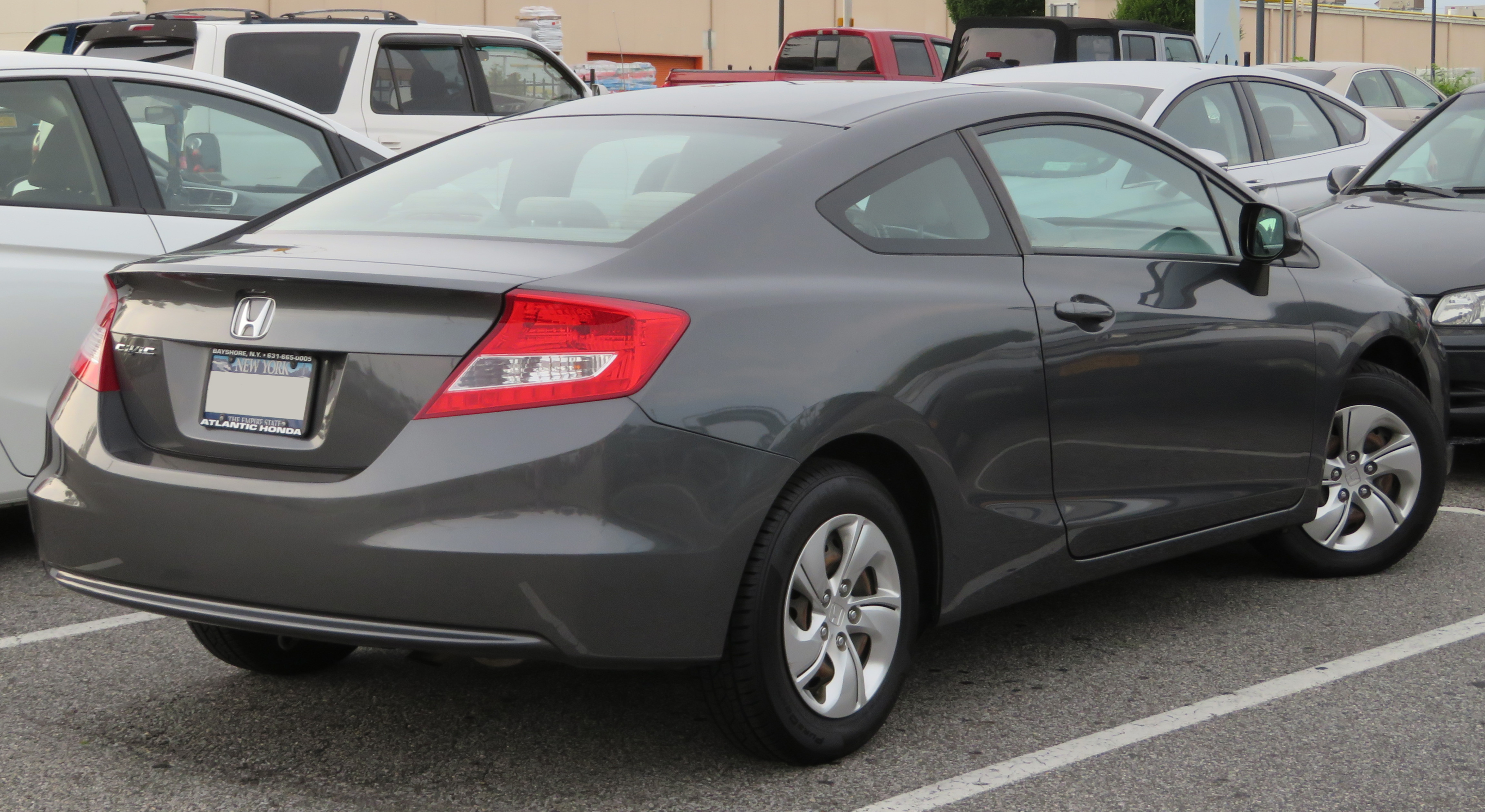
シビッククーペ リア

- 2013年モデル リア
- 2013年モデル リア

## 9代目 欧州仕様 FK5/6型（2012年 - 2016年）
2011年9月13日、欧州仕様（5ドア）をフランクフルトモーターショーにおいて発表し、2012年1月より販売を開始した。
デザインコンセプトは「クリーン・ダイナミック」で、求められる環境性能とホンダの活力を表している。先代の持つ未来的デザインをキープしつつ、洗練さとエレガントさをプラスしたデザインとなっている。ロー・アンド・ワイドなモノフォームデザインとして具現化され、ボディサイズは先代と比較して全高が20mm低くなり、全幅が10mm拡大した。先代同様センタータンクレイアウトを採用している。初期のデザインスケッチは航空機のブレンデッドウィングボディや低抵抗水着などから着想を得ており、バンパーやフェンダーラインがシームレスにボディと融合する流れるようなデザインを目指した。空力にも力が入れられ、CdA値は先代より約10%低減した。特徴的なリアコンビネーションランプはリアスポイラーと統合されており、リアウィンドウ下端の延長やCピラーを約100mm後方に移動させることなどと合わせて先代での課題だった後方視認性を改善している。先代ではなくなったリアワイパーが再び搭載された。ディーゼルエンジンモデルではフロントグリルに電動シャッターグリルを採用している。エンジン水温、車速、外気温よりシャッターグリルを自動開閉することにより、空力性能と冷却性能を両立させた。リアサスペンションは室内スペースとマジックシートの重要性から車軸式を継続するも、先代より大幅に改良され、液封コンプライアンスブッシュや新ウレタンダンパーマウントを採用。トレーリングアームはより肉厚になり、先代シビックタイプR採用品を上回る剛性を確保した。インテリアも、先代の未来的デザインを踏襲しつつ、品質が高められた。ロードノイズなどの室内騒音低減に力が入れられ、対策は室内だけでなくシャシーやエンジン周りなど多岐に渡る。搭載されるエンジンは、1.4Lと1.8Lのガソリンエンジンと2.2Lのディーゼルエンジンの3種類だが、2012年末には新型の1.6L直4ディーゼルエンジンモデルが追加、2.2Lディーゼルと置き換えられた。1.6L i-DTECディーゼルエンジンは、EARTH DREAMS TECHNOLOGYを採用し、第4世代のギャレット製ターボチャージャー、ボッシュ製ソレノイド式インジェクターの組み合わせで、最高出力120PS/4,000rpm、最大トルク300Nm/2,000rpmを発生、クラストップレベルのトルクを誇る。重量も同社2.2Lディーゼルエンジンより47kgの軽量化を果たしており、こちらもクラス最軽量を謳った。アイドルストップ、エコアシストを標準装備する。組み合わされるトランスミッションも新設計の6速MTで、そのほかに搭載車にはサスペンションやステアリングレシオの調整が行われ、室内ノイズ低減のためのアクティブノイズキャンセレーションも採用された。すべてのエンジンに6速MTが準備され、5速ATは1.8Lモデルのみ選べる。2012年より本モデルをベースとした「Civic WTCC」が世界ツーリングカー選手権（WTCC）に参戦している。
- 2012年2月、オーストラリア市場で販売開始。
- 2012年7月、ニュージーランド市場で「ユーロ・シビック」として販売開始。
- 2013年からは、ホンダコリアを通じて1.8L 5速AT仕様が韓国市場でも販売を開始した。
- 2014年モデルではマイナーチェンジが行われ、高速走行時のEPSの制御を改善、前後ダンパーセッティング、リアサスペンションのトー角、キャンバー角も調節された。外観では後部ドアウィンドウ下部プライバシーガラスが追加されるなど、内装も含めて細かな改良がされた。

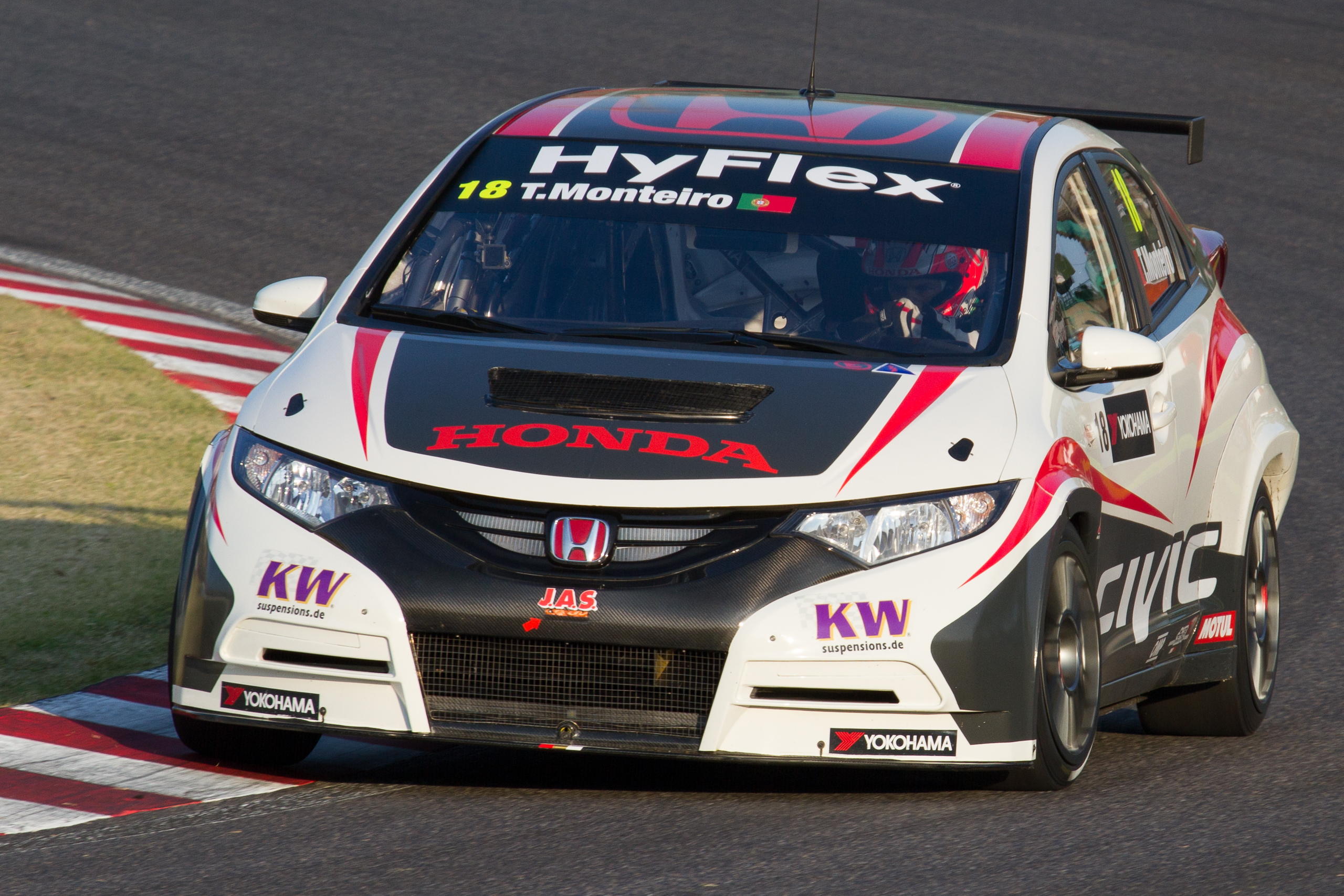
Civic WTCC

### シビックツアラー

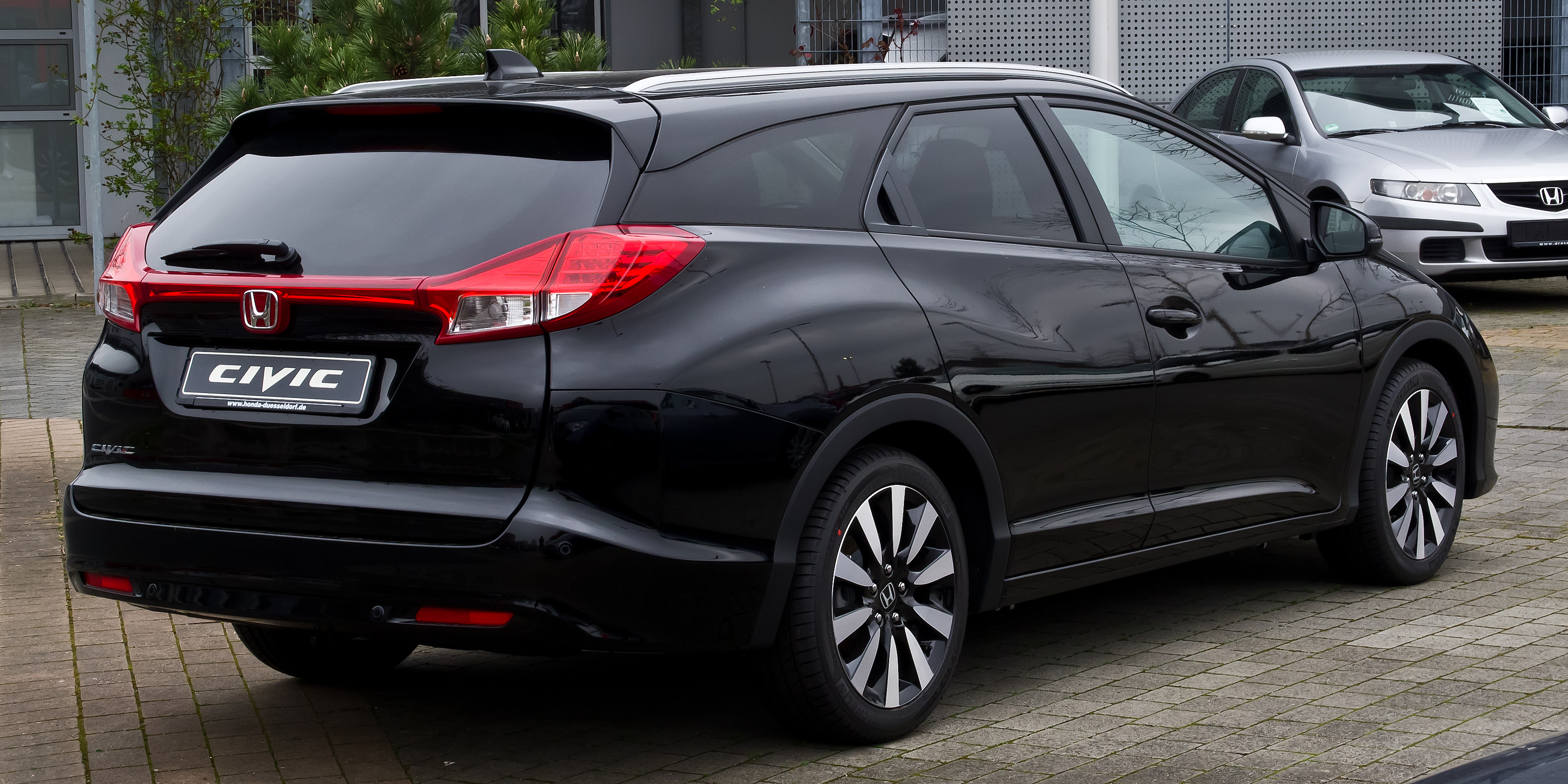
2014年シビックツアラー（ドイツ）

2013年のフランクフルトモーターショーにおいて、ステーションワゴンであるツアラーを発表した。欧州専用車種として2014年に発売を予定している。
欧州の顧客ニーズや環境に合わせて欧州のR&Dチーム主導で設計が行われた。Cセグメントで最もコンパクトで全高の低いワゴン、荷室容量はクラストップレベルとホンダでは述べている。
デザインは5ドアシビックとほぼ共通で、全長は5ドアと比較し275㎜拡大、荷室容量（リアシートアップ、トノカバーまで）は5ドアシビックの477リットルから624リットルに増えている。リアドアサッシは5ドアシビックより17㎜持ち上り、リアクォーターウィンドウガラスはDピラー部を覆う「フローティングルーフ」デザインとなっている。空気抵抗低減のためツアラー独自のリアスポイラーが採用されている。
走行性能ではザックス製CDC 1XLリアアダプティブダンパーを量産車で世界初採用、EPSもツアラー独自のチューニングが施された。エンジンは1.6Lディーゼルと1.8Lガソリンの2種類。

## 10代目 FC/FK型（2015年 - 2021年）
2015年のニューヨーク国際オートショーでコンセプトカーを発表。2ドアクーペ（北米市場のみ）、4ドアセダン、5ドアハッチバックの3タイプが設定され、8代目・9代目で地域別に異なっていたボディタイプは今回再び統一された。2017年7月に日本での発売を正式発表し、日本市場においては8代目の販売終了以来、7年ぶりに再投入されることになった。
これまではノーマル車をベースにして、「後付け」の性能強化でタイプRを開発してきたが、今回は最初の設計段階でノーマル車とタイプRモデルを同時開発。ノーマル車の走行性能のレベルアップとタイプRの実用性の拡大を両立させている。
尤も、4ドアセダン、5ドアハッチバックに関してはこの代よりスタイリッシュなクーペ風のファストバックスタイルに刷新された。
2015年10月
北米で10代目シビック（セダン）の製造を開始し、11月12日から販売。
2016年3月
クーペを販売開始。
2016年4月12日
中華人民共和国で東風本田汽車が10代目シビック（思域）を発売開始。
2016年9月
北米市場で5ドアハッチバックの販売開始。
2017年1月13日
この日開幕した「東京オートサロン2017」で、ハッチバック、セダン、タイプRの3モデルのプロトタイプを日本初公開した。日本では夏の発売予定がアナウンスされた。なお、セダンは埼玉製作所寄居工場生産の国産車、ハッチバックならびにタイプRは英国（ホンダUKマニュファクチャラーズ）生産の輸入車となる。
2017年7月27日
日本での発売を正式に発表。発売は9月29日からとなる。
ラインアップは「ハッチバック」、「セダン」、「タイプR」で、各ボディタイプ1種のみ（モノグレード）となる。トランスミッションは「ハッチバック」はCVTと6速MTの2種類を設定、「セダン」はCVTのみの設定、「タイプR」は6速MTのみの設定となる。
「ハッチバック」と「セダン」の日本向け仕様においては、専用チューニングを施した1.5L VTEC TURBOエンジンのみの設定となるが、ボディタイプによって搭載されるエンジンが異なっており、「ハッチバック」は排気流量を増加させるためにセンターエキゾーストシステムを採用し、プレミアムガソリン仕様とすることで高出力・高トルクに設定したL15C型を、「セダン」はレギュラーガソリン仕様のL15B型がそれぞれ搭載されている。なお、「ハッチバック」・「セダン」共に「平成17年基準排出ガス75%低減レベル（☆☆☆☆）」認定を取得し、「平成27年度燃費基準+10%」を達成する。
「ハッチバック」は、カーゴエリアカバーを左右どちらからでも巻き取りや引き出しが可能な世界初となる横開き式を採用。
安全面においては、安全運転支援システム「Honda SENSING」を「ハッチバック」と「セダン」に標準装備した（メーカーオプションでレス設定も可能）。ただし一部の「Honda SENSING」搭載車で装備されている誤発進抑制機能、先行車発進お知らせ機能、後方誤発進抑制機能は非装備となる。
ボディカラーは「ハッチバック」、「セダン」ともに各5色を設定。両ボディの共通色は「ホワイトオーキッド・パール（有料色）」・「ルナシルバー・メタリック」・「クリスタルブラック・パール」の3色。また、各ボディごとの専用色として「ハッチバック」には「フレームレッド」と「ブリリアントスポーティブルー・メタリック」が、「セダン」には「プレミアムクリスタルレッド・メタリック（有料色）」と新色「コスミックブルー・メタリック」がそれぞれ設定される。
キャッチフレーズは「Go, Vantage Point.」で、CMキャラクターにONE OK ROCKと庵野秀明を起用した。
2018年10月
「セダン」のボディカラーの設定を変更。「ホワイトオーキッド・パール（有料色）」に替わり「プラチナホワイト・パール（有料色）」を追加。
2020年1月10日
マイナーチェンジ（1月23日発売）。
「セダン」は外観においてフロントバンパー・リアガーニッシュのデザインやアルミホイールのカラーが変更され、内装においてはコンビシートが標準装備された。
「ハッチバック」は外観において前後バンパー・フロントグリル・リアロアガーニッシュ・アルミホイールのデザインが変更され、トップロードサンルーフをメーカーオプション設定した。また、6MT車はシフトノブの形状が変更され、ショートストローク化された。
「セダン」・「ハッチバック」共通で「Honda SENSING」が機能強化され、歩行者事故低減ステアリングと先行車発進お知らせ機能が追加された。
ボディカラーの設定が変更され、「セダン」は新色の「プレミアムクリスタルブルー・メタリック（有料色）」を追加し、6色に拡充。「ハッチバック」は「ホワイトオーキッド・パール（有料色）」を既にセダンに設定されている「プラチナホワイト・パール（有料色）」に入れ替え、「ルナシルバー・メタリック」と「コスミックブルー・メタリック」を廃止（「ルナシルバー・メタリック」は「セダン」専用色へ移行）する替わりに、新色の「ソニックグレー・パール（有料色）」と「オブシダンブルー・パール」が設定された。
なお、「ハッチバック」はWLTCモード走行での排出ガス及び燃費消費率に対応し、「平成30年排出ガス基準75%低減レベル（☆☆☆☆☆）」認定を取得した。
2020年8月8日
販売不振を理由にセダンの販売が終了し、公式ホームページへの掲載を終了。販売開始から僅か2年10ヶ月での販売終了となり、2020年1月のマイナーチェンジモデルに至っては6ヶ月間の販売であった。排気量が同一で、ボディサイズが近いファストバックスタイルの3代目インサイトが事実上の代替車種となる。

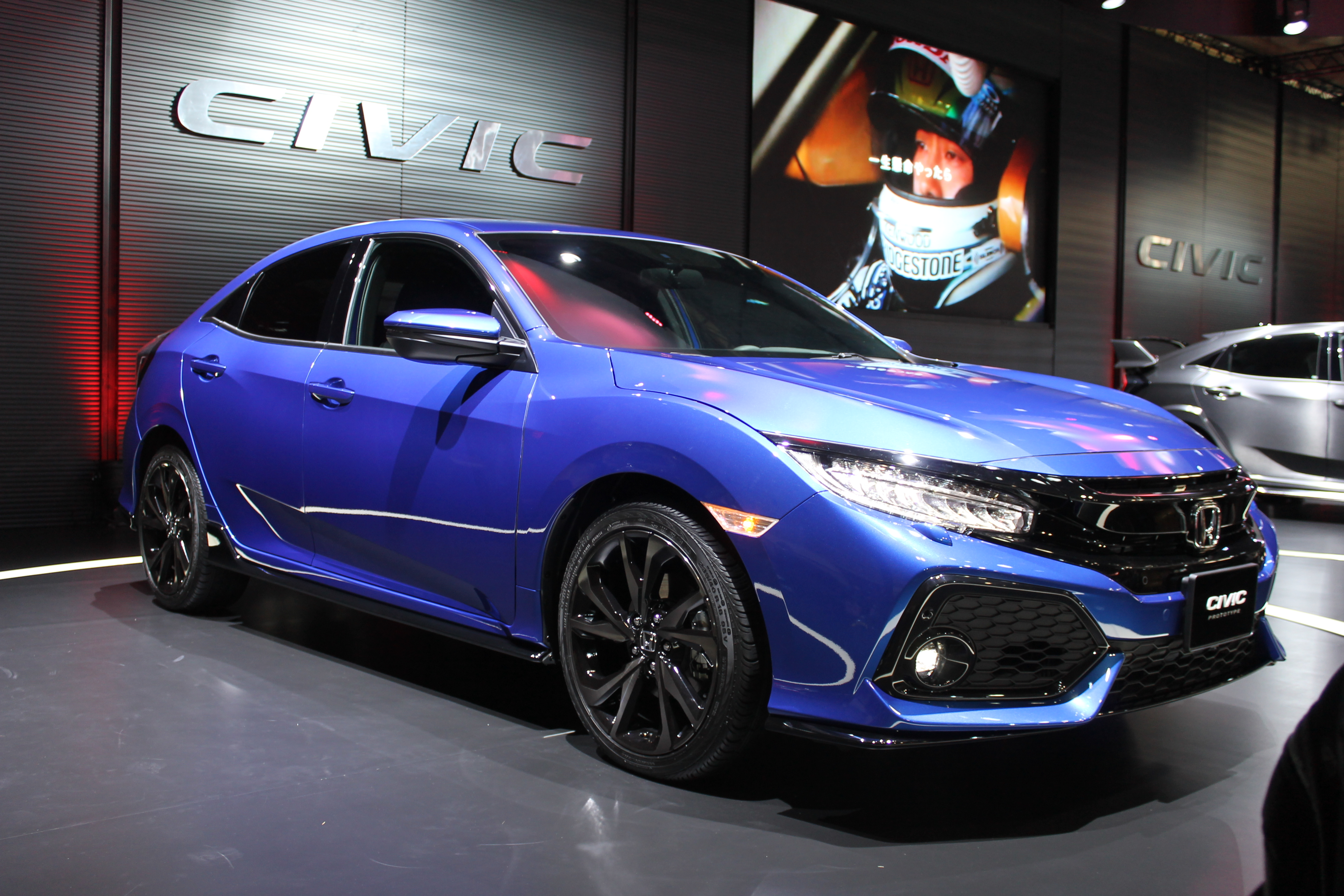
ハッチバック　プロトタイプ
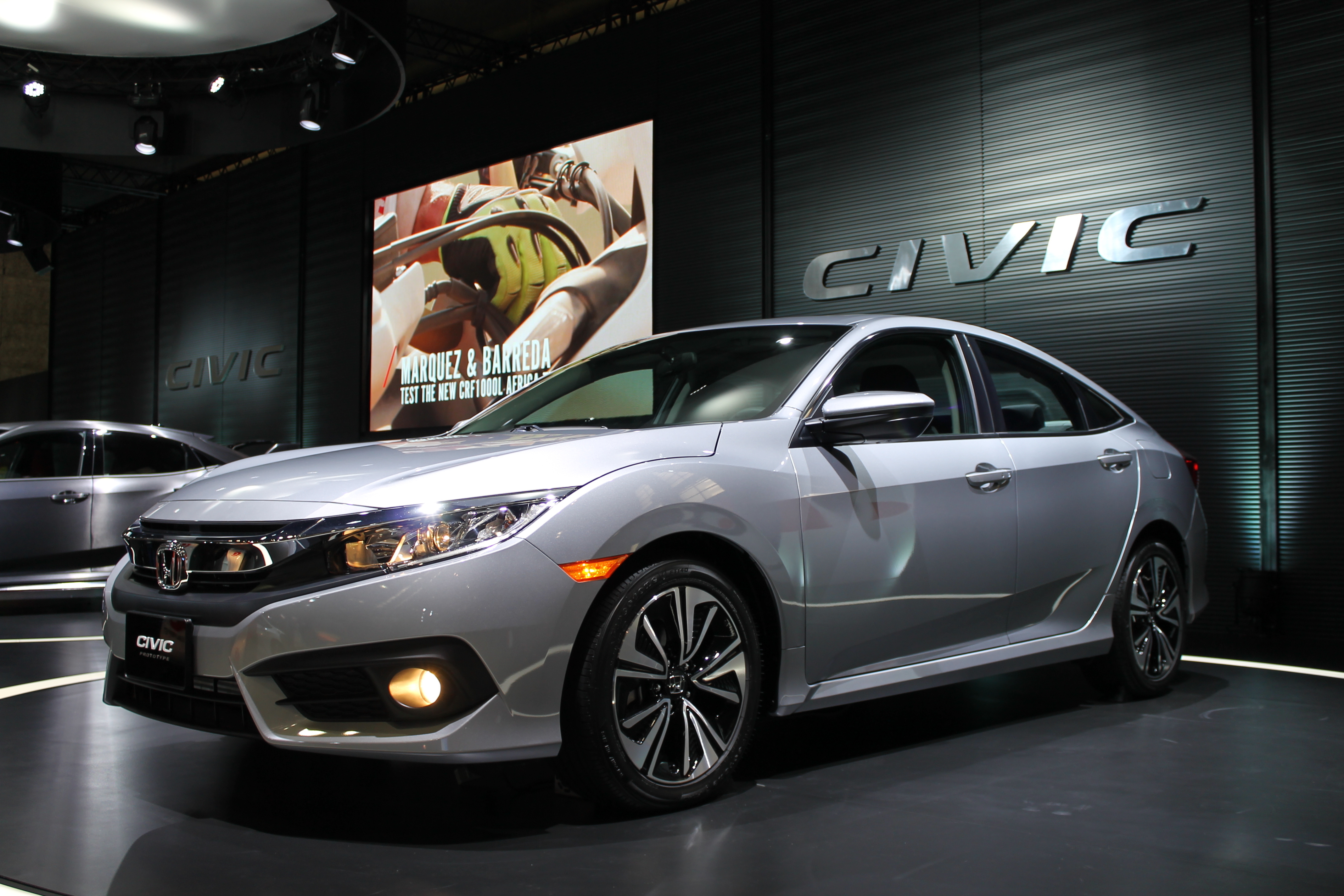
セダン　プロトタイプ
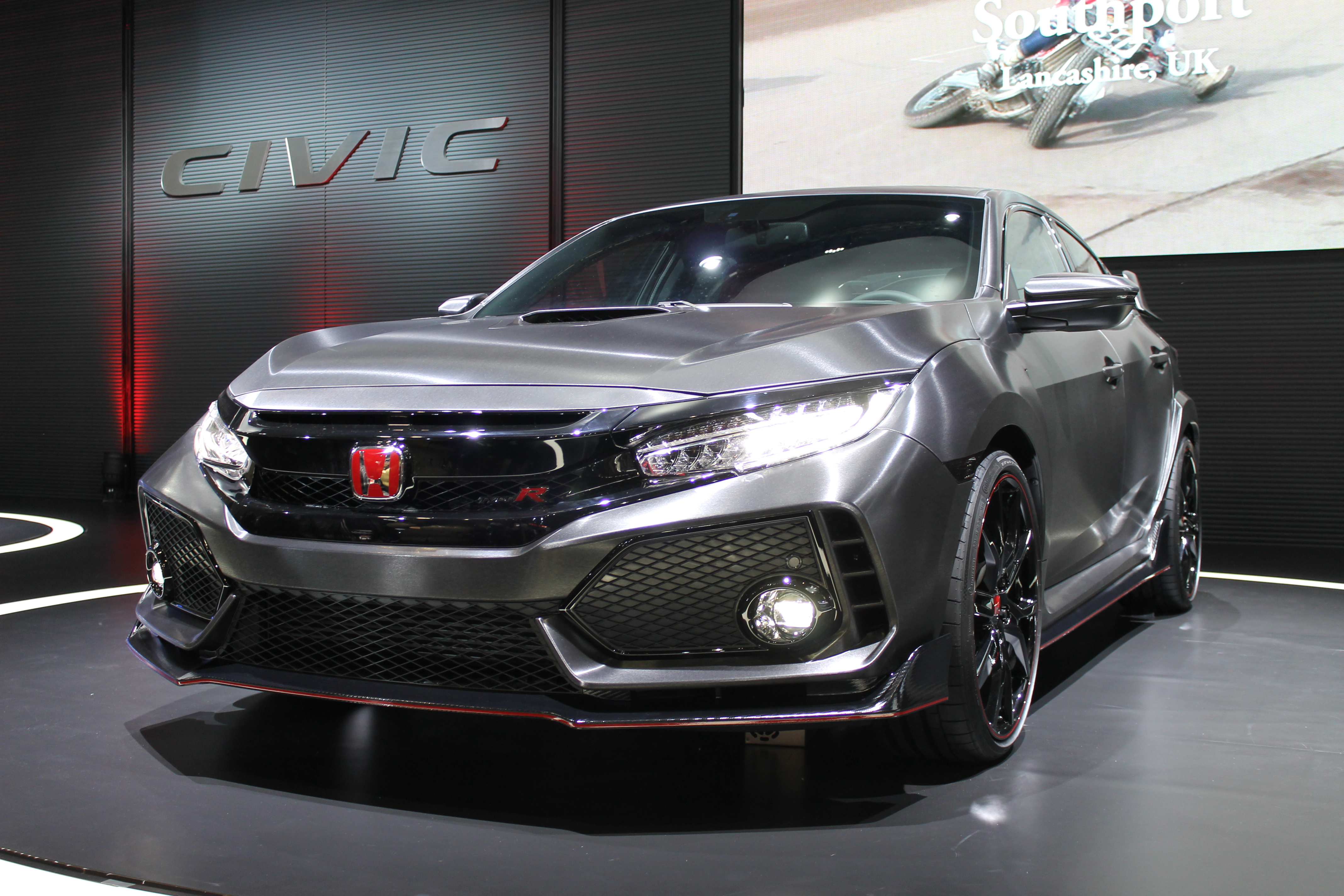
タイプR　プロトタイプ

## 11代目 FL型（2021年 - ）
11代目は2020年11月にプロトタイプが披露された後、2021年4月にプロトタイプのベースとなったセダンが先行でフルモデルチェンジ。遅れてハッチバックも同年6月にワールドプレミアされ、同年8月にフルモデルチェンジが発表された。なお、11代目ではセダンが米国での発売となり、日本では埼玉製作所完成車工場（旧：寄居完成車工場）の製造にてハッチバックのみが発売される。ハッチバックがワールドプレミアされた際には、「爽快シビック」のグランドコンセプトが掲げられた。
以降のホンダ車に導入される新世代コモンアーキテクチャー戦略「ホンダ アーキテクチャー」採用の第1弾商品となる。
フロントフェイスは基本デザインは共通となっているが、グリルのデザインが異なり、セダンが水平基調に対し、ハッチバックではハニカムメッシュとなる。サイドビューはセダン・ハッチバック共にベルトラインを低くして水平基調とし、視認性向上のため、ドアミラー（サイドミラー）の取付位置が10代目のフロントウィンドウ先端からドア上に移動された。リアのLEDコンビネーションランプはセダンとハッチバックで異なっており、ハッチバックではリッドランプを上下で光らせることで遠方からの視認性を高める"C"ライングラフィックスが採用されている。
ハッチバックのエンジンは10代目ハッチバックと同じ1.5L直噴VTEC TURBOのL15C型を踏襲しているが、加速時の応答性が向上され、高回転域におけるパワーを増大させた出力特性に改良。トランスミッションも10代目ハッチバック同様にCVTと6速MTの2種類が用意されており、CVTは改良されたエンジンに合わせて制御を変更。6速MTはシフトレバーをショートストローク化及び高剛性化された。セダンのエンジンも10代目同様、1.5Lターボと2.0L自然吸気（NA）の2種類が用意されている。
車載通信モジュール「Honda CONNECT（ホンダ コネクト）」が新たに標準装備され、最短1か月間から利用期間が選択可能なサブスクリプション型コネクテッドサービス「Honda Total Care プレミアム」に対応している。安全運転支援システム「Honda SENSING」は機能強化され、シビック初の渋滞運転支援機能「トラフィックジャムアシスト」が追加され、Honda車初となるアダプティブドライビングビームが採用された。BOSE社との共同開発による専用オーディオ「BOSEプレミアムサウンドシステム」も採用された。
フルモデルチェンジ時点ではガソリンモデルのみの設定だったが、2022年6月にe:HEVモデルを追加。「シビックタイプR」も同年9月にフルモデルチェンジされた。
派生車種として、光岡自動車が手掛けた改造車「M55（エムダブルファイブ）」がある。ベース車両は2024年9月マイナーチェンジ前の1.5L VTECターボ「LX」（6速MT）のクリスタルブラック・パール塗装車。100台限定としたことで、納期の確実性を高めた。創業55周年を記念して2023年11月16日に初公開され、2024年2月29日に市販化が決定、同年11月21日に正式発表され、抽選申し込みが開始した。
2020年11月12日（現地時間）
11代目のプロトタイプのティザー写真と動画が公開され、Twitchの公式チャンネルで世界初公開することが予告された。
2020年11月17日（現地時間）
11代目プロトタイプのワールドプレミアを実施。
2021年4月29日（現地時間）
プロトタイプのベースとなったセダンのフルモデルチェンジを発表。
2.0L車は「LX」と「Sport」、1.5L車は「EX」と「Touring」の各2つずつ、4つのタイプが用意される。
現地時間の同年6月16日に発売された。
2021年6月10日
11代目ハッチバックに関する情報をホームページ上に先行公開したことを発表。配信によるワールドプレミアの実施や同年秋の発売予定も併せて公表された。
2021年6月24日
配信によるワールドプレミアにて11代目ハッチバックを世界初公開。
2021年8月5日
日本でのフルモデルチェンジを発表（9月3日発売）。
10代目でのボディタイプ毎のモノグレード体系から刷新され、標準仕様の「LX」と上級仕様の「EX」の2タイプに細分化された。「LX」はスピーカーが8スピーカー（4スピーカー+4ツィーター）、コンビシートはブラックのプライムスムース×ファブリックとなる。「EX」では、LEDフォグライト、LEDアクティブコーナリングライト、運転席・助手席パワーシート、BOSEプレミアムサウンドシステム（12スピーカー）、リアベンチレーション、ワイヤレス充電器、専用インテリアが追加装備され、「Honda SENSING」にアダプティブドライビングビームを追加、LEDアンビエントランプがフロントドアライニングとフットにも追加、フルオート・エアコンディショナー（左右独立温度コントロール式）はプラズマクラスター技術搭載タイプに、コンビシートはブラック×レッドのプライムスムース×ウルトラスエードに、ルームミラーは自動防眩に、デジタルグラフィックメーターは10.2インチに大型化される。両タイプ共に6速MTとCVTが用意され、6速MTは本革巻シフトノブが、CVTはドライブモードスイッチ、本革巻セレクトレバー（「EX」はレッドステッチ付）、パドルシフトが備わる。なお、車両本体価格は同一タイプ内で6速MT・CVT共に同一の価格に設定されている。
ボディカラーは10代目ハッチバックからプラチナホワイト・パール（有料色）、クリスタルブラック・パール、ソニックグレー・パール（有料色）の3色を引き継ぎ、赤系はフレームレッドからプレミアムクリスタルレッド・メタリック（有料色）に、青系（有料色）はオブシダンブルー・パールからプレミアムクリスタルブルー・メタリックにそれぞれ入れ替えた。なお、プレミアムクリスタル系2色は10代目セダンに設定されていたボディカラーである。
日本国内向けは埼玉製作所寄居完成車工場での生産となる。
2021年10月8日
発売から約1カ月後の同年10月7日時点での累計受注台数が月間販売計画台数（1,000台）の3倍以上となる3,000台越えとなったことが発表された。
2022年4月14日
前述したe:HEVモデルを同年7月に発売するとともに、関連情報をホームページ上に先行公開したことが発表された。
2022年6月30日
e:HEVモデルを公式発表（翌7月1日発売）。タイプ名称は「e:HEV」となる。
エンジンにはアトキンソンサイクルに加え、燃料をシリンダー内に直接噴射する直噴システムを備えた2.0LのLFC型を採用。幅広い領域で燃焼ガス中の有害物質が抑制されるとともに、高トルク化とエンジンモードでの走行可能領域を拡大。PCU（パワーコントロールユニット）は軽量・高出力仕様を搭載し、IPU（インテリジェントパワーユニット）はリチウムイオンバッテリーに低全高の新型セルが採用され、車体の低重心化とボディの高剛性化、ガソリンモデルと変わらない居住性と荷室容量を実現するためリアシート下に配置された。使用燃料がレギュラーガソリンとなり、燃料消費率はガソリンモデルよりも性能が高く、2030年度燃費基準を達成している。
外観はフロントアッパーグリルとドアガラスまわりのサッシュをグロスブラック化し、ドアミラーもブラックで統一。デジタルグラフィックメーターは左側が指針表示のパワーメーターを採用したe:HEV専用仕様となり、ドライブモードには日本国内のHonda車で初となるパワーステアリングやステアリング、メーターの個別設定が可能な「INDIVIDUAL」モードが搭載された。
2022年9月1日
「シビックタイプR」を11代目ベースの6代目へフルモデルチェンジを発表（9月2日発売）。
2022年10月13日
ホンダ・マレーシアがシビックe:HEVの予約受け付けを開始。グレードは「RS」のみで、排気量は2.0Lとなる。11月15日に正式発売した。
2022年12月8日
e:HEVとタイプRが「2022-2023日本カー・オブ・ザ・イヤー」の部門賞である「パフォーマンス・カー・オブ・ザ・イヤー」を国産車で初めて受賞したことを発表。
2023年6月23日
原材料価格や物流費などの世界的な高騰に伴い、7月27日発売分からN-WGN、N-ONE、N-VAN、フィット、ヴェゼルと共にメーカー希望小売価格の改定を実施することを発表。「e:HEV」は40,700円、「LX」と「EX」は各50,600円（いずれも10%の消費税込）それぞれ値上げされる。なお、「タイプR」は対象外となる。
2024年9月12日
マイナーチェンジ。
外観はフロントバンパーのデザインを変更。また、「Honda CONNECT」にはGoogleが搭載され、Googleアシスタント・Googleマップ・Google Playの利用が可能となり、ディスプレーが9インチに大画面化された。「Honda SENSING」は衝突軽減ブレーキ(CMBS)のシステムの作動領域・対象の拡大により交差点での右折時における自転車や二輪車、直進時における左右からの横断がある場合の四輪車の検知にも対応。渋滞追従機能付アクティブクルーズコントロール（ACC）は登りから下りに差し掛かる際のブレーキ制御が最適化され、発進・追従時における加減速の制御を調整。車線維持支援システム（LKAS）は直進時や旋回時の制御が改善された。機能数も従来の13の機能にブラインドスポットインフォメーション、パーキングセンサーシステム、後退出庫サポート、急アクセル抑制機能（「RS」を除く。工場出荷時はオフ設定のため、オンにするにはディーラーでのセッティング作業が必要で、ディーラーオプションの扱いでセッティング費用が必要）が追加され、17の機能へ強化された。
e:HEVモデルはタイプ体系が細分化され、「e:HEV LX」と「e:HEV EX」の2種類に、内装色はグレー内装が追加された（「e:HEV LX」はグレー内装のみ、「e:HEV EX」は従来からのブラック内装も選択可能）。18インチアルミホイールはマット切削のシャークグレーメタリックへ変更された。「e:HEV EX」には電動式チルトアップ機構を備えた電動パノラミックサンルーフが標準装備された。
ガソリンモデルは既存の「LX」と「EX」のトランスミッションがCVTのみに集約され、新たに6速マニュアル専用タイプの「RS」が追加された。「RS」ではヘッドライトリング、ドアミラーカバー、シャークフィンアンテナ、エキパイフィニッシャー、ホイールナットがブラック化され、車両前後にRSエンブレムを装着。また、減速操作に合わせてエンジン回転数を自動制御するレブマッチシステムが採用され、素早い回転落ちを実現させるためシングルマス軽量フライホイールも採用。サスペンションも専用チューニングが施され、ブレーキはフロントディスクローターに大径化。液晶メーターには専用のウエルカムアニメーションが追加された。
ボディカラーが一部入れ替えとなり、青系（有料色）がプレミアムクリスタルブルー・メタリックからシーベッドブルー・パールへ差し替えられた。
2025年1月10日
「RS」を一部仕様変更。
クリア材をアクリルメラミンクリア素材から新クリア素材へ変更された新外装塗装の採用により、ボディーの艶感や耐久性向上が図られた。
2025年7月17日
ガソリンモデル「LX」・「EX」とe:HEVモデルの一部改良を発表（同年7月21日受注開始、同年10月2日発売）。
「RS」で採用された新外装塗装を他のタイプにも拡大された。また、原材料価格や物流費などの世界的な高騰を受けてメーカー希望小売価格が改定となり、全タイプ一律95,700円（10%の消費税込）値上げされた。

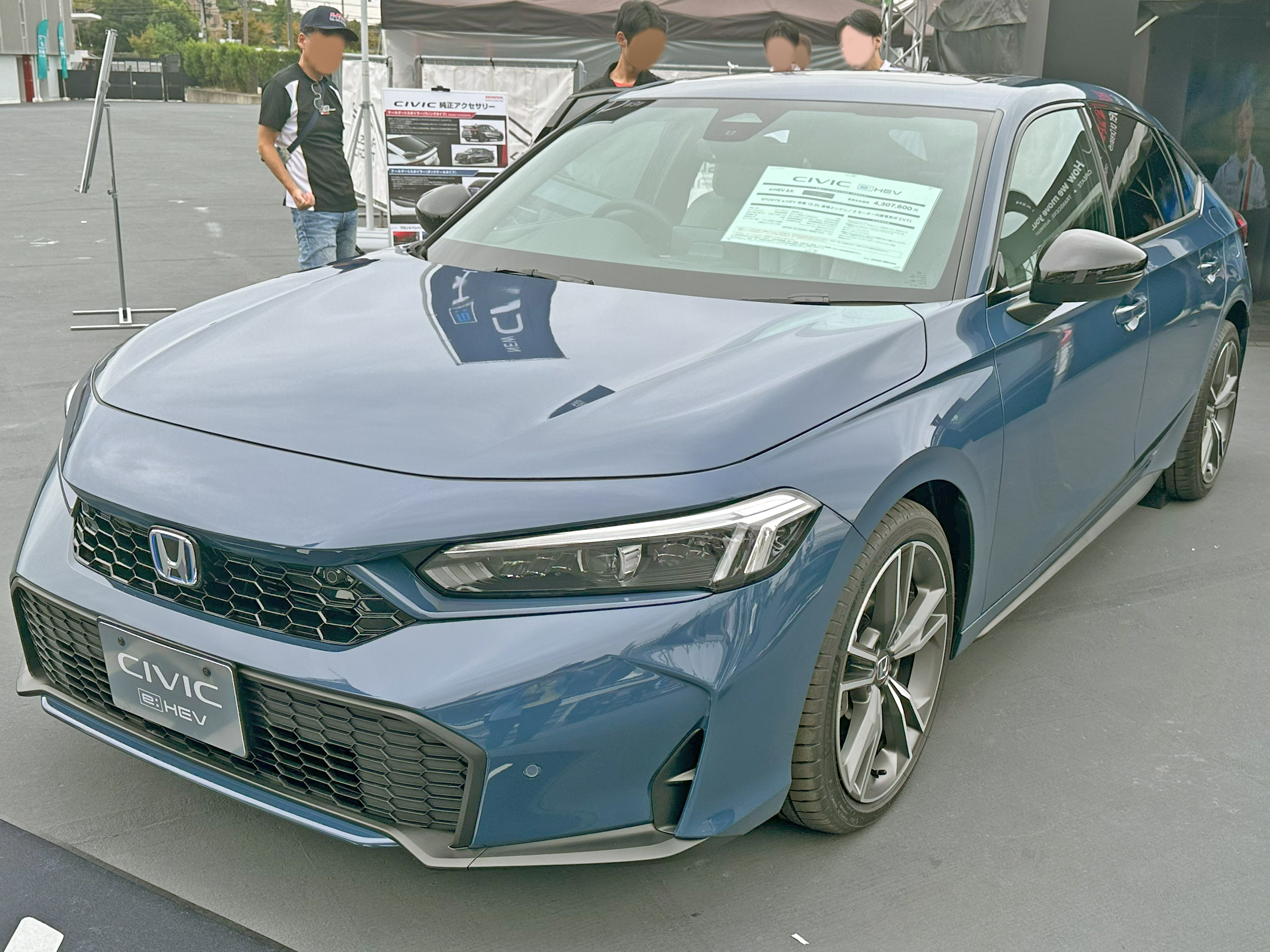
日本仕様 2024年9月改良型 e:HEV EX
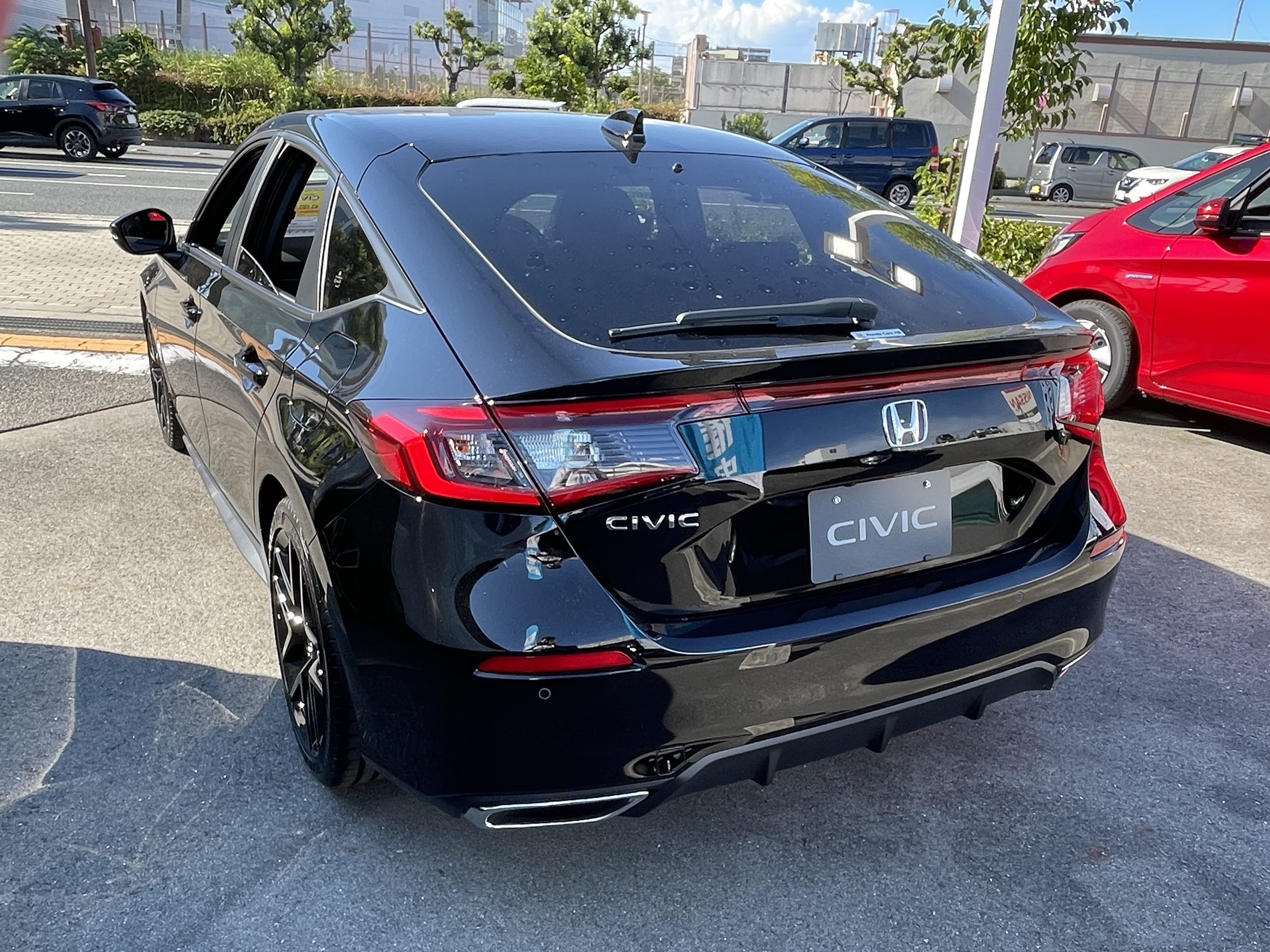
日本仕様 2021年9月販売型 EX リア
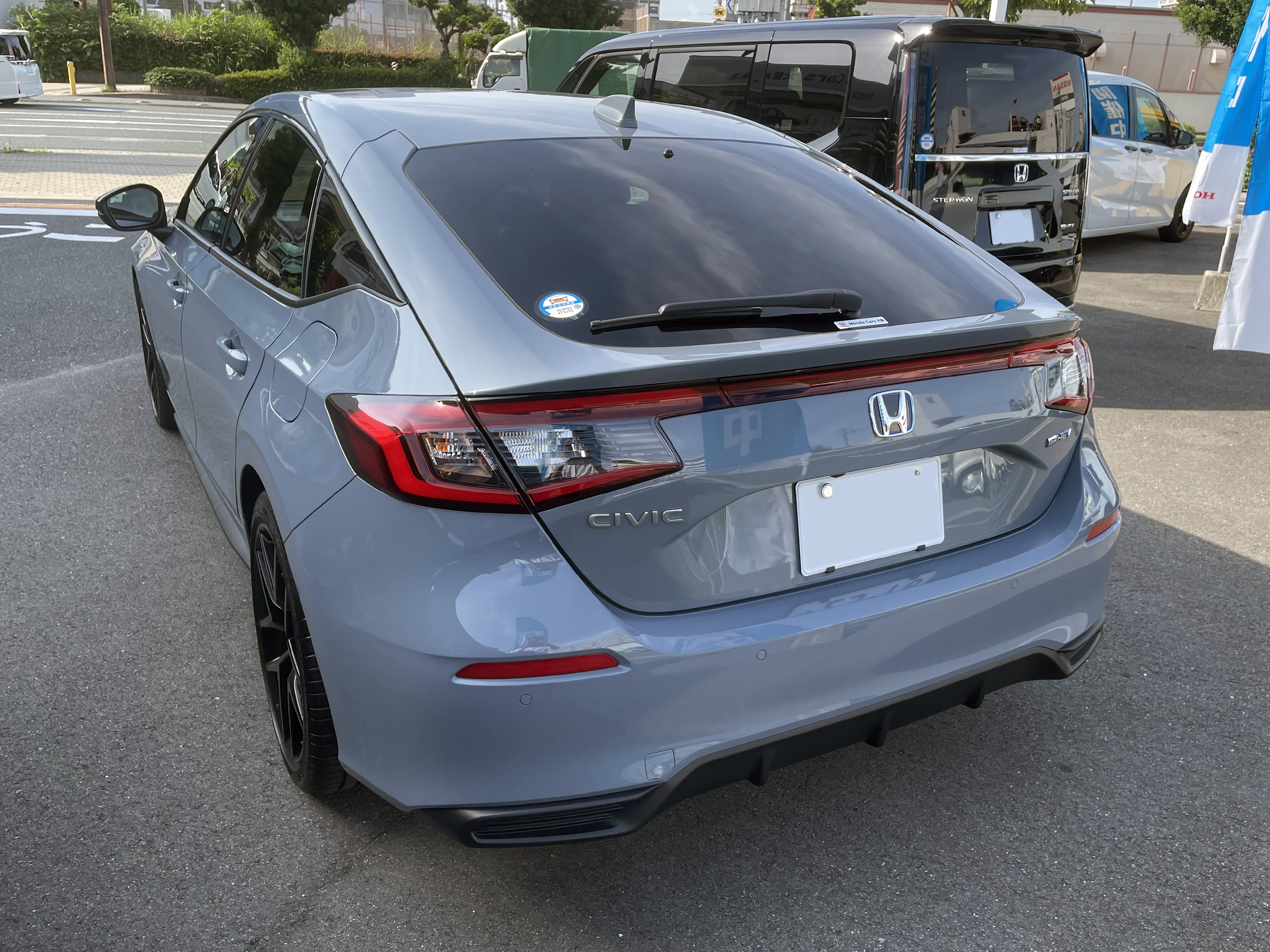
日本仕様 2022年7月販売型 e:HEV リア
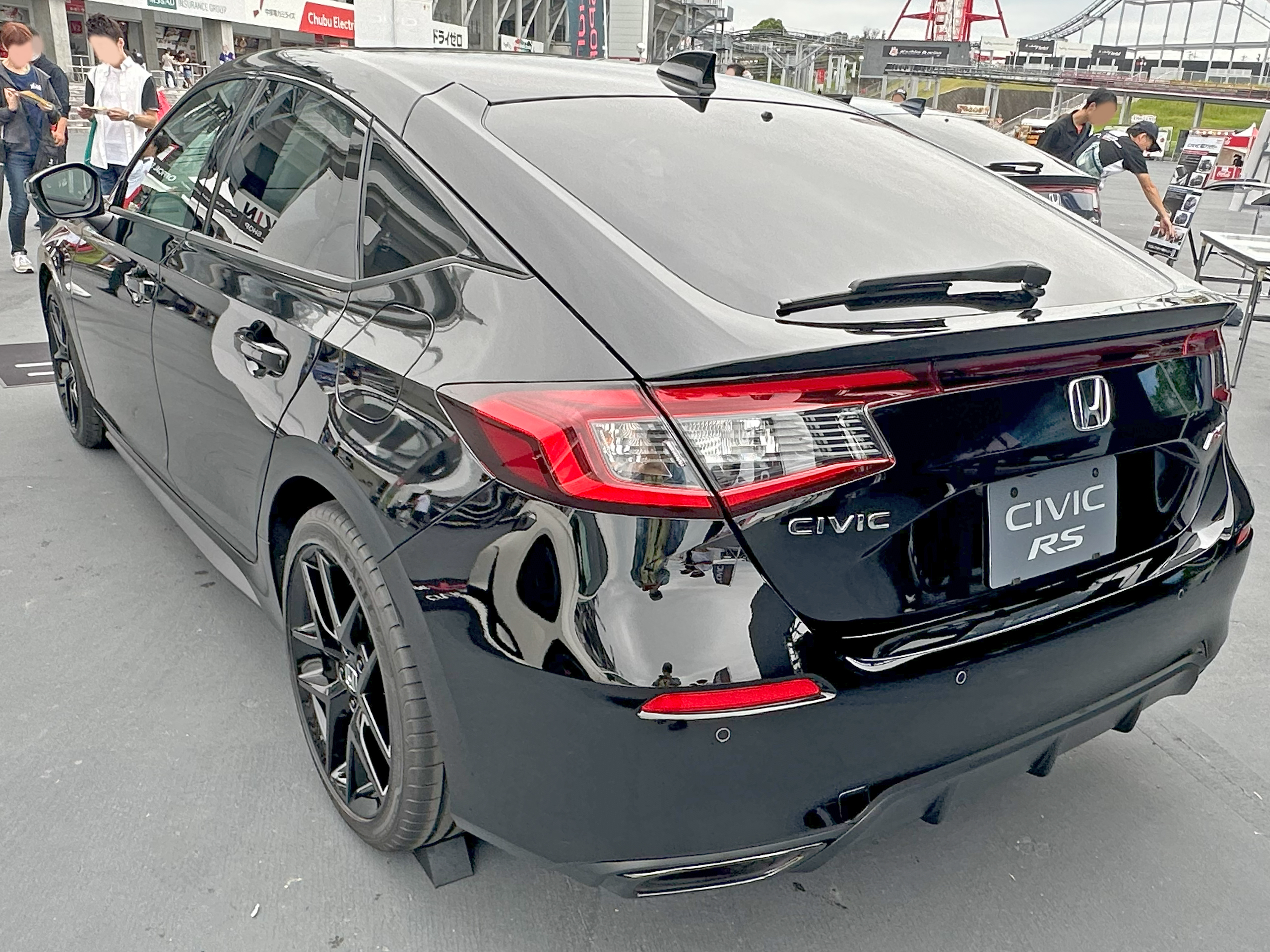
日本仕様 2024年9月改良型 RS リア
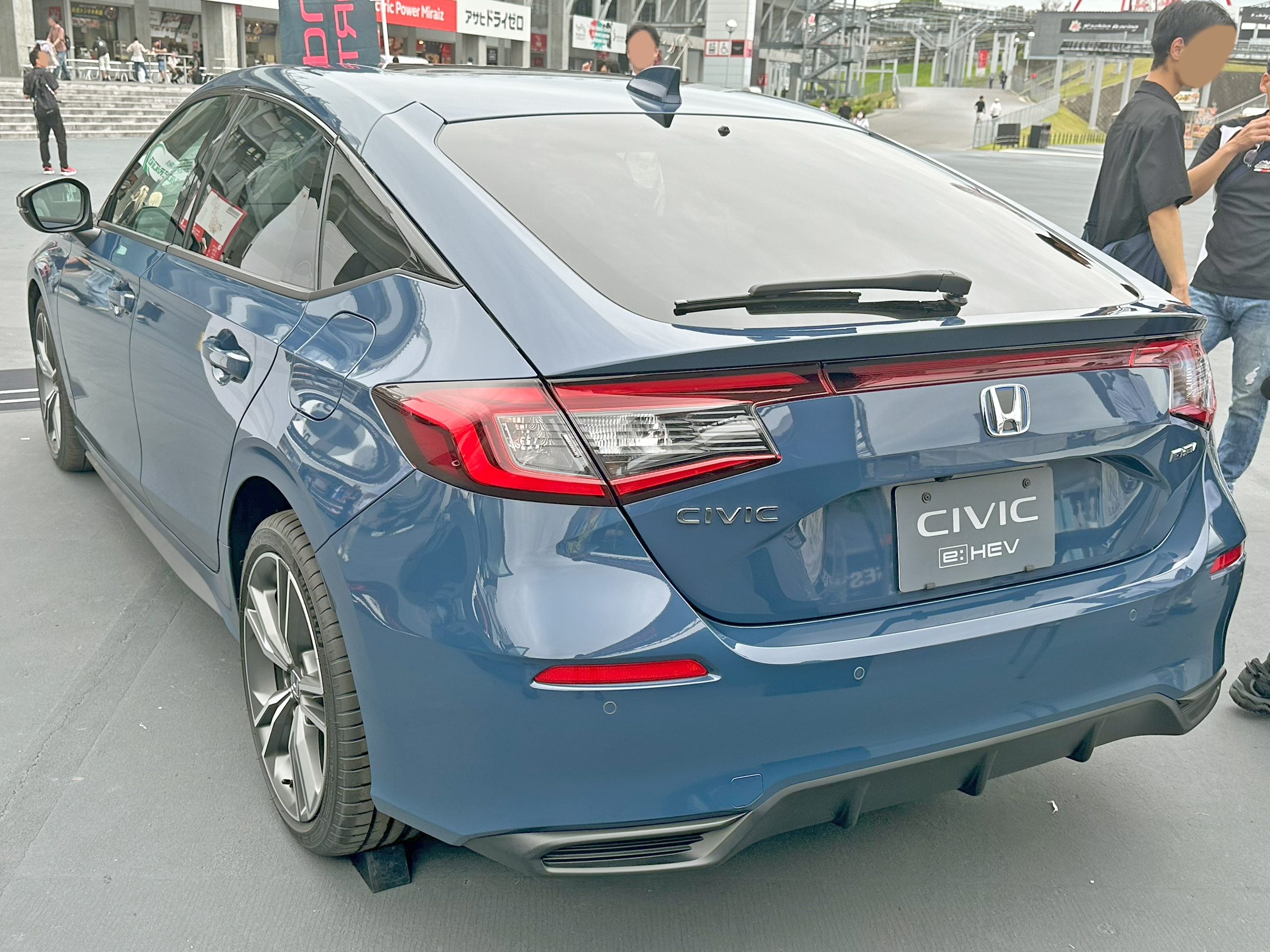
日本仕様 2024年9月改良型 e:HEV EX リア

## モータースポーツ

### TSシリーズ、マイナーツーリング

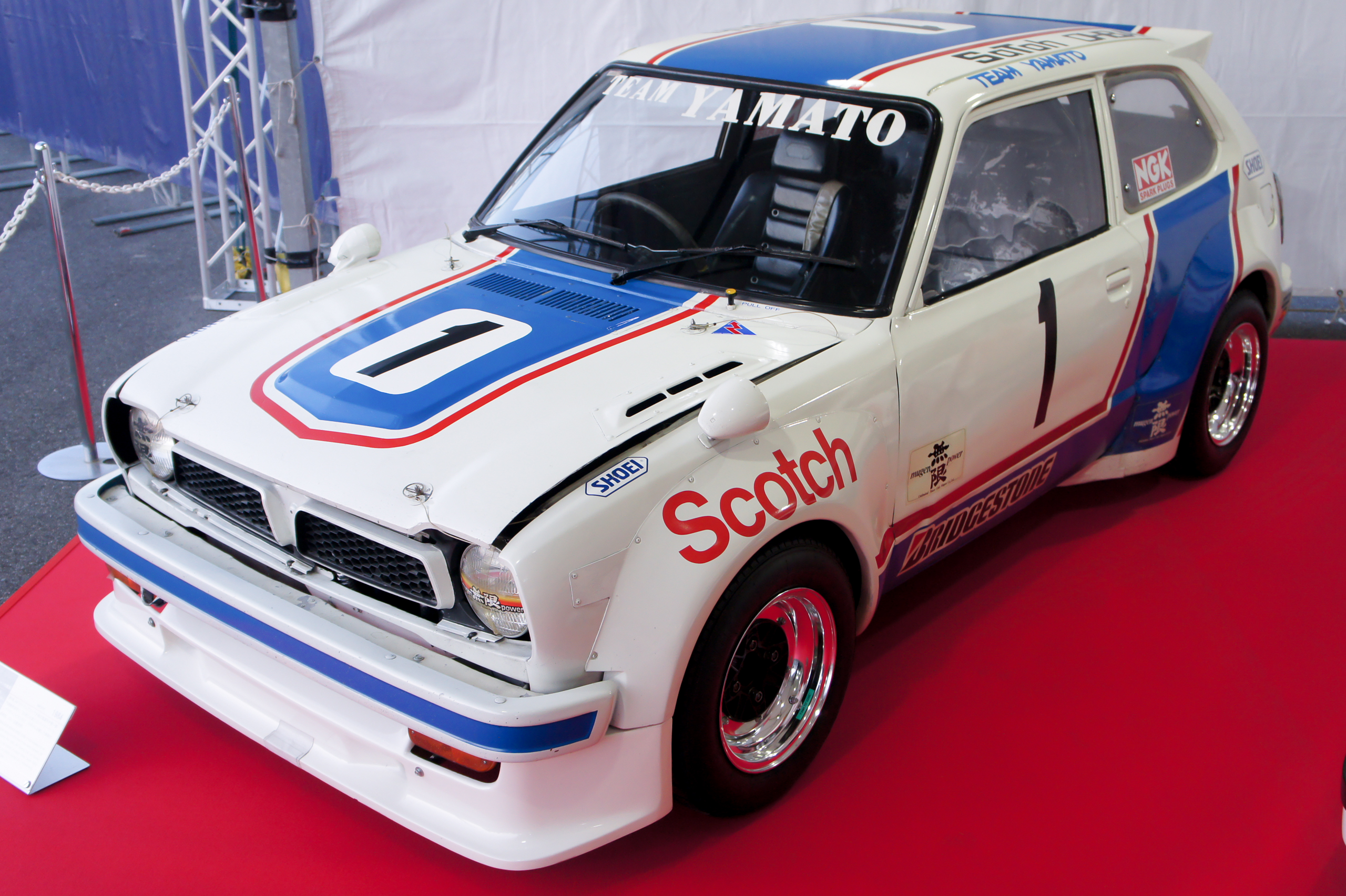
シビック RS（富士マイナーツーリング）

シビックによる本格的なレース活動は、鈴鹿サーキットで行われていたTSシリーズ（当時の国際規格ではグループ2に相当する特殊ツーリングカーのレース。サポートレースとして行われていた）に1975年から参戦したことで始まった。
参戦した各チームは無限のFJ1300向けのEB‐1型エンジン用キットを使用してエンジンをチューンしていたが、チームによってその度合いは区々であった。1976年に無限がTSシビック用のスポーツキットをリリースするとマシン性能も向上して行き、最も高性能なMS3キットを使用するとエンジン出力は135‐145psを発生し、1978年になると150psに達した。
1977年、佐々木秀六が鈴鹿のTSシリーズで5戦中3勝をあげ、スターレットを駆る長坂尚樹を破ってシリーズ・チャンピオンとなった。1979年になるとチーム・ヤマトの大場次雄はそれまで散発的な出場にとどまっていた富士スピードウェイのマイナーツーリングにフルエントリーし、シーズンランキングで8位に入った。1981年には大場が富士300㎞で初優勝するなどの活躍で同年のドライバーズ・チャンピオンを獲得し、1983年にも佐藤克明がチャンピオンとなった。

### 全日本ツーリングカー選手権（JTC）

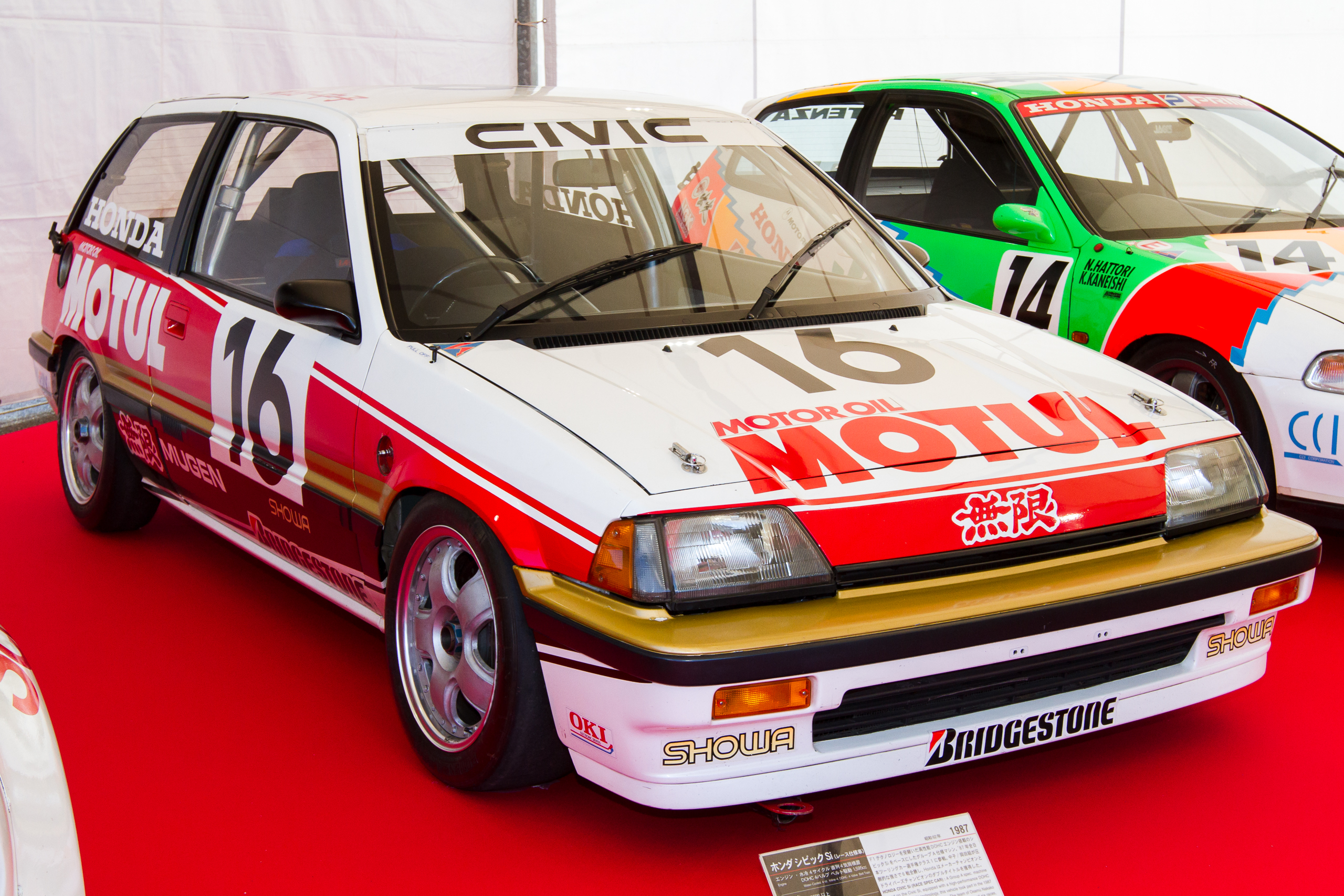
ATシビック Si （グループA）

1985年から始まったグループA規格による全日本ツーリングカー選手権の最小排気量クラスに、ホンダはシビックで参戦することになった。ホモロゲーションの取得のために直4 DOHC、1.6 LのZC型エンジンを搭載したATを5000台生産し、レース仕様のエンジン出力は180psだった。チーム運営は当時日本のトップチームだったヒーローズレーシングに委託し、シャシーとエンジンの開発はホンダ、マシンの開発・熟成は無限が行った。
グループAシビックはデビューレースの第3戦 西日本でポールポジションを獲得すると、続く第4戦 鈴鹿でポールトゥウィンを達成して競争力の高さを証明した。しかし翌1986年はライバルのトヨタが総合優勝を2度記録したのに対して、シビックは開幕戦 西日本でのクラス優勝が1度のみに終わり、トヨタがメイクス、ドライバーズの両タイトルを連覇した。
1987年、ホンダはJTCの参戦体制を刷新した。無限がマシンの開発・熟成・チーム運営までトータルで行い、更にナカジマレーシングもワークスとして参戦し体制の充実を図った。この効果もあり1987年は無限の中子修/岡田秀樹組が全戦でクラス優勝を記録しメイクス、ドライバーズの2冠を獲得した。
1988年には4代目シビックのEF3が登場した。エンジンはATシビックと同じZC型で、エンジン出力は195psまで向上しており、車体面では空力性能が改善されていた。無限により第2戦 西日本でデビューしたEF3は、優勝したナカジマレーシング・鈴木利男/佐藤浩二組のATシビックに次ぐ2位に入賞し、続く第3戦 西仙台で無限の中子/岡田組が1勝目を記録した。シーズンではATシビックが2勝、EF3シビックが3勝をあげ、中子/岡田組がドライバーズ・タイトルを連覇した。1989年、ホンダはドライバー・ラインナップを無限は中子/鈴木、ナカジマは岡田/佐藤のコンビに組み替えたが、中子/鈴木組のコンビは機能せずドライバーズ・タイトルはトヨタの茂木和男/小幡栄組が獲得した。
1990年に登場したEF9は、エンジンをZC型に代えてB16型・VTECエンジンへ換装され215psにパワーアップしていた。一方でZCエンジンの搭載を前提に製造されたEF型にB16エンジンを搭載したことでマシンバランスが崩れ、アンダーステアの傾向を示した。体制面ではムーンクラフトがワークスに加わり無限、ナカジマレーシングとともに3チームがワークスとして活動した。シーズン成績では無限が2勝しムーンクラフトも1勝をあげメイクス・タイトル4連覇を達成したが、前年に続いてドライバーズ・タイトルを逃してしまった。しかし1991年には無限の中子/岡田組が2勝して3年ぶりにドライバーズ・タイトルを奪還し、5年連続でメイクス・タイトルを獲得した。
1992年はナカジマレーシングがJTCから撤退したため、ワークスは無限とムーンクラフトの2台体制になった。第1戦 英田、第3戦 菅生と無限が勝利した後の第4戦 鈴鹿からニューマシン、EG6がデビューした。EG6はB16型エンジンの搭載を前提に設計されていたためマシンバランスが改善され、エンジン出力も更に向上し230psとなっていた。EG6は第6戦 筑波で無限の中子/岡田組により初優勝し、その後第7戦 西仙台はムーンクラフトの服部尚貴/金石勝智組、最終第8戦 インターTECは再び無限と3連勝した。同年もメイクス、ドライバーズ（中子）の2冠を獲得した。
JTC最終年は、9戦8勝とシビックとライバルのトヨタ・カローラレビンを圧倒して7年連続でメイクス・タイトルを獲得した。ホンダ勢同士の戦いとなったドライバーズ・タイトル争いは、最終戦 インターTECでムーンクラフトが無限を逆転し服部が初めてチャンピオンとなり、チームズ・タイトルもムーンクラフトが獲得した。

## 車名の由来
- CIVICは英語で「市民の（住民の）」などを意味する[118]。

## 姉妹車
- ホンダ・バラード - 2・3代目シビックの姉妹車。日本国内ではベルノ店で販売された。
- アキュラ・CSX - 8代目の日本・欧州仕様車に準じた8代目シビックの姉妹車。北米においてアキュラブランドで販売される。

## 派生車
- ホンダ・シビックバン - その後シビックプロを経てパートナーへと続いていく
- ホンダ・シビックカントリー - その後シビックシャトルを経てオルティアへと続いていく
- ホンダ・シビックフェリオ
- ホンダ・シビックハイブリッド - シビックフェリオベースのハイブリッドセダン
- ホンダ・シビッククーペ
- ホンダ・シビックタイプR